# Hautain
Pour les articles ayant des titres homophones, voir Autain et Hautin.
Cet article possède un paronyme, voir Autun.

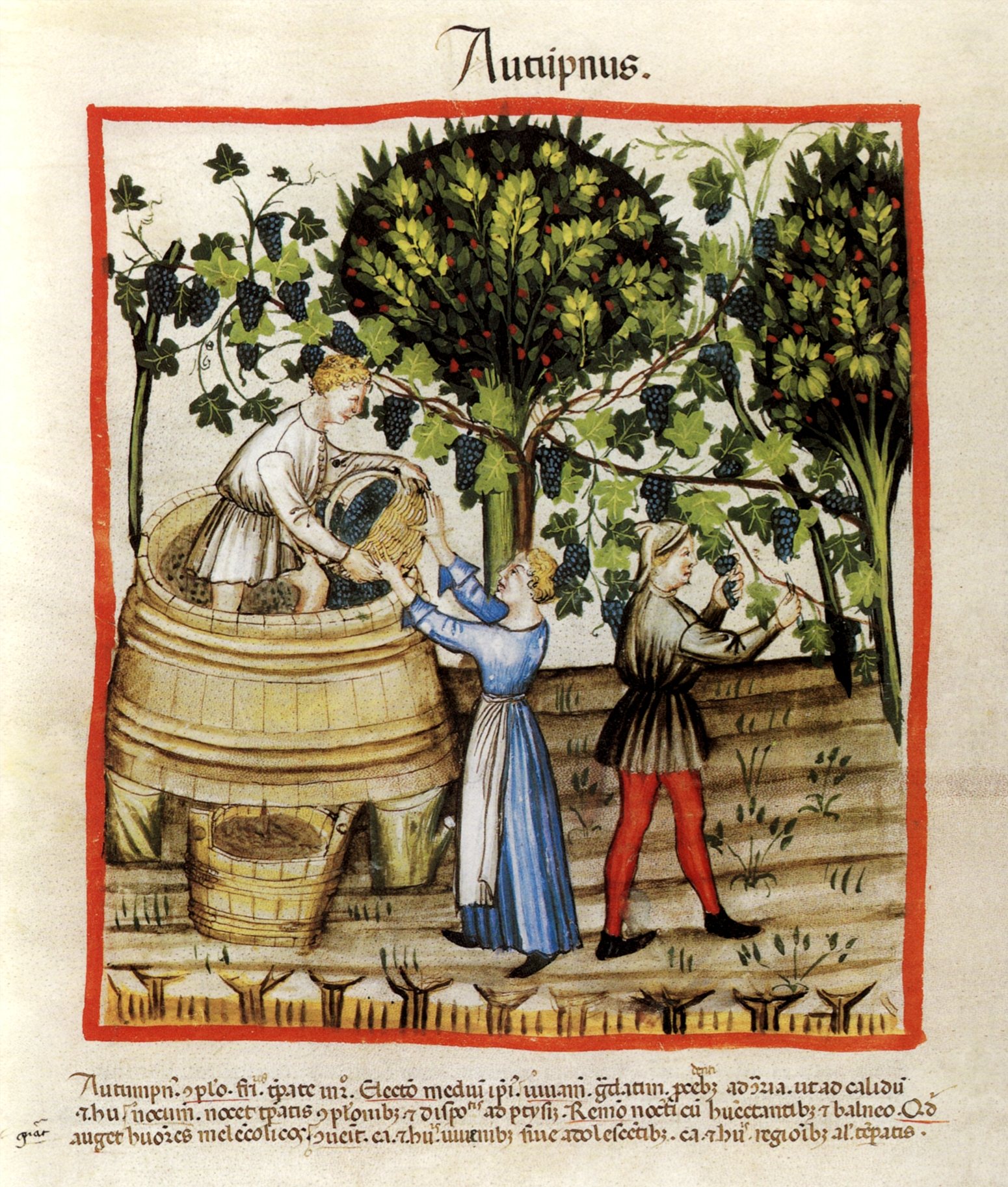
Vendanges de hautains en automne de l'an 1390
Tacuinum Sanitatis (ca. 1390), Wien, Codex Vindobonensis Series nova 2644, fol. 54 verso.

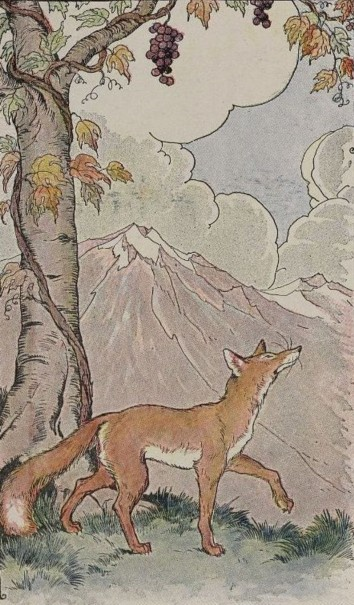
Le renard et les raisins, par Milo Winter (1919)
En arrière-plan du renard, une culture de vigne (liane fruitière) qui a été mariée à un arbre. Dessin illustrant les :
Fable 11 (livre III) écrite par Jean de La Fontaine (1621-1695), inspiré de la fable 39 du grec antique Ésope (VIIe siècle -VIe siècle av. J.-C.).

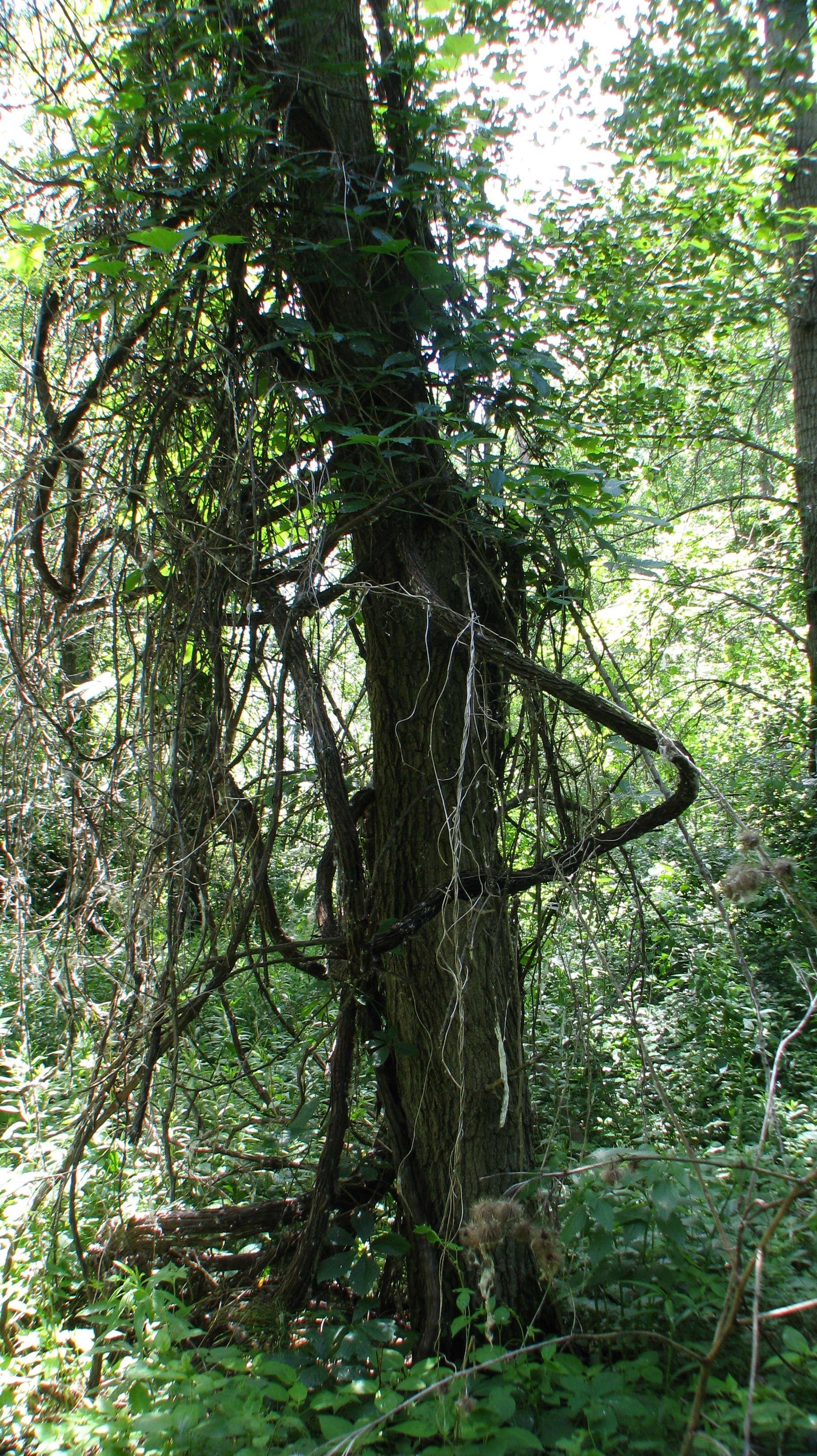
Vitis riparia ou vigne des rivages qui malgré son abandon actuel, est restée positionnée en hautain sur un arbre. Cette espèce cultivée pour ses fruits en grappes, peut atteindre des grandes hauteurs de 10 à 20 m. Photo prise sur l'île aux raisins dans le Parc national des Îles-de-Boucherville ; Canada.

La culture de la vigne en hautain (hutin en Suisse romande) est une méthode culturale connue depuis l'Antiquité. Cette façon de faire fut particulièrement utilisée par les Grecs, les Scythes et les Romains.
La vigne est mariée à un arbre qui lui sert de tuteur. Ses sarments s'accrochent aux branches et montent en hauteur. Cette technique de cultures associées mariant arbre et vigne, incite et contraint cette dernière à prendre de la hauteur pour se dégager d'un sol moins lumineux. Devenu tuteur, l'arbre taillé permet d'autres productions céréalières, légumières ou fourragères sous son feuillage éclairci (principe de la joualle). Car initialement, la conduite de la vigne en hautain avait pour but d'augmenter la production agricole, en multipliant les cultures sur un même lieu.
Cette ancienne technique a été décrite par Columelle et Pline l'Ancien (coltura promiscua), ainsi que par Ibn al-Awwam, l'agronome andalou du XIe siècle. Elle fut longtemps pratiquée en Picardie. Dans les pays méditerranéens, les vignes ont traditionnellement été maintenues en hauteur par des arbres taillés, les hautains.
De nos jours, les hautains de bois vivant ont majoritairement été remplacés par des pieux ou des échalas de bois mort. On trouve néanmoins des derniers vestiges de hautains français en Haute-Savoie, au bord du lac Léman, et dans le piémont pyrénéen. Et cette forme de culture se maintient et même retrouve peu à peu ses lettres de noblesse au Portugal, en Italie et en Crète dans le cadre d'une agriculture biologique de haute qualité (AOC).

## Traces historiques des hautains

### Préhistoire et Antiquité
Dans les années 1980, Alain Carbonneau a découvert dans l'Ariège et dans l'Aude des lambrusques présentant tous les caractères des Vitis vinifera silvestris. L'étude de ces vignes sauvages a montré qu'elles se développaient soit sous une forme buissonnante, soit sous une forme grimpante. Le premier cas est typique des zones sèches et arides : la vigne s'y développe soit en buisson érigé, soit en rampant sur le sol. Le second cas se trouve dans des zones humides couvertes d'arbres : la vigne s'y accroche soit sous une forme étagée avec plusieurs niveaux discontinus, soit sous la forme d'une guirlande retombante entre les différentes branches.
Lors de la révolution néolithique (premières cultures), ces deux systèmes de conduite ont été mis en place dans des jardins néolithiques, dans les clairières des forêts ou dans les garrigues. Ces zones de culture étaient à proximité des habitations, marquant la sédentarisation nécessaire à la surveillance de tout végétal ou animal domestiqué.
L'origine des cépages et de la viticulture située en Transcaucasie, puis migrant dans les Balkans(régions assez montagneuses, tempérées et boisées) porte à penser que le premier mode de conduite fut le grimpant, et non le buissonneux, qui serait apparu plus tardivement. La maîtrise puis le développement de la culture de la vigne vont accompagner l'essor de l'humanité. Elles furent essentielles dans la zone du croissant fertile puis pour les civilisations mésopotamienne, égyptienne, hittite et assyrienne.

#### Croissant fertile
C'est dans le croissant fertile, où sont nées les plus anciennes civilisations, qu'il faut rechercher les prémices de la viticulture. La viticulture en Arménie est l'une des plus anciennes du monde. Elle fait partie avec celle de la Géorgie voisine de cette Transcaucasie, un des lieux d'origine de la vigne où la vigne sauvage (Vitis vinifera subsp. sylvestris) muta en vigne cultivable (vitis vinifera subsp. sativa) et où eurent lieu les premiers foulages du raisin pour obtenir du vin.

##### Les faits
L'archéologie a permis d'identifier des pépins de raisin vieux de 10 000 ans dans les sites des premières agglomérations humaines que sont Çatal Höyük, en Turquie, Damas, en Syrie et Byblos, au Liban. C'était des pépins de lambrusques (vitis vinifera silvestris).
Cette consommation de raisins précédait une possible vinification. Une récente découverte a permis de dater l'apparition du vin. Au cours de l'année 2007, une équipe composée de vingt-six archéologues irlandais, américains et arméniens a fouillé un site proche de la rivière Arpa, près de la communauté d’Areni. Dans une caverne composée de trois chambres, ils ont trouvé un crâne contenant encore son cerveau, des traces de cannibalisme ainsi que des vases emplis de pépins de raisin permettant de supposer qu'en ce lieu, il y a 6 000 ans, aurait eu lieu la plus ancienne vinification au monde.

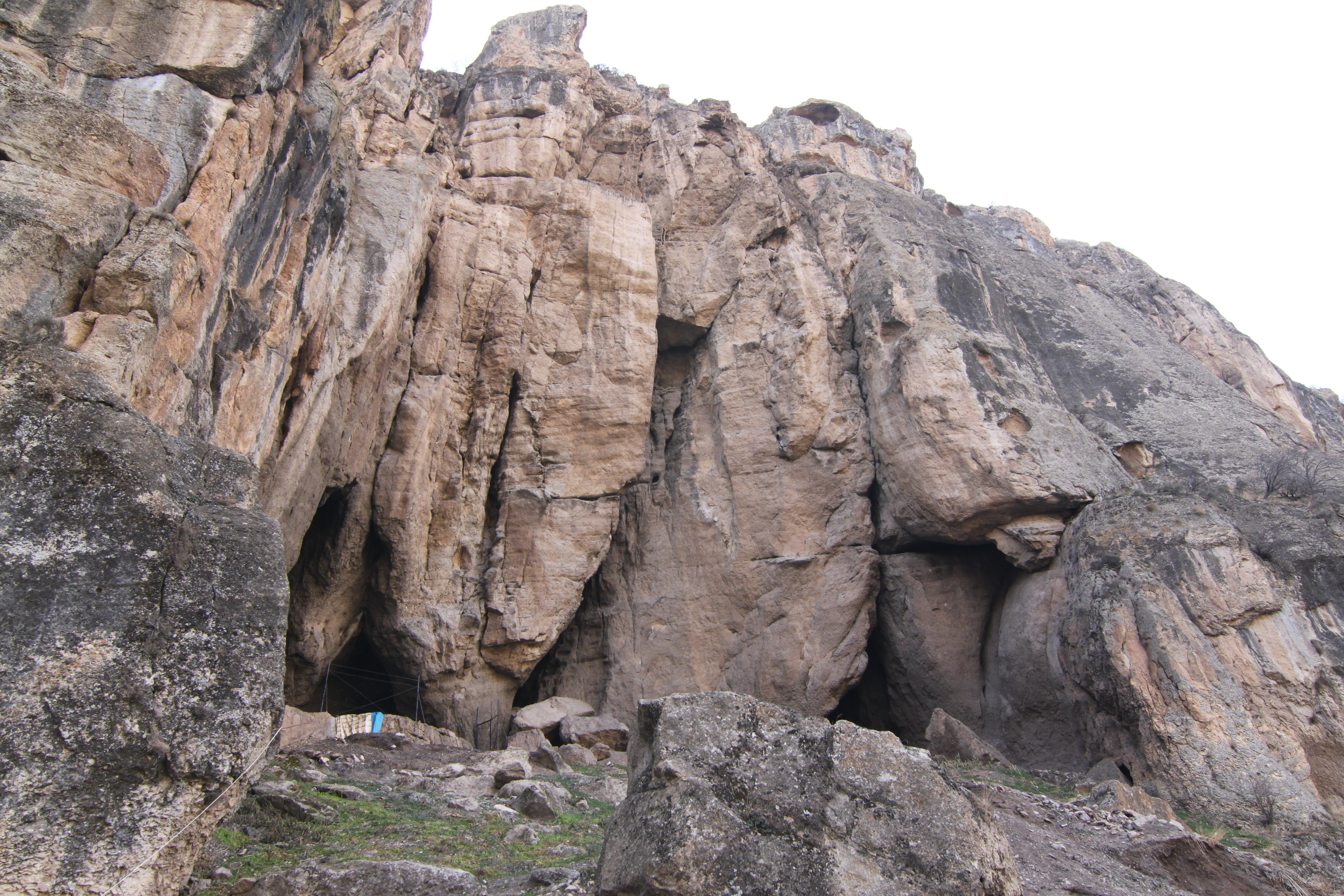
Entrée du site Areni-1.

Cette découverte dans le Vayots Dzor, région arménienne au sud du pays, de pépins de raisin, en 2007, a incité la National Geographic Society à financer une nouvelle campagne au cours de l'année 2010. Les fouilles archéologiques, faites sur le site Areni-1 ont mis au jour un complexe de vinification daté de 6 100 avant notre ère. Découverte qui permet d'établir avec certitude que le berceau de la vigne et du vin se situe actuellement en Arménie.
Une équipe internationale d'archéologues a retrouvé les traces et les équipements d'une vinification sur un site de 700 mètres carrés. Ce complexe de vinification correspond à la période du Chalcolithique. Ils ont identifié un fouloir et une cuve de fermentation en argile abrités dans une grotte. Ce sont les plus anciens connus à ce jour, a indiqué le 11 janvier 2011, Gregory Areshian, de l'Institut d'Archéologie Cotsen à l'UCLA, codirecteur des fouilles. Il considère aussi que c'est l'exemple le plus complet de production vinicole au cours de la Préhistoire,.
Outre fouloir et cuve, ont été identifiés des pépins, des reliquats de grappes pressés, des sarments de vigne desséchés, des tessons de poterie, une tasse ouvragée dans une corne et un bol cylindrique servant à boire le vin ,. Le fouloir, un bassin d’argile d'un mètre carré et de 15 centimètres de profondeur, possédait un conduit pour permettre au jus de raisin de se déverser dans la cuve de fermentation. Profonde de 60 cm, celle-ci pouvait contenir de 52 à 54 litres de vin,.

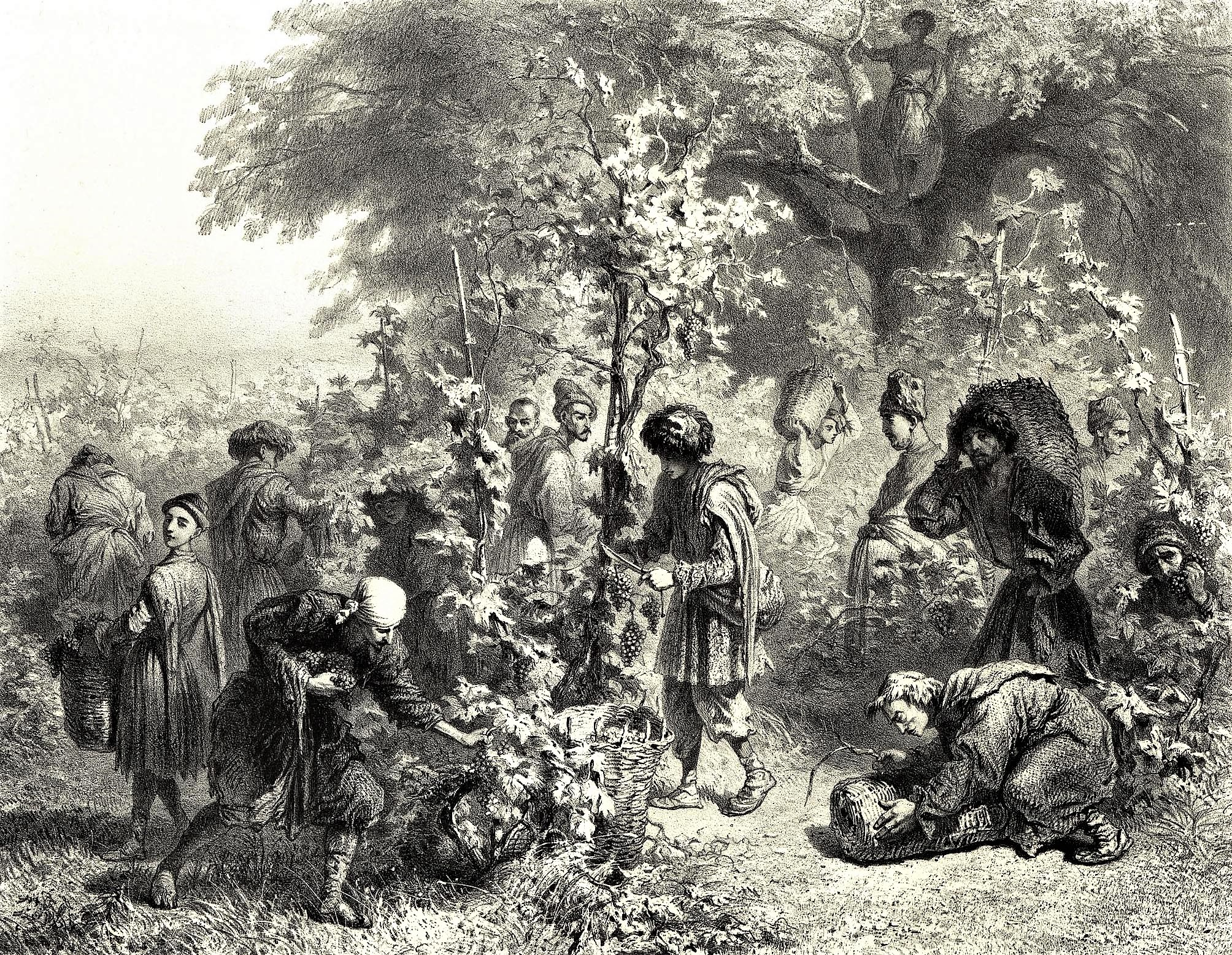
Au XIXe siècle, vendanges à l'orée des bois, en Kakhétie, (Géorgie),
une tradition vieille de plus de vingt-cinq siècles.

Dans la même période, en Géorgie, eut lieu pour la première fois la sélection d'une nouvelle variété qui allait aboutir à la vigne cultivée (vitis vinifera sativa). Ses pépins, datés au C14, sont compris dans une fourchette allant de - 7 000 à -5 000 ans. Cette dernière date correspond au début de la révolution néolithique, c'est-à-dire à l'apparition de l'agriculture dans le croissant fertile.
La vigne appartient à une famille de plantes grimpantes, vigoureuses et ligneuses. Sur la quarantaine d'espèces vitis, seule vinifera possède une teneur en sucre égale au tiers de son volume. C'est cette particularité, jointe à son acidité naturelle - support du goût - qui a retenu l'attention des premiers agriculteurs en tant que fruit consommable.
Ce fut donc une sélection faite par l'homme qui permit d'isoler parmi les silvestri, comportant des plants mâles et femelle, la variété hermaphrodite, sativa, dont tous les plants étaient porteurs de fruits. C'est un cultivar, et non une sous-espèce, car il a gardé toutes ses caractéristiques originelles de plante grimpante, vigoureuse et ligneuse. Vitis vinifera poussant généralement le long des cours d'eau ou en bordure de forêt, ce fut là que se développa sa première culture. Cette vigne cultivée s'accrochait toujours à un arbre pour prospérer. La technique du hautain n'eut pas besoin d'être inventée, c'est le plant lui-même qui l'imposait.
Ce type de viticulture perdura au cours des siècles. Strabon, dans sa Géographie, relate qu'il existait près de l'oasis de Margiana, aujourd'hui Mary, dans le Turkménistan, des vignes aux ceps aussi gros que des troncs d'arbres et qu'ils portaient des grappes de deux coudées, soit environ un mètre.

##### Les légendes

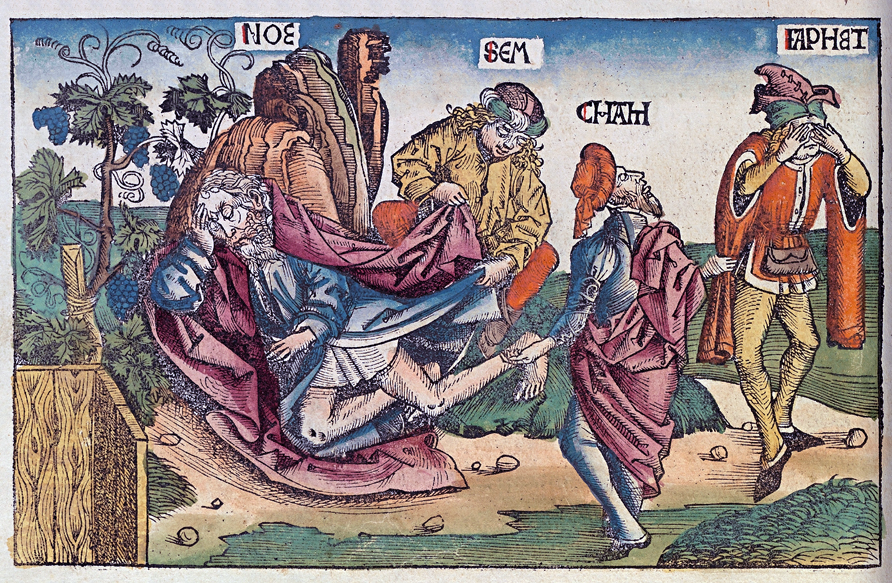
L'ivresse de Noé, dans la Chronique de Nuremberg.

La Bible raconte que Noé planta de la vigne après le Déluge, sans préciser à quel endroit. Le récit en est fait dans la Genèse 9, 20-27 : 

« Or, Noé commença par être un bon cultivateur et planta alors trois vignes. Et il se mit à boire du vin et s'enivra. »

Le nom du patriarche en hébreu est נֹחַ, qui se lit nōa'h et a le sens de repos ou consolation. Hugh Johnson fait remarquer que cette légende se retrouve à l'identique dans plusieurs autres mythes ayant trait à la pratique de la viticulture aussi bien en Orient qu'en Occident. Le mythe fondateur vient de Sumer et se trouve dans la XIe tablette de l'Épopée de Gilgamesh qui narre les aventures d'Uta-Napishtim en des termes identiques à ceux rapportés dans la Bible.
Les Chaldéens expliquaient, quant à eux, que c'était le triton Oannès qui leur avait fait ce don. Et sa tante, Ino, déesse de la mer, ne fut autre que la nourrice de Dionysos. Or ce mythe maritime n'est pas particulier à l'Orient puisqu'il se retrouve au fin fond de l'Occident européen. Au Pays basque, la légende veut que ce soit un héros, Ano, qui soit venu en barque apporter la vigne et l'agriculture. Et dans la Galice proche, le même rôle est imparti à Noia.
Et l'auteur d'Une histoire mondiale du vin conclut en faisant remarquer que oïnos, où se retrouvent les lettres de Dionysos, signifie vin en grec, qu'en basque c'est ano et que les Géorgiens l'on décliné en ghvino.

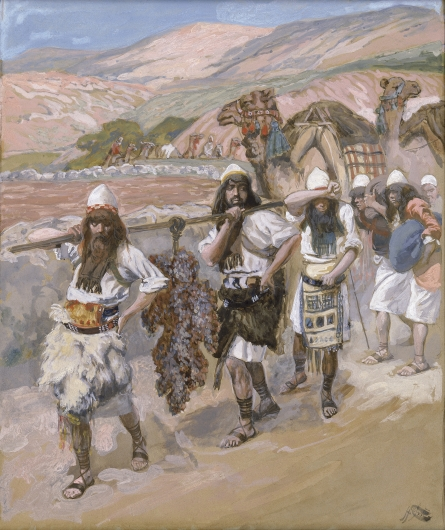
La grappe du val d'Eshkol, au pays de Canaan.

#### Palestine
Quelques textes bibliques renseignent sur la façon dont était conduite la vigne. Dans le Livre des Rois (V, 25), il est écrit: « Juda et Israël vivaient en sécurité, chacun sous sa vigne et son figuier ». Les vignes des Hébreux étaient menées soit en hautains, soit sur pergola. Marcel Lachiver commente d'ailleurs « Ce qui n'est pas sans lien avec le milieu naturel dans lequel poussaient les vignes sauvages ». Autre indication qui est rapportée dans le livre des Nombres (XII, 23), quand Moïse, lors de la fuite d'Égypte, envoya deux messagers en terre de Canaan :

« Ils parvinrent au val d'Eshkol ; ils y coupèrent un sarment et une grappe de raisin qu'ils emportèrent à deux sur une perche. »

#### Égypte

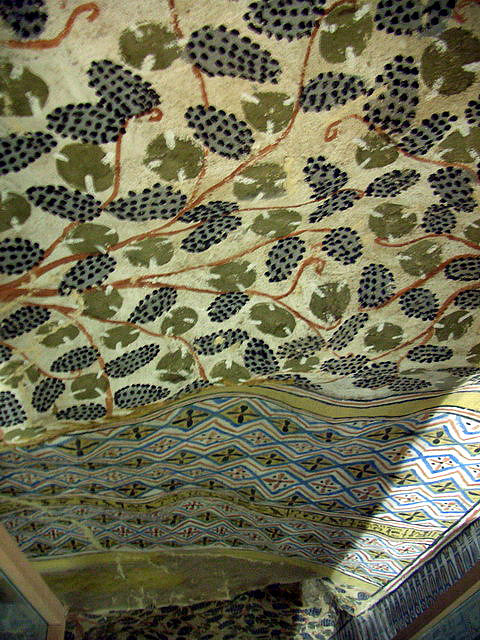
Tombe de Senofer à Luxor.

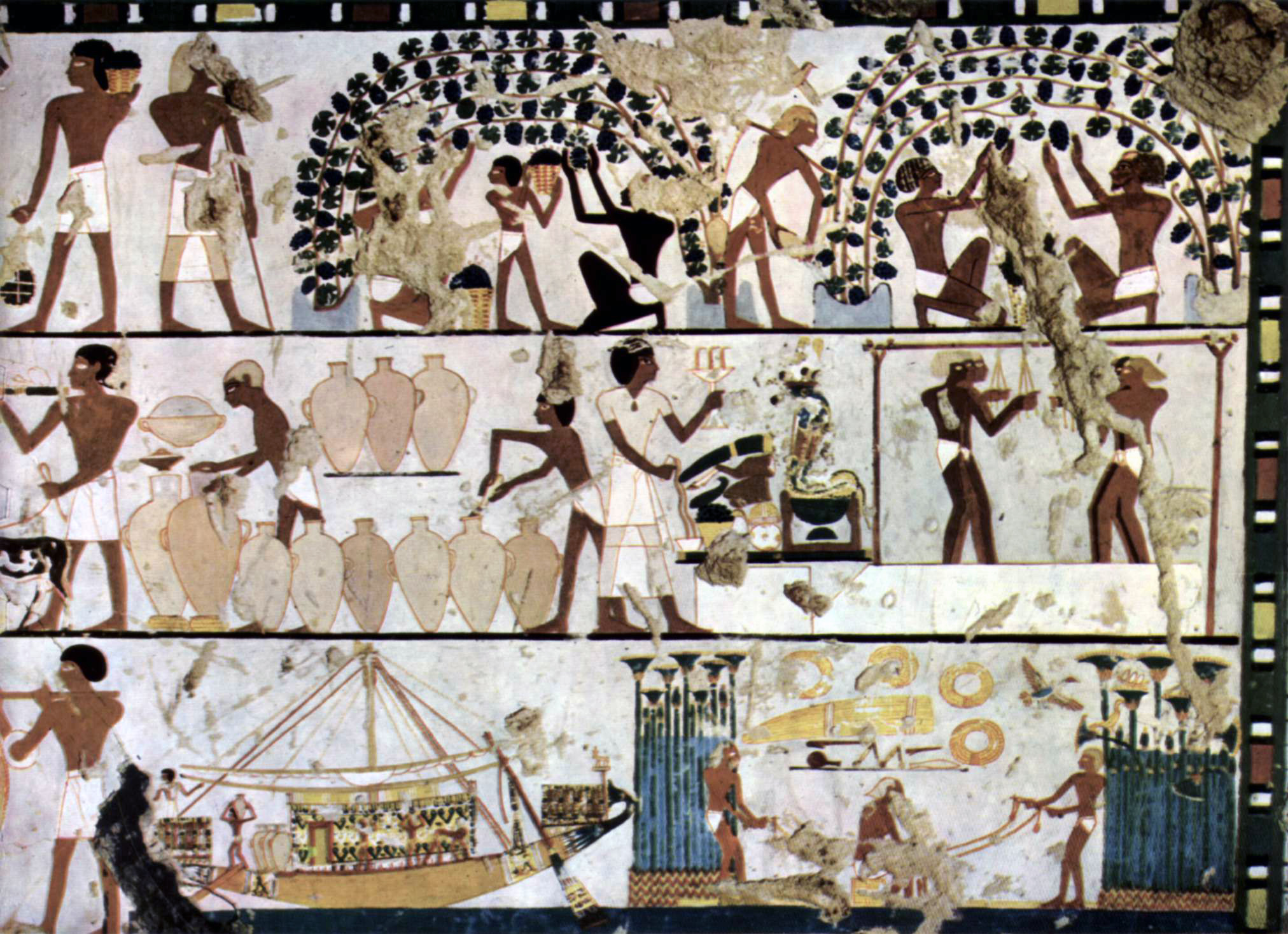
Tombe de Kha'Enwese à Thèbes représentant les vendanges sur hautains en cerceau.

Les fouilles archéologiques ont prouvé que 3 500 ans avant notre ère, la vigne était cultivée en Égypte, comme en témoignent les coupes dans lesquelles on offrait du vin aux dieux ainsi qu'un bas-relief découvert à Thèbes où sont représentés deux esclaves cueillant des grappes de raisin. D'autres peintures égyptiennes attestent de l'importance des vignes poussant en hautains qui se trouvaient à l'ouest du delta du Nil. Compte tenu de ce mode de conduite et de l'absence de cuvaison, on pensait que ces vins étaient majoritairement blanc ou légèrement coloré. Seul Champollion avait affirmé avoir vu une fresque où du vin rouge était contenu dans des bouteilles blanches.
Intrigués, Maria Rosa Guasch-Jané et ses collègues de l'Université de Barcelone ont d'abord dû obtenir auprès des British Museum de Londres et de l'Egyptian Museum du Caire des échantillons de résidus prélevés sur des jarres du tombeau de Toutankhamon. L'analyse a été surprenante et rendue publique, en 2004, par Rosa Maria Lamuela-Raventos, professeur associé à l'université de Barcelone, qui a participé à l'étude. La présence d'une anthocyane changeait tout, le vin était rouge, car :

« Le malvidine-3-glucoside, membre de la famille des anthocyanidines, est un pigment que l'on retrouve dans les vins jeunes et certaines grappes de raisins, à qui il confère leur aspect rouge. »

En 1327 av. J.-C., une partie au moins des vignes en hautains du onzième pharaon de la XVIIIe dynastie donnait des vins rouges.

#### Grèce

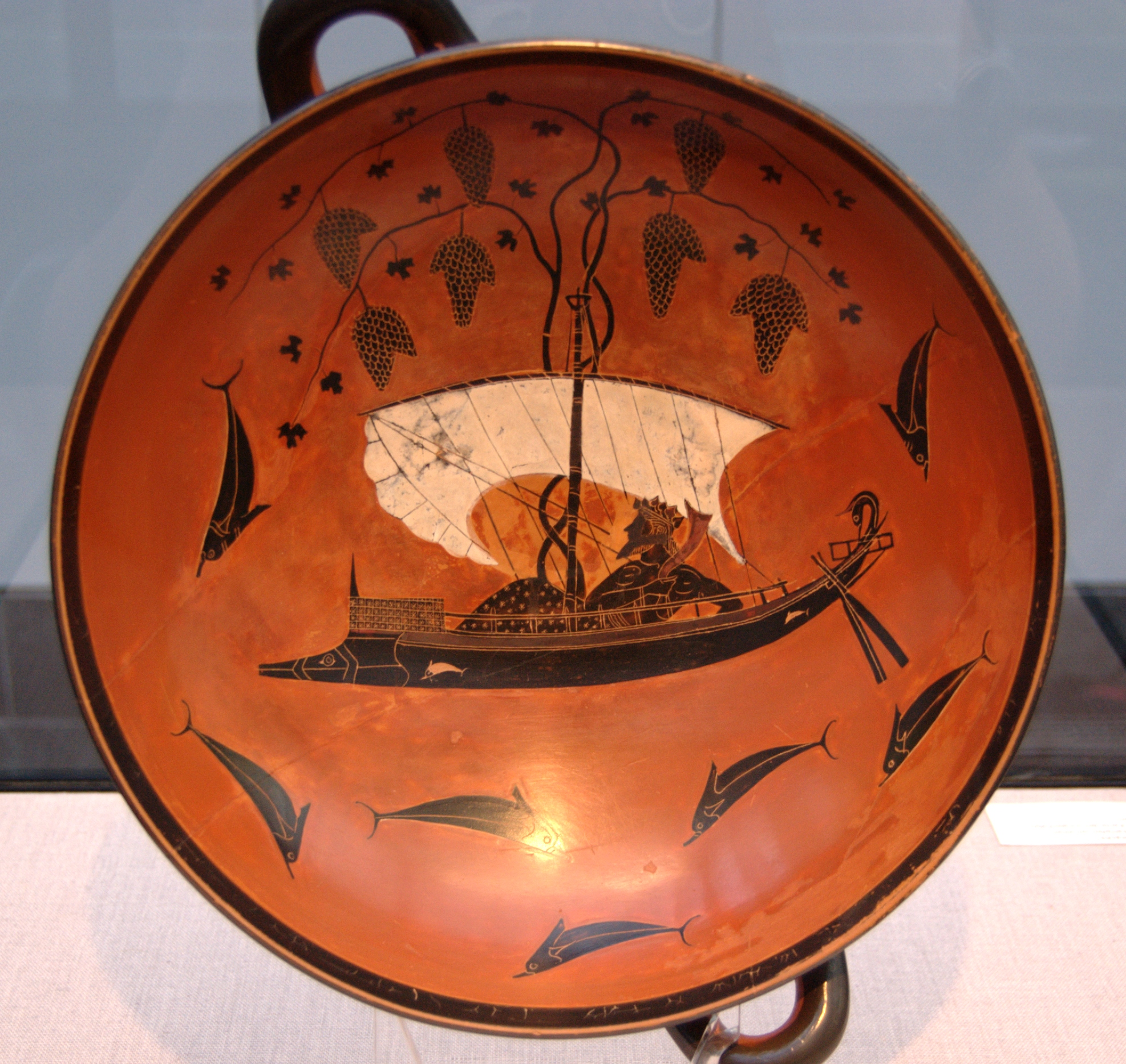
Dionysos et les dauphins, kylix attique à figures noires, vers 530 av. n.è.

Les pratiques viticoles n'ont que peu changé depuis qu'Hésiode a décrit, dans Les Travaux et les Jours, la plantation et la taille des vignes de son domaine de Béotie ou que l'Odyssée indique qu'a l'entrée de la grotte de Calypso :

« au rebord de la voûte, une vigne en sa force déploie ses rameaux, toute fleurie de grappes »

— Homère.
Victor Bérard, spécialiste de cette épopée, a situé la grotte de Calypso sur la côte marocaine, près des Colonnes d'Hercule.
Si les conditions climatiques imposèrent parfois de laisser la vigne se développer à même le sol – en particulier dans les îles venteuses des Cyclades – la pratique du hautain ou vigne arbustive se perpétua, puis s'amplifia avec un mode de conduite sur échalas, notamment pour les vins de qualité. Dans l'Iliade, le bouclier d'Achille représente une scène de vendanges où les vignes courent sur des échalas. De telles représentations se trouvent sur de nombreux vases attiques ; l'inventaire des Hermocopides, en 415 avant notre ère, associe dans les mêmes lots vignes, pressoirs et échalas.

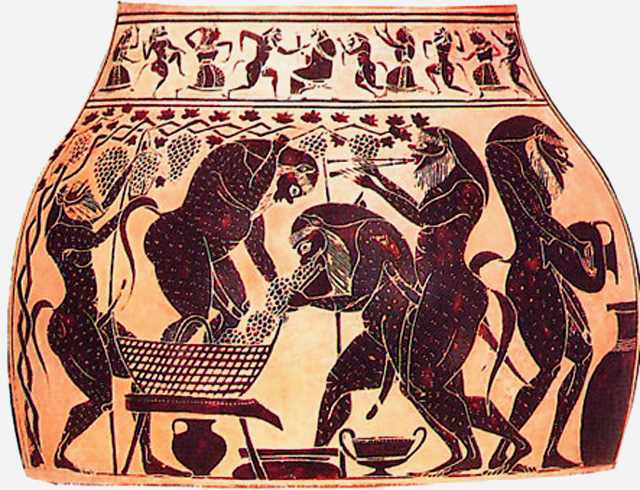
Satyres vendangeant, poterie rouge à figures noires du peintre Amase -540

Les rangs de vignes étaient plantés en lignes régulières, comme le recommandaient Théophraste, les baux d'Amorgós au IVe siècle av. J.-C. ou de Mylasa au IIe siècle av. J.-C.. Les vignobles les moins prestigieux pouvaient cependant être plantés en désordre. Les baux d'Amos, dans la pérée de Rhodes, confirment à la fin du IIIe siècle av. J.-C. les recommandations des agronomes anciens, même si les usages variaient selon que l'on était sur un terroir de plaine ou rocailleux. Les ceps étaient placés dans des tranchées de 75 cm de profondeur creusées tous les 1, 80 mètre, pour une densité allant de 4 000 à 7 000 pieds à l'hectare.
Les cultures associées étaient fréquentes. Cohabitaient sur la même parcelle, les vignes d'une part, des figuiers ou des oliviers, de même que, comme à Rhamnonte, les cultures, entre les rangs, de céréales ou de légumineuses. Les vignobles étaient généralement installés en plaine, sur un terrain bien drainé et exposé, avec des cépages disparus aujourd'hui. Les détails botaniques donnés par les auteurs anciens, comme Théophraste, ne permettent pas de les identifier par comparaison avec les variétés actuelles, et d'une qualité variable. Leur productivité était inversement proportionnelle à la qualité du vin produit. Les cépages de qualité, souvent plantés sur les terres plus rocailleuses des coteaux, fournissaient des vins d'autant plus fins que leur rendement était faible.
Si l'on sait que le vin d'Hésiode devait être doux puisqu'il laissait ses grappes, après vendange, exposées dix jours au soleil, il devait en être de même pour les vins grecs passés à la postérité comme le maronéen, le prammien et le chian. Il en allait tout autrement pour d'autres vins connus dans la mouvance grecque. Les Cyclopes - dont on pensait qu'ils habitaient autour du golfe de Naples - avaient la réputation de ne boire que du vin noir, issu des vignes sauvages, un piètre breuvage, une boisson de barbares.

#### Étrurie et Rome

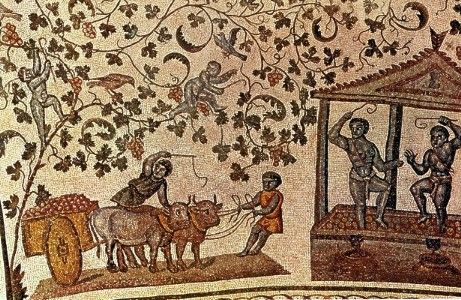
Vendange romaine sur des vignes en hautain
(Mosaïque de Santa-Costanza).

Les Latins, tout autant que les Grecs, participèrent au développement de cette civilisation du vin. La dichotomie entre vignes basses et vignes hautes a conduit Mario Fregoni, en 1991, à classer le vignoble italien antique en deux modèles. Le gréco-oriental, correspondant à des zones sèches où la vigne buissonnante est à l'origine des gobelets. Le modèle étrusque, spécifique de zones forestières. La vigne s'y développe en s'accrochant aux arbres (vignes arbustives ou hautains) ou, à défaut, à des supports en bois, sous forme d'espaliers, de rideaux ou de treilles. Les Étrusques furent les premiers viticulteurs de la péninsule. Toutes leurs vignes étaient conduites en hautains. Columelle indique qu'un seul de leur cep pouvait porter jusqu'à mille grappes de raisin. Pline l'Ancien rapporte qu'à Populonia, une des capitales de l'Étrurie, une statue de Jupiter avait été sculptée dans un seul cep de la taille d'un homme.
Il fallut attendre l'époque impériale pour que la hiérarchisation des vins grecs fut reprise par Rome. Ce ne pouvait être, en effet, le propos de Caton l'Ancien, le premier auteur latin qui traita de la vigne et du vin dans son De re agri cultura. Les vignobles les plus réputés étaient ceux qui produisaient les vins de Falerne, Cécube et Albe. L'important pour l'élite romaine était bien sûr de boire ces grands crus mais surtout de les boire à leur apogée après un long vieillissement. C'est l'exemple que cite Pétrone, dans son Satyricon, du fameux falerne opimien muscadin dégusté 100 ans après sa récolte sous le consulat de Lucius Opimius en 121 avant notre ère.

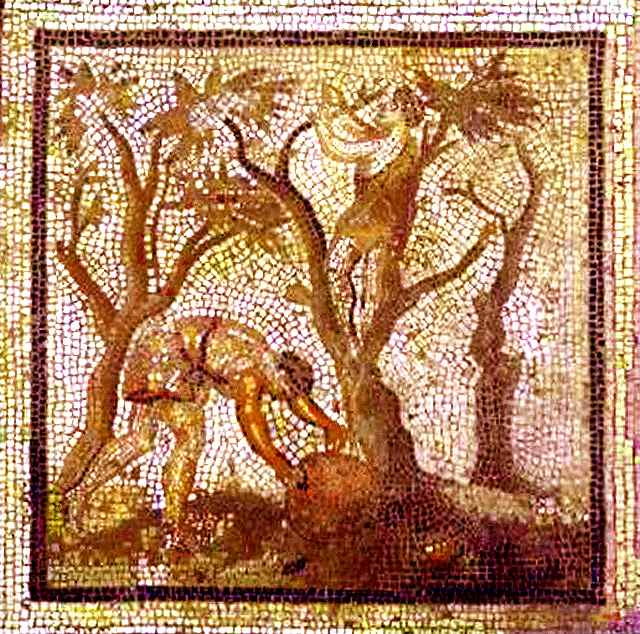
Mosaîque de Saint-Romain-en-Gal montrant une vigne arbustive.

Pline l'Ancien, dans son Livre XIV, de Naturalis Historia, entièrement consacré à la vigne et au vin, indiquait que de son temps :

« En Campanie, on marie la vigne au peuplier ; le cep embrasse son époux, serpente amoureusement parmi les rameaux qu'enlacent ses tiges noueuses, et arrive ainsi au sommet. Sa hauteur est telle, que le vendangeur fait marché pour être, en cas de chute, brûlé et enterré aux dépens du propriétaire. Ainsi la vigne s'élèverait indéfiniment : on ne peut les séparer, ou plutôt les arracher l'un à l'autre. »

Il arrivait que des villæ et des domus ne fussent entourées que d'un seul cordon de vigne, issu d'un seul pied, et le naturaliste précise qu'à Rome, dans les portiques de Livie, les treilles qui abritaient une promenade n'étaient formées que par un seul cep de vigne qui donnait jusqu'à douze amphores de vin par an. Puis, sans porter de jugement qualitatif, il remarquait : « Ici, nous empêchons nos vignes de grandir, en les taillant afin que leur vigueur se concentre dans les jeunes pousses ». Volontairement ou non, il préconisait ainsi la législation qu'avait fait adopter, en son temps, Numa Pompilius, interdisant de faire des libations avec du vin provenant de vignes non taillées. En contre-point, il cite la remarque acerbe de Cinéas, l'ambassadeur de Pyrrhus dans la cité d'Aricie, où des ceps gigantesques produisaient un vin âpre de goût, proclama que « la mère d'un tel liquide avait bien mérité un gibet si élevé ».
Si Columelle, dans ses douze livres de Res Rustica, aborda toutes les questions relatives à la viticulture, dans les tomes III et IV, ses propos furent moins critiques pour les méthodes culturales et notamment pour les vignes arbustives. Montrant un certain ostracisme vis-à-vis des grands crus de la péninsule, il mit en exergue ceux de l'Hispania, son pays natal. mais c'est grâce à lui que nous savons quel était le rendement de la vigne à son époque : un culeus par jugerum, soit environ 30 hectolitres par hectare. Le rendement actuel d'un vignoble de qualité.

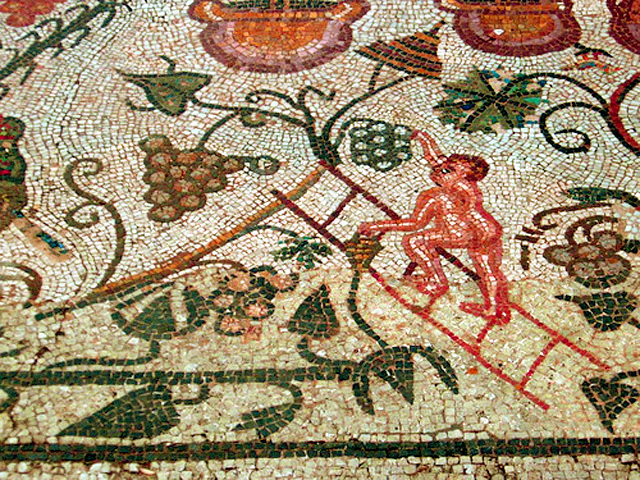
Vendange à Mérida sur une vigne en hautain.
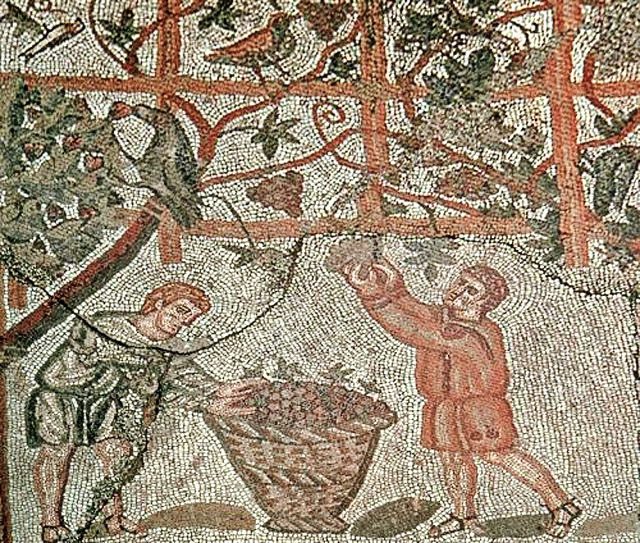
Vendange à Cherchell sur une vigne en pergola.
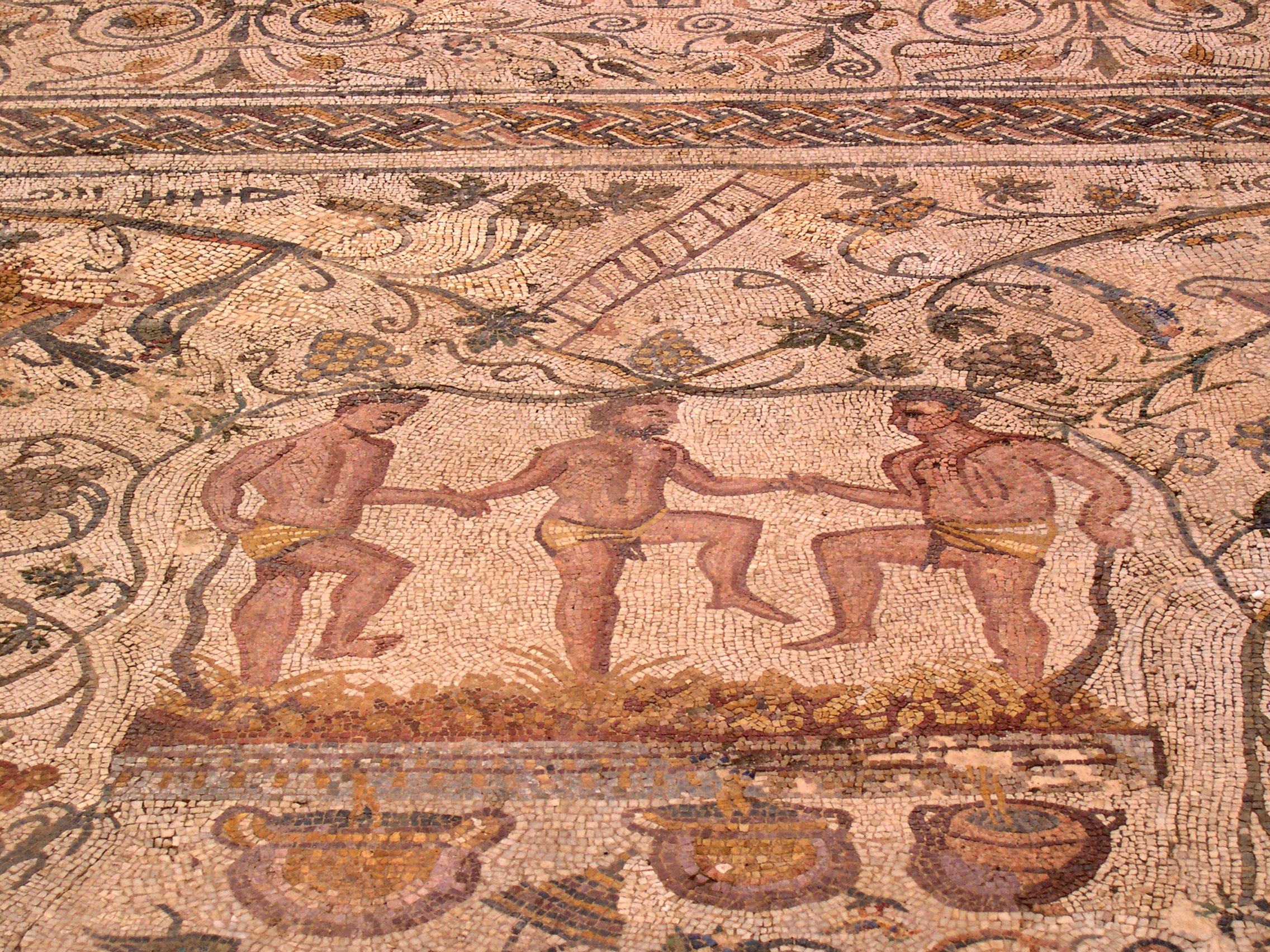
Foulage du raisin à Mérida.

Le falerne, le plus ancien cru connu, était déjà identifié comme tel Fal[ernum] Mas[sicum] sur le col d'une amphore dès le IIe siècle avant notre ère. C'est à cette époque qu'il est vanté par l'historien Polybe comme :

« Un vin remarquable auquel nul autre vin, produit sur des vignes arbustives, ne peut être comparé. »

Si ce cru, comme le vin d'Albe, était produit dans un terroir sec, et donnait un vin liquoreux par ses sucres résiduels grâce à des vendanges tardives, il n'en était pas de même pour le cécube. Ce vignoble, situé dans une zone marécageuse, entre Terracine et Fondi, ne pouvait donner qu'un vin de palus. André Tchernia confirme d'ailleurs que les quelques vignes présentes actuellement donne une « infâme piquette ». Il propose donc une hypothèse tout à fait plausible :

« Si le goût du cécube a été apprécié plus que tout autre, c'est peut-être que, pour cette vigne arbustive, entrelacées aux peupliers, l'humidité de la zone favorisait le développement de la pourriture noble. On aurait le seul vin de l'Italie pouvant se comparer au sauternes. »

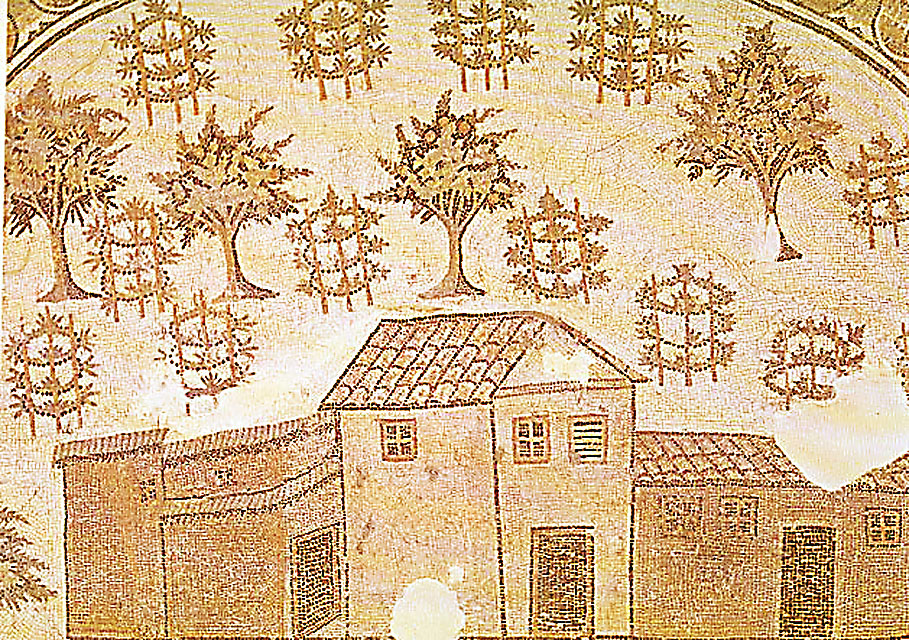
Mosaïque de la villa rustica de Tabarka.

Qu'en était-il des autres vignobles implantés par les Romains dans leurs colonies ? Aucun texte n'en fait la critique ou le panégyrique, mais les mosaïques retrouvées en Afrique du Nord, et en particulier en Tunisie, prouvent que la méthode de conduite des vignes étaient la même. Une de celles provenant de Tabarka, et qui est exposée au musée national du Bardo, représente un vignoble entourant une villa rustica. Les ceps de vignes y sont menés en spirale et par étages autour de quatre grands pieux fichés au sol.

##### Le rumpotin de Pline et Columelle

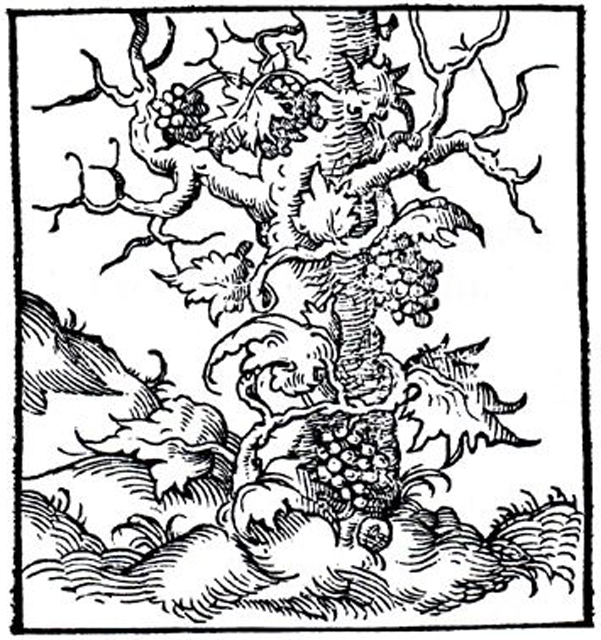
Rumpotin, Alciat, Emblematum Libellus.

Les Romains avaient donné un nom à ce type d'essence soutenant les vignes arbustives. Pline explique :

« Dans la Transpadane on voit un peuplier qui porte le nom de rumpotin, et près duquel se trouvent communément de grosses souches de vignes. L'arbre, très épais, forme, avec ses branches, des espèces de planchers circulaires, le long desquels la vigne s'élève, en serpentant, du tronc dans l'espèce de main ou de ramification que le bois lui présente, pour venir ensuite embrasser de ses sarments chacun des doigts des rameaux légèrement relevés. »

Columelle décrit plus longuement cette forme de hautain qu'il dit, par contre, être spécifique à la Gaule :

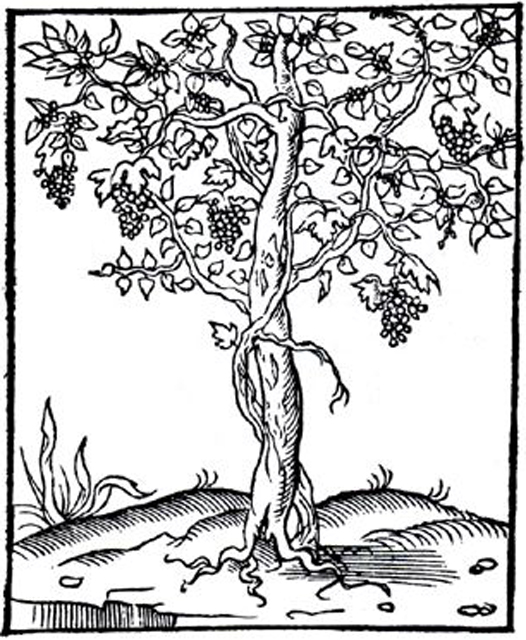
Rumpotin, Alciat, Emblematum Libellus

« Il y a dans les Gaules une autre espèce de plants d'arbres mariés aux vignes, et qu'on appelle rumpotin : il exige des sujets de petite taille et peu garnis de feuillage. L'obier surtout paraît propre à cet usage : c'est un arbre semblable au cornouiller. Au surplus, la plupart des vignerons ont recours, pour le même service, au cornouiller, au charme, à l'orme, et quelquefois au saule. Quant à ce dernier arbre, il ne faut s'en servir que dans les localités marécageuses, où les autres arbres ne prennent que difficilement, parce qu'il altère la saveur du vin. On peut aussi recourir à l'orme, pourvu qu'on l'étête dans sa jeunesse, afin qu'il ne s'élève pas au-delà de quinze pieds.
Or, j'ai remarqué que le rumpotin est constitué de manière que ces étages ne vont qu'à huit pieds dans les lieux secs et sur les pentes, et à douze sur les plaines et dans les terrains humides. L'arbre se divise ordinairement en trois branches, à chacune desquelles on conserve de chaque côté plusieurs bras ; puis on retranche presque tous les autres rameaux qui donneraient trop d'ombre à l'époque de la taille des vignes.
Si on ne sème pas de grains sous les rumpotins, on laisse entre eux une distance de vingt pieds de chaque côté ; mais si on y cultive des céréales, on étendra cet intervalle à quarante pieds d'un côté et à vingt de l'autre. Les autres pratiques sont les mêmes que celles qui sont usitées en Italie : ainsi on plante les vignes dans de longues fosses, on leur donne les mêmes soins, on les dispose sur les branches de l'arbre  ; tous les ans on fait passer aux arbres voisins de nouveaux sarments, et l'on coupe les anciens. Si l'un de ces sarments ne peut atteindre le sarment voisin, on les réunit à l'aide d'une baguette à laquelle on les attache.
Lorsqu'ensuite ils fléchissent sous le poids des grappes, on les soutient au moyen d'appuis qu'on a placés au-dessous. Cette espèce de plant et tous les autres arbres fructifient d'autant plus qu'on les laboure plus profondément, et qu'on bêche plus assidûment autour de leur pied. La culture prouve au chef de famille les avantages de ce travail »

— Columelle, de Agricultura, V, 7.

### Moyen Âge

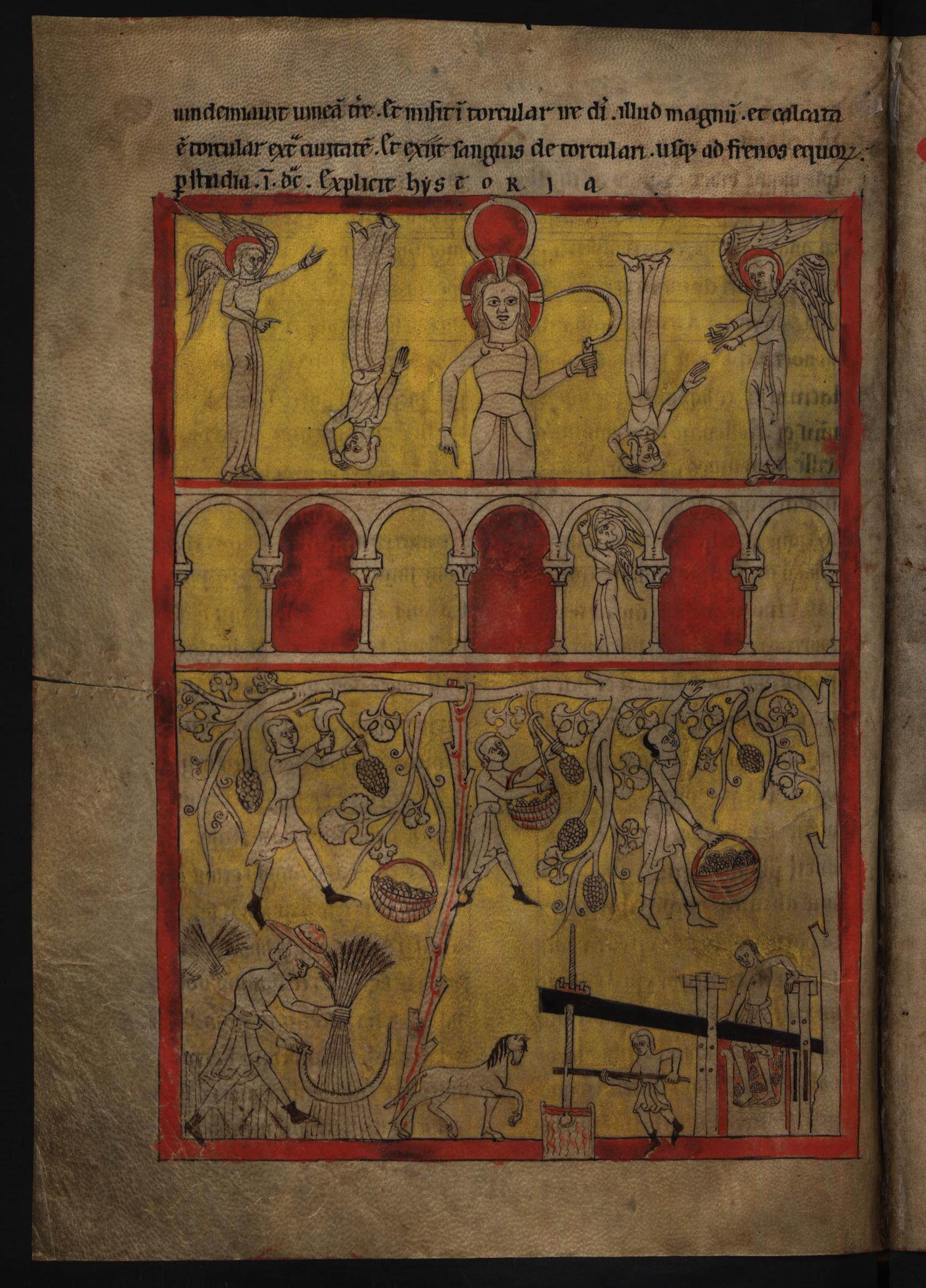
L'Apocalypse de Lorvao : En partie basse, l'illustration d'une culture en hautain réalisée dans un très ancien manuscrit portugais datant de 1189.

Dès le concile d'Arles, en 314, et encore plus après l'écroulement de l'Empire romain, l'évêque devient le personnage principal de sa cité. La possession de vignobles est source de prestige, et leurs vins sont utilisés en cuisine et à table, les meilleurs sont servis aux hôtes de prestige, les moins bons vendus ce qui alimente le trésor épiscopal.
Vers le Xe siècle, la constitution de collèges de chanoines va impliquer la donation d'une mense et dans celle-ci la place de la vigne est importante. Les premières traces écrites du vignoble et de sa conduite apparaissent alors dans les cartulaires. Celui de l'Église d'Apt, indique qu'en 931, Garibald et son épouse Aviorda, donne à l’église cathédrale d’Apt deux vignes situées près des rives du Calavon. Il est précisé que la première est un enclos de vignes hautes palissées sur des noyers et des saules, tandis que la seconde est une vigne basse (C. XV).
Quand la vigne est mal adaptée à un terroir peu propice, le siège épiscopal change. Ce fut le cas de celui de Langres sous l'épiscopat de Grégoire, aïeul de Grégoire de Tours, qui s'installa à Dijon, ainsi que de celui de Saint-Quentin dont les évêques choisirent Noyon.
Monastères et abbayes se doivent aussi de posséder leurs vignobles. Le vin produit est consommé par une communauté religieuse importante, lors de la célébration du culte et offert aux passagers et pèlerins au titre de l'hospitalité. Mais nombre de ces établissements tentèrent d'implanter leurs vignes dans des régions septentrionales qui dans les années courantes donnaient du verjus et dont les bons millésimes titraient 6 à 7°.
Dès le Haut Moyen Âge, il y eut des tentatives plus ou moins avortées d'introduire une viticulture dans des pays où le raisin avait peine à atteindre sa pleine maturité. Le cas du comté de Hainaut est exemplaire à cet égard. Le chapitre de Sainte-Aldegonde de Maubeuge eut un vignoble à Soissons, le prieuré d'Aymerie un domaine à Laon, l'abbaye de Liessies dans ces deux secteurs. Cette pratique eut un temps qui, au cours du bas Moyen Âge, ne résista pas à la guerre de Cent Ans.

Moines de l'abbaye cistercienne de Fontfroide.

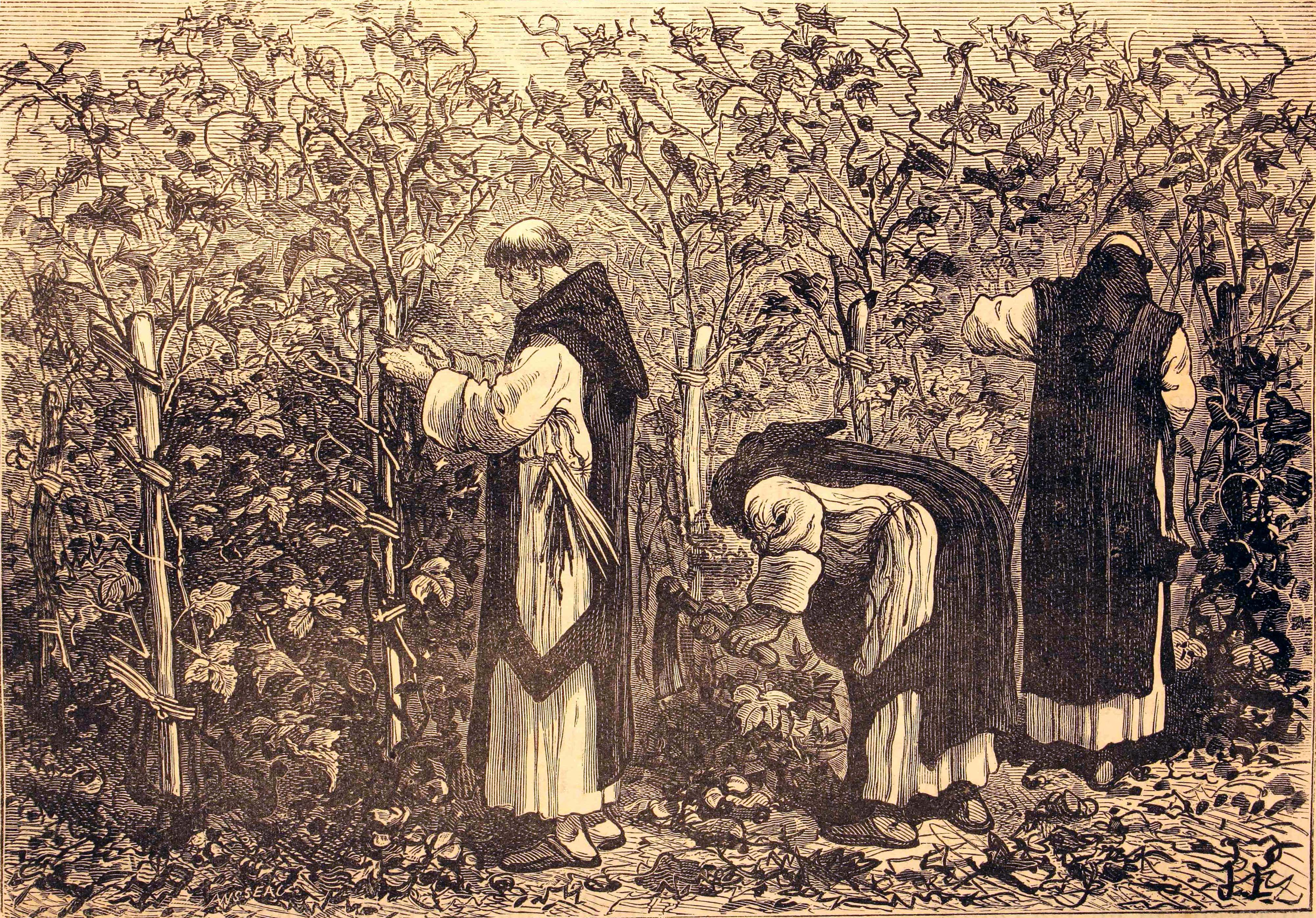
Moines cisterciens cultivant la vigne.

Plutôt que de s'encombrer à continuer d'exploiter pour leur compte des domaines lointains au pauvre vin, les ecclésiastiques jugèrent préférable d'acheter leurs vins à l'exemple des moines de Liessies qui se fournirent à Avesnes, Chimay et Laon en 1405. L'abbaye de Maroilles renonça, elle aussi, à ses domaines viticoles dans le Vermandois, en particulier à ceux de Mézières-sur-Oise, qu'elle possédait depuis le haut Moyen Âge. À partir des années 1419 / 1420, elle se mit à acheter ses vins. Elle mandata, pour cela, Outard, un négociant en vins, qui se fournit à Nouvion, en 1419, puis, en 1420, il se procura à nouveau des vins à Nouvion et à Valenciennes, tandis qu'un serviteur de l'abbaye en fut chercher à Braye-en-Laonnois.
La période comprise entre le haut Moyen Âge et la Renaissance correspond à la généralisation de la pratique du hautain dans les régions septentrionales peu favorables aux vignobles. Leur usage, en éloignant les grappes du sol, les protégeait en automne de l’humidité et l'hiver la vigne du gel. Ce qui permettait de gagner un peu en maturité et en qualité.

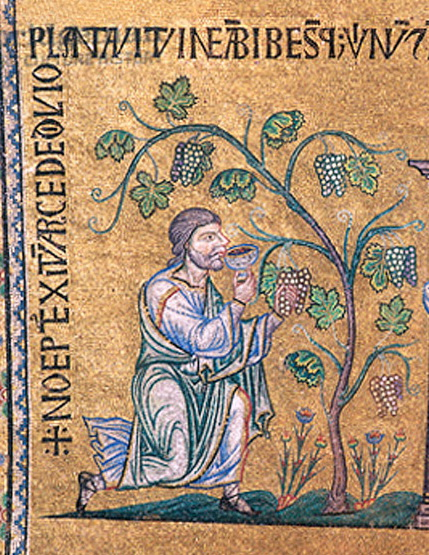
Mosaïque de la basilique Saint-Marc, à Venise (XIIIe siècle).
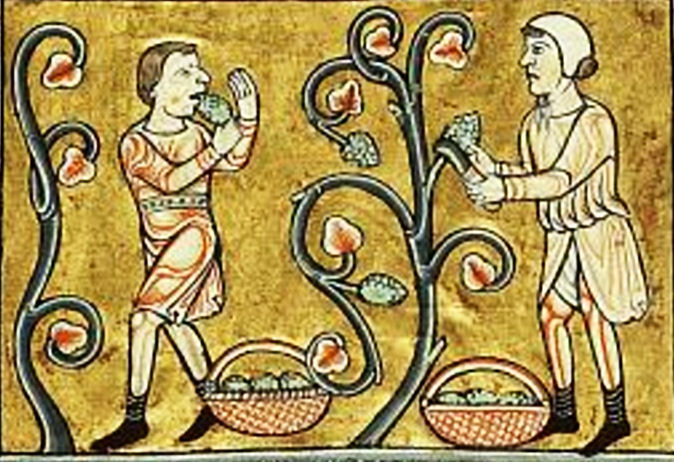
Psautier (1180).
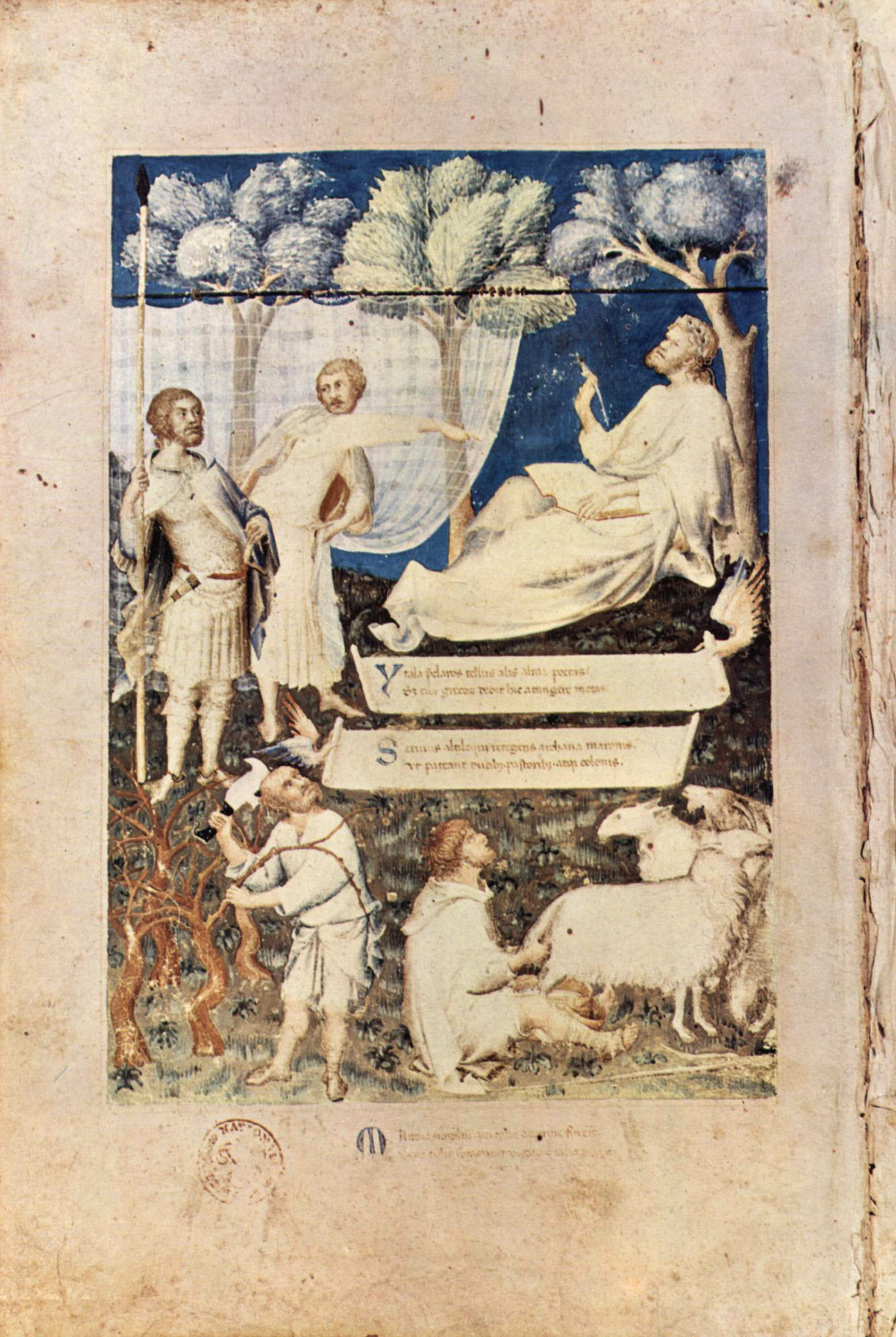
Simone Martini Frontispice du Virgile de Pétrarque (1340) Bibliothèque Ambrosiana de Milan.
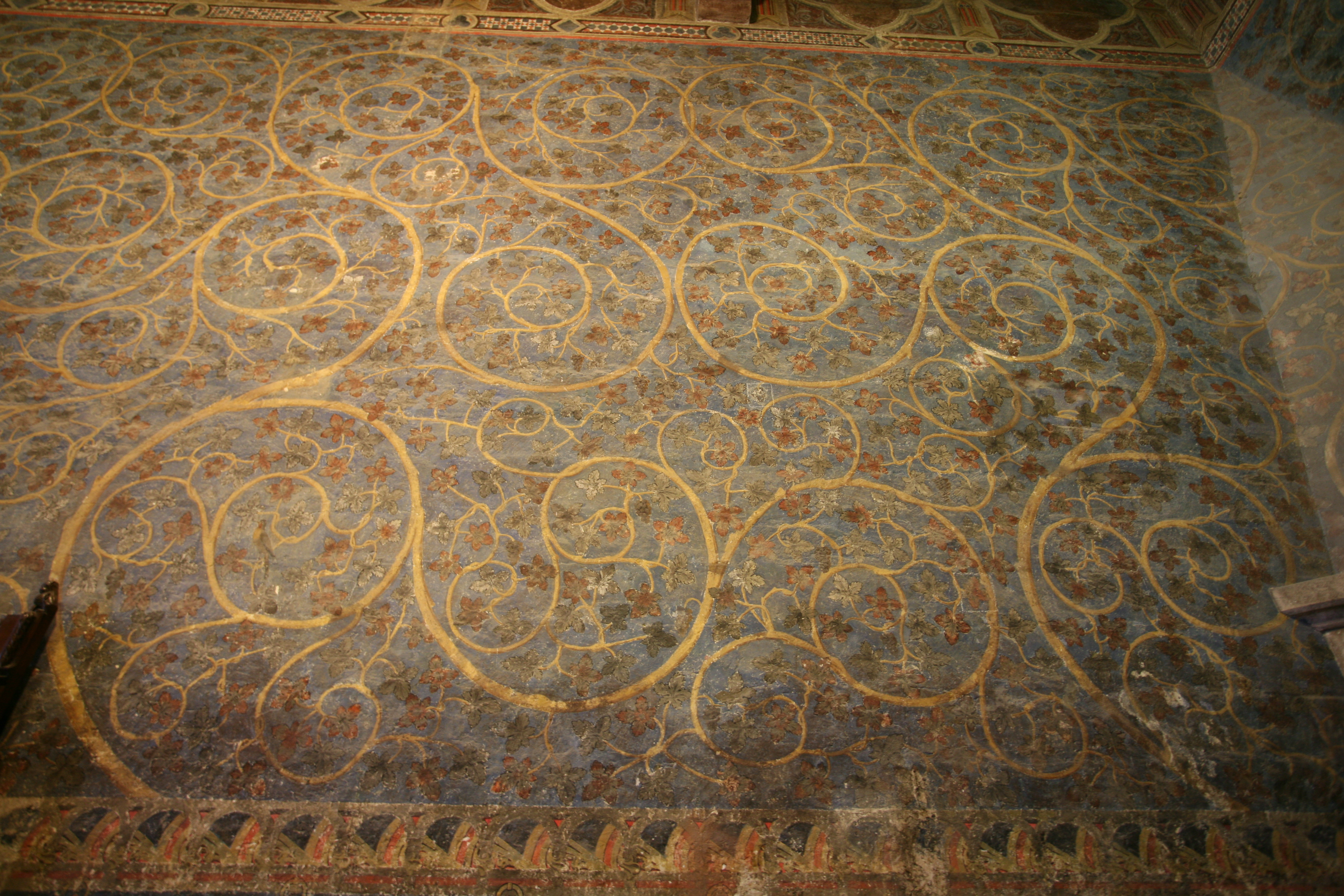
Représentation symbolique d'une vigne accrohée à un chêne Fresque de la chambre du pape (milieu XIVe) Palais des Papes d'Avignon.

### Renaissance et temps modernes
C'est ce que confirme Olivier de Serres, en 1600, dans  Le théâtre d’agriculture et mesnage des champs :

« Les vignes en hautains (vignes perchées ou hautes sur arbres ou échalas) se sont développées en France plutôt dans la Brie, la Champagne, la Bourgogne, le Berri et autres provinces, tant pour le naturel de leur ciel que pour continuer leurs coutumes. En Haut Dauphiné, près de Grenoble, et en Savoie, les vignes sont arbustives et hautes et grimpent avec admiration hautement sur les arbres, où pour les froidures des proches montagnes on est contraint de les y loger. »

Dès le XVIIe siècle, les agronomes dénoncèrent l'incongruité de ce mode de conduite donnant un pauvre vin et mirent en avant les dégâts occasionnés par les instruments agraires sur les racines des hautains et de la vigne.
Cette pratique prit fin en France, dans le Jurançonnais, le Dauphiné et la Savoie, au début du XXe siècle. Le phylloxéra, qui avait contraint au renouvellement total du vignoble, conjugué à l’essor de la mécanisation après la Première Guerre mondiale, ont quasiment éliminé ce mode de conduite, reliquat de la polyculture et d'une agriculture de subsistance. Mais elle perdure encore en Italie et au Portugal. Plus de deux millions d’hectares de hautains existaient dans la péninsule italienne au milieu du siècle dernier. Dans ces régions fortement ensoleillées, ce n’est pas tant la nécessité de sauvegarder une récolte qui prévaut mais de poursuivre la tradition de multiplier sur un même espace plusieurs productions.

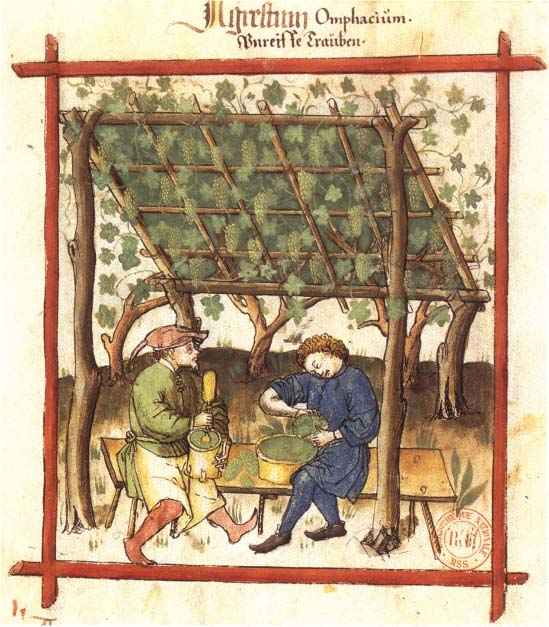
Vigne conduite en ramada Tacuinum Sanitatis (1474), Paris, Bibliothèque nationale, Ms. lat. 9333.
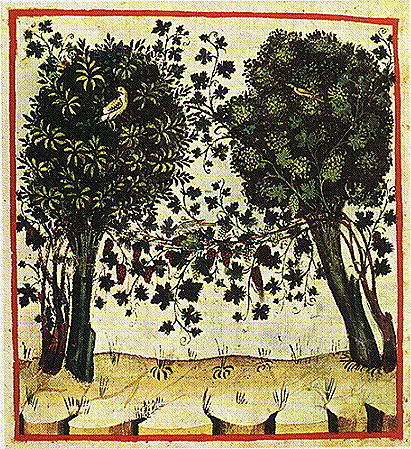
Vigne conduite en hautain arboré Tacuinum Sanitatis (1474), Paris, Bibliothèque nationale, Ms. lat. 9333.
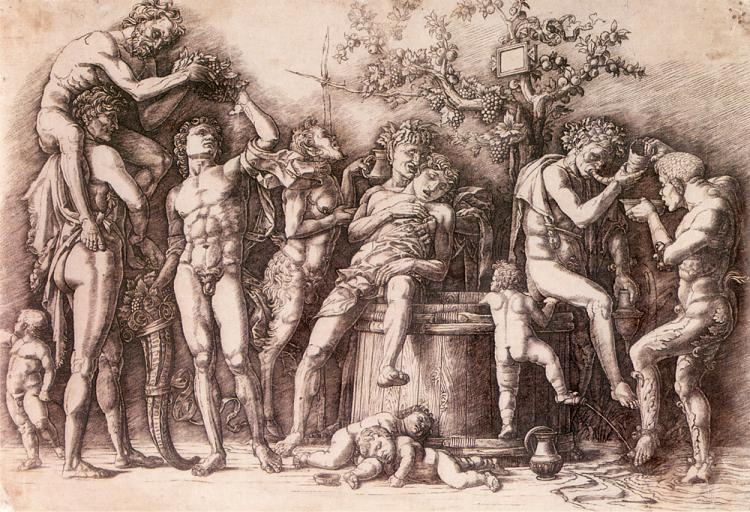
Bacchanale (vers 1470) Andrea Mantegna.
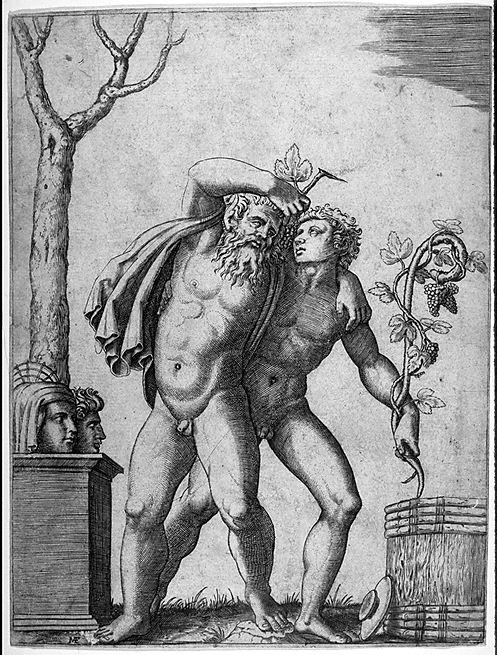
Ivresse bachique Raimondi Marcantonio (1480-1534).

## Description de la conduite en hautain

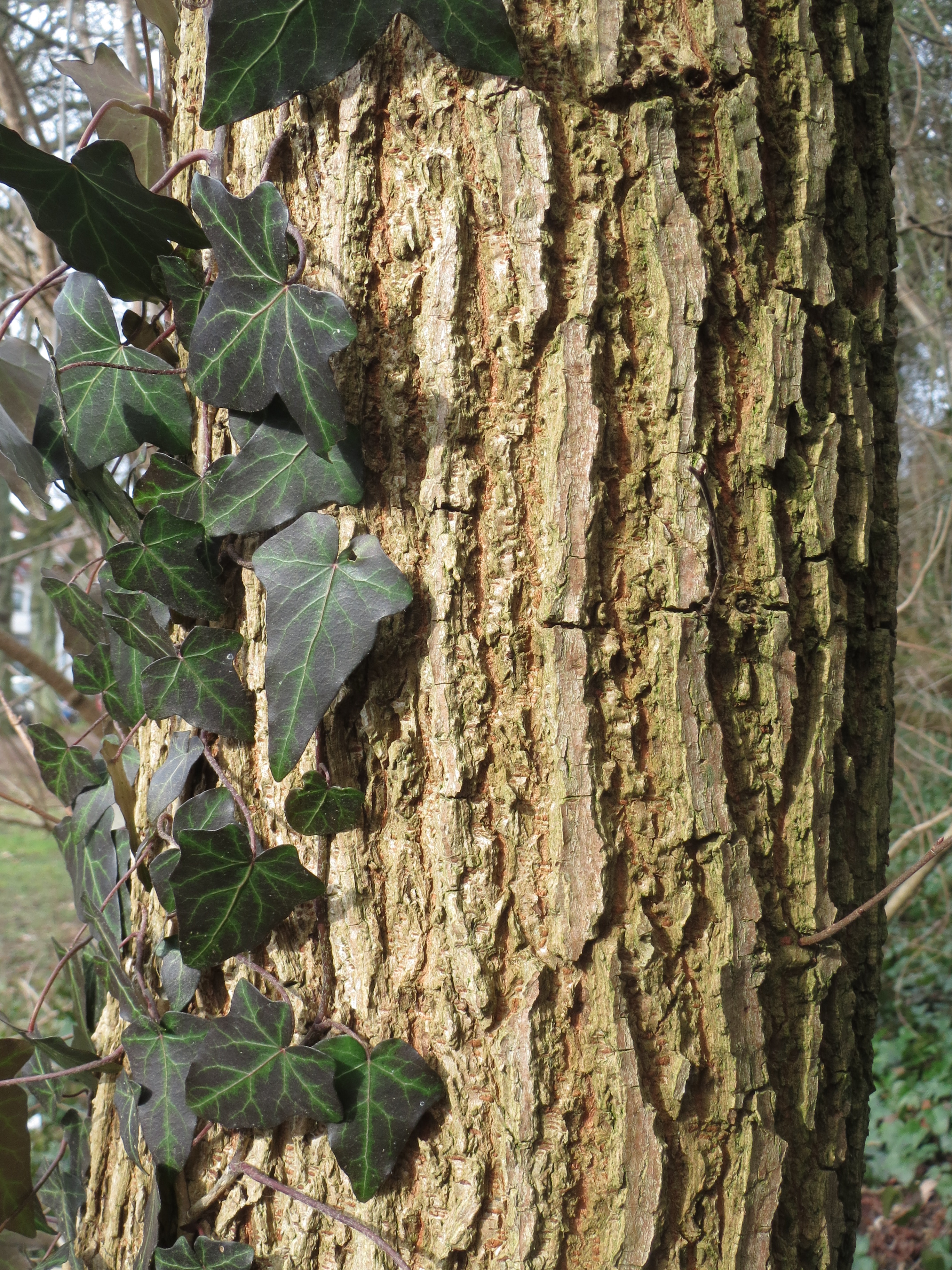
Sur les troncs de nos ormeaux champêtres, c'est de nos jours le lierre qui a remplacé la vigne sauvage ou domestique d'antan.

En tout début de l'ère historique, le poète latin Virgile (70 à 19 av. J.-C.) évoquait dans Les Géorgiques, des techniques de cultures qui bien plus tard seront dénommées : joualle et hautain :

« Je vais chanter l’art qui produit les riantes moissons ; je dirai, ô Mécène, sous quel astre il convient de labourer la terre, et de marier la vigne à l’ormeau; quels soins il faut donner aux bœufs, à la conservation des troupeaux, et quelle sage industrie fait prospérer l’abeille économe. Brillants flambeaux de l’univers, vous qui dirigez dans les cieux la marche de l’année, Bacchus, et toi, bienfaisante Cérès, je vous invoque, s’il est vrai que grâce à vous les humains aient remplacé le gland de Chaonie par l’épi nourricier, et mêlé pour la première fois le jus de la grappe avec l’eau de l’Achéloüs. Et vous, divinités tutélaires des champs, Faunes, Dryades, venez ensemble, accourez à ma voix : ce sont vos bienfaits que je chante... »

### Arbres ayant servi de hautains
Au cours des siècles, diverses espèces d’arbres ont été utilisées. Olivier de Serres nous en a donné un résumé :
« Les antiques se sont servis des ormes, chênes, frênes, charmes, obiers, cornouillers, érables, saules et trembles en lieux humides. Aujourd'hui on y emploie le cerisier, comme en Haut Dauphiné. »
Au début du XIXe siècle, les naturalistes conseillaient des espèces à petites feuilles et à racines pivotantes : orme, érable champêtre, peuplier, robinier mais surtout l'olivier, le mûrier, l'amandier, le prunier et le cerisier.

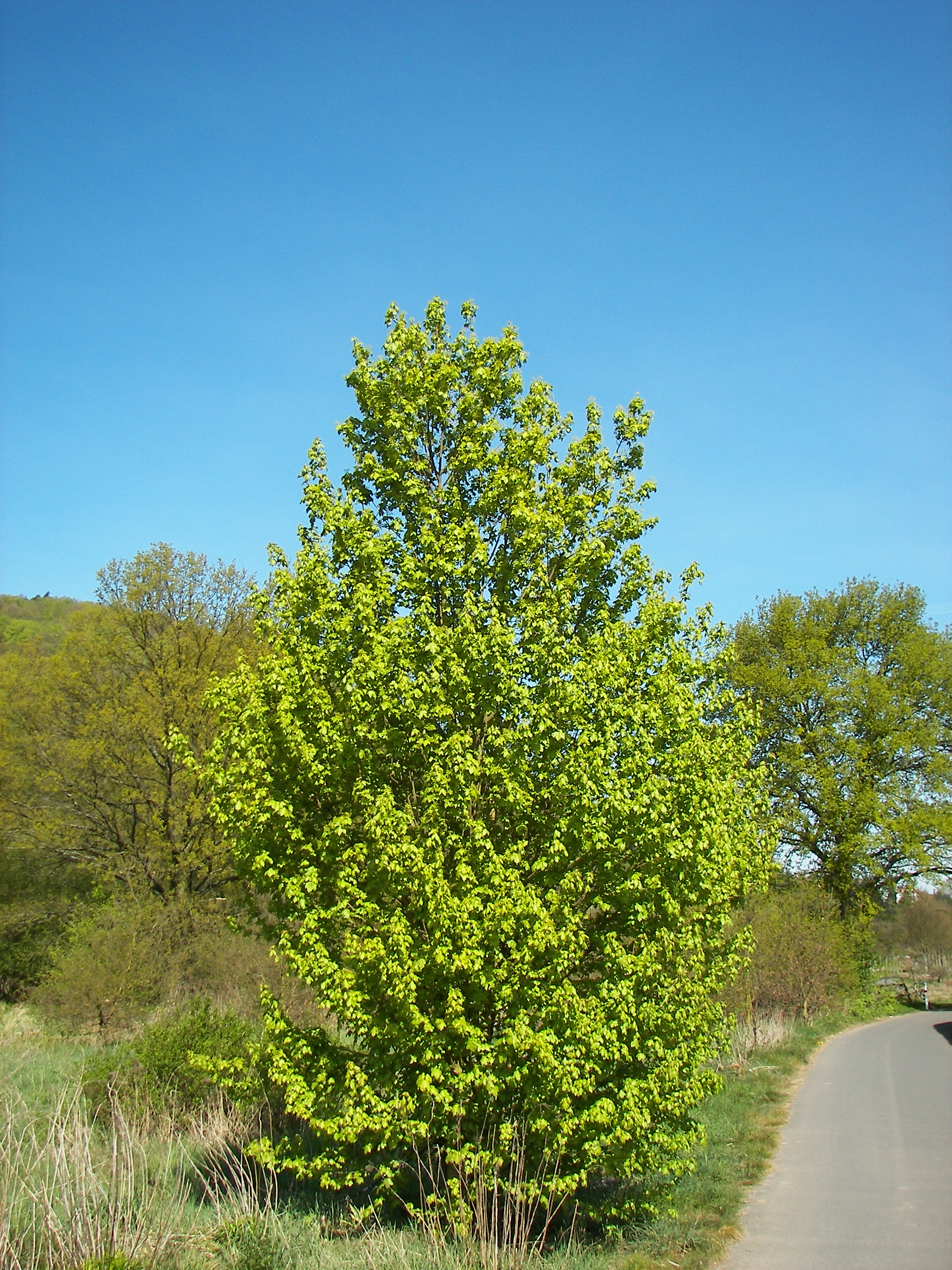
L'érable champêtre en hautain était très prisé dans le vignoble du Sud-Ouest pour sa lenteur de pousse et sa capacité à supporter le poids du feuillage et des fruits de deux ceps de vignes.

Ces tuteurs vivants étaient clonés naturellement par bouturage. Le bouturage est un mode de multiplication végétative de certaines plantes consistant à donner naissance à un nouvel individu (individu enfant de la plante mère) à partir d'un organe ou d'un fragment d'organe isolé (morceau de rameau, feuille, racine, tige, écaille de bulbe). Les périodes de multiplication par bouturage varient selon le type d'espèce. Par exemple, alors que la vigne est multipliée par bouturage au mois d'octobre, les érables et ormes (ou ormeaux) le sont au mois de juin, la meilleure période (dans l'hémisphère nord) en ce qui les concerne.
Les tuteurs étaient régulièrement taillés pour ne pas faire trop d’ombrage à la vigne. Cette technique permettait de laisser une place, entre les rangées d'arbres, à d'autres cultures céréales ou légumes. Ces espèces étaient plantées en lignes régulières et parallèles. La distance qui les séparait variait entre trois et dix-neuf mètres permettant le passage d'un à trois attelages de bœufs de labour. C'est l'ancestrale technique de la culture en joualle.

« En plantant l'arbre, on l'étêtera sur terre, sept ou huit pieds, sans lui laisser aucune branche, mais seulement des longs chicots, en l'endroit où mieux s'accorderont. L'arbre sera émondé chaque année et de celui-ci sera ôté ce qui apparemment empêche l'accroissement de la vigne, auquel sera laissé seulement le nécessaire pour le support des rameaux des ceps. Dans les coteaux et terres maigres une hauteur du tronc de huit pieds suffira, mais en basse campagne et terroir gras et humide, on aura besoin d'une hauteur de onze à douze pieds, voire davantage. »

— Olivier de Serres, Le théâtre d’agriculture et mesnage des champs.
L'érable champêtre a été choisi dans le vignoble du Sud-Ouest, non seulement pour la lenteur de sa croissance et la discrétion de son feuillage, mais aussi parce que cette essence affectionne comme la vigne les terres chaudes et bien drainées. Pouvant supporter deux ceps de vignes, il était taillé à environ deux mètres du sol « en tête de chat » afin de permettre la fructification du raisin. Généralement étaient intercalées entre les rangées de vignes des cultures comme les céréales ou les légumineuses.

### Méthodes culturales

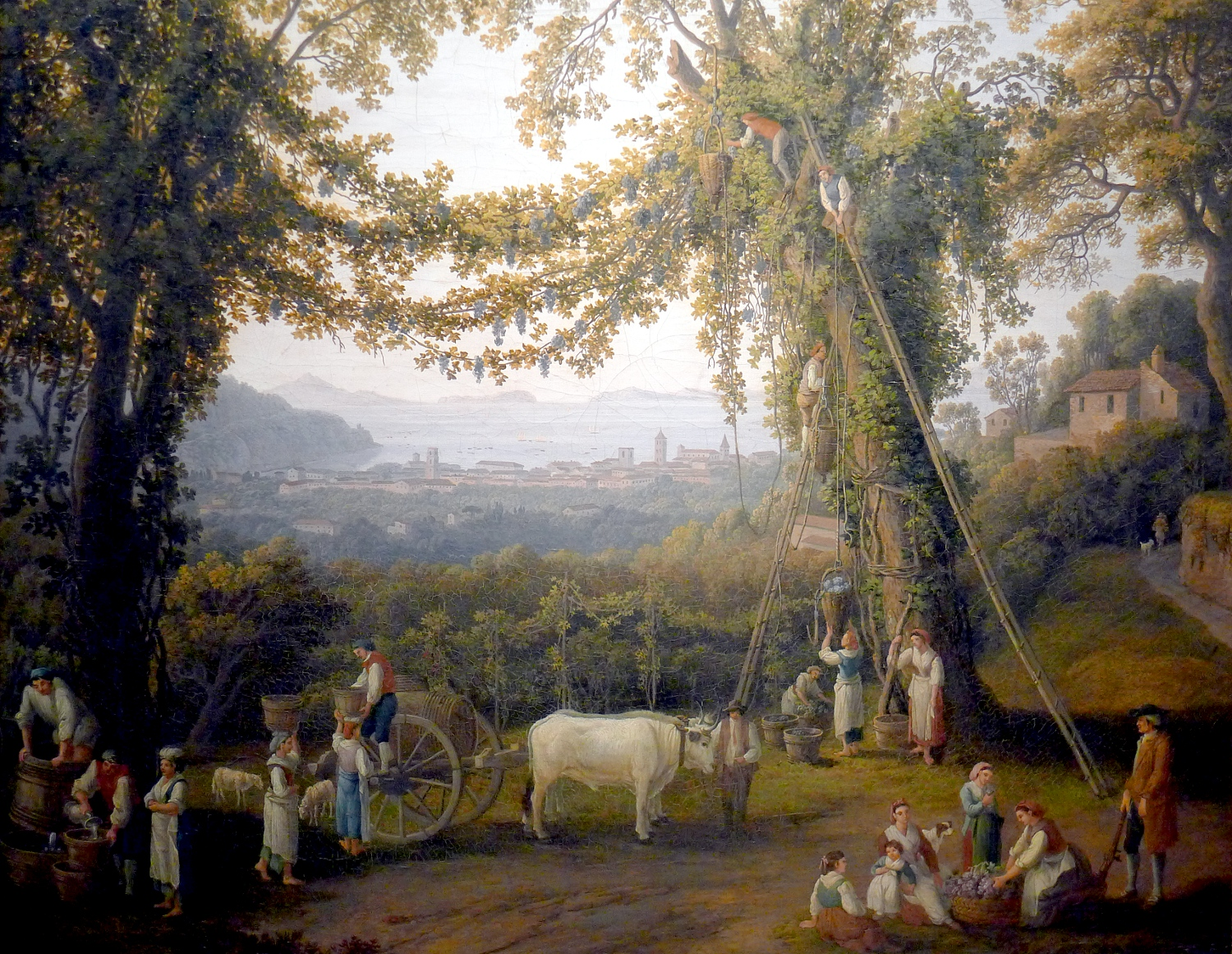
Vendanges sur « hautains géants » au XVIIIe siècle
Jacob Philipp Hackert.

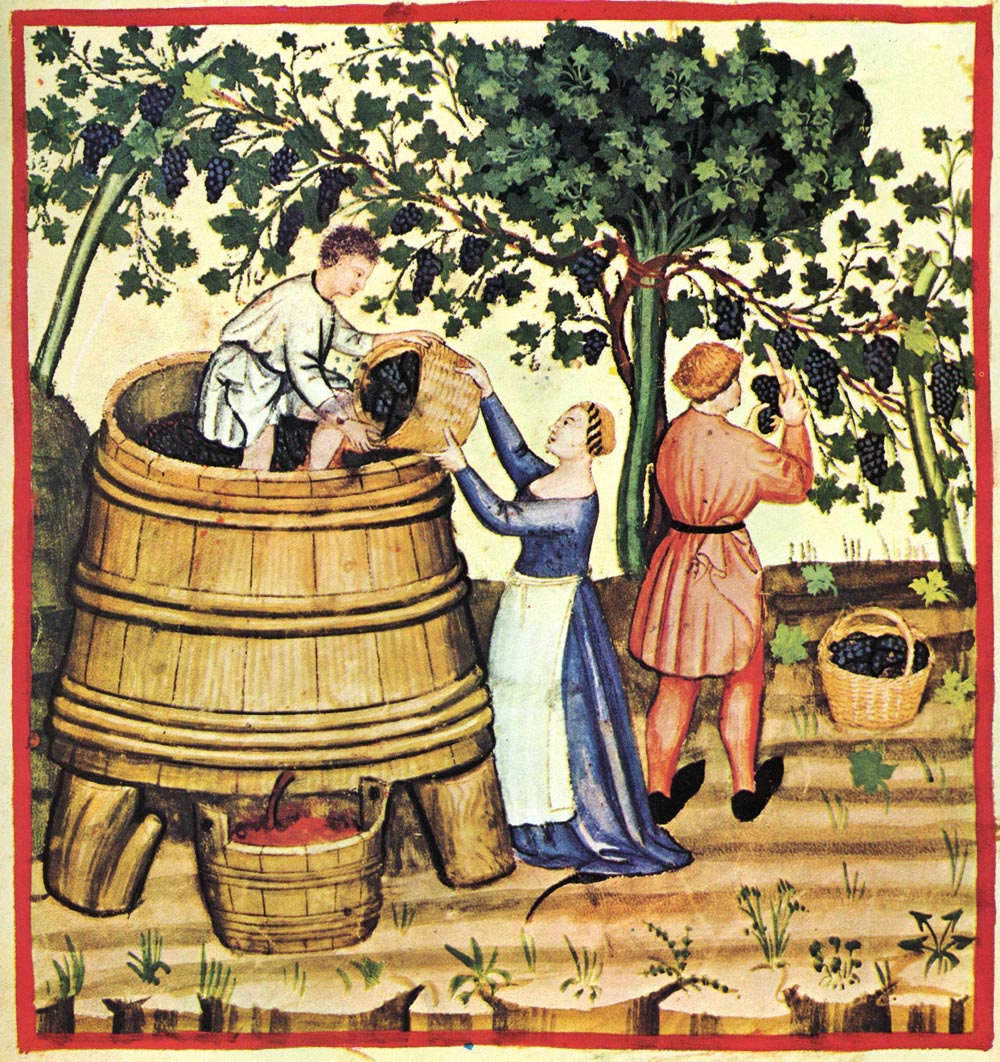
« Hautain en guirlande »
Tacuinum Sanitatis (1474),
Paris, Bibliothèque nationale, Ms. lat. 9333.

Quant aux ceps ils étaient plantés à environ un mètre minimum des arbres. Le choix se portait sur des crossettes racinées âgées de deux ou trois ans. Le sarment était redressé contre le tronc qui lui servait de soutien. Une autre technique consistait à réunir sur le même support arbustif deux ceps et quelquefois trois, en fonction de la hauteur de l'arbre et de la variété de hautain souhaitée.

#### Hautain en éventail
La vigne s'appuyait sur une haie de petits arbres qui soutenaient de un à trois rangs de perches horizontales sur lesquels étaient palissés les sarments. Un cep à chaque tronc d'arbre suffisait. Cette technique était courante dans le midi de la France.

#### Hautain géant
La vigne était accouplée à des peupliers en plantant jusqu'à trois ceps. Les tiges étaient conduites jusqu'à la hauteur des premières branches puis divisées ensuite en trois parties. La plus considérable grimpait jusqu'à la tête de l'arbre, les deux autres formaient des cordons qui se réunissaient à ceux des arbres voisins. Cette façon était couramment employée en Toscane, en Lombardie et en Vénitie dans les plaines aux sols humides.

#### Hautain en guirlandes
Cette technique permettait aux sarments inférieurs des ceps de former des guirlandes d'un arbre à l'autre. Elle était spécifique à la plaine du Pô. Les arbres servant de support étaient écartés entre quatre et six mètres. Généralement deux ceps étaient plantés par tronc et pour faciliter la conduite des sarments une longue perche était fixée à la tige des arbres. Les tiges étaient divisées en deux, l'une montait jusqu'à la cime de l'arbre taillée en éventail, l'autre formait les guirlandes.

#### Hautain en berceau
Ce mode de conduite se distingue des autres par des demi-berceaux latéraux. Pour cela, quatre ceps étaient mis en place autour du tronc. Les sarments étaient ensuite disposés de manière à former un berceau, des festons et à garnir les branches et la sommité des arbres. C'était la plus compliquée et la plus couteuse des variétés de hautain. Son avantage résidait dans un gain de terrain et une récolte abondante. Surtout utilisée en Lombardie, elle donnait des vins pas plus mauvais que ceux que fournis par les autres hautains; mais en plus grande quantité.

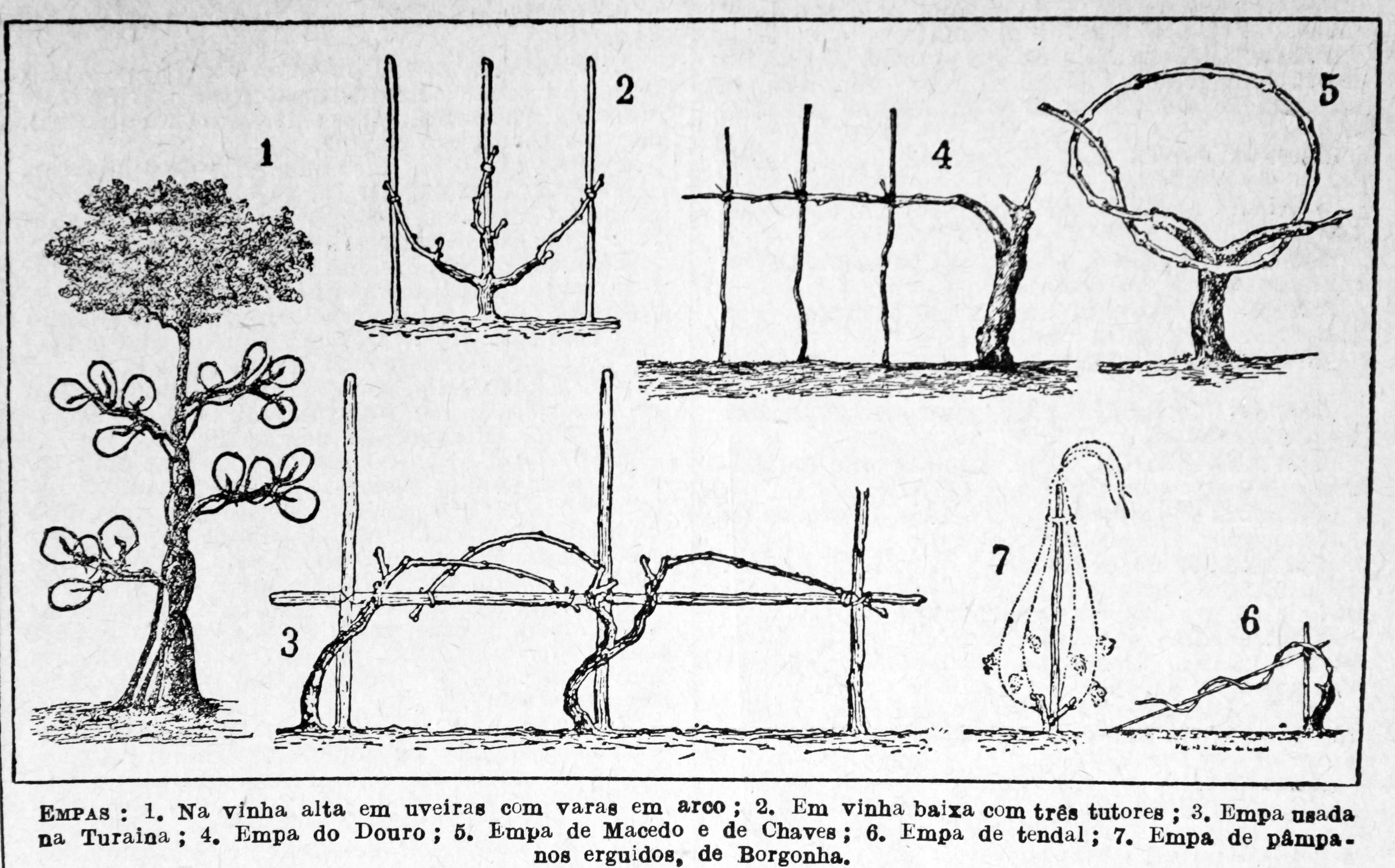
Dessin présentant 7 techniques différentes de tailles en hautain :
No 1 et 5 : hautains sur bois vivant;
No 2, 3, 4, 6 et 7 hautains sur bois mort.

#### Hautain mort
Dans ce cas, le viticulteur n'utilisait pas un arbre en végétation mais des échalas dont la hauteur variait. Dans les premières années de la vigne, elle était de 65 centimètres à un mètre, puis atteignait, pour un cep entre six ou sept ans, jusqu'à 5 à 6 mètres de hauteur. Les vignes, disposées en quinconce, étaient tuteurées deux par deux. Suivant l'âge du cep, il subissait une taille à six, huit ou dix yeux.

## Les cultures contemporaines en hautain et demi-hautain

### Portugal

#### Entre-Douro-e-Minho: région des vinhos verdes

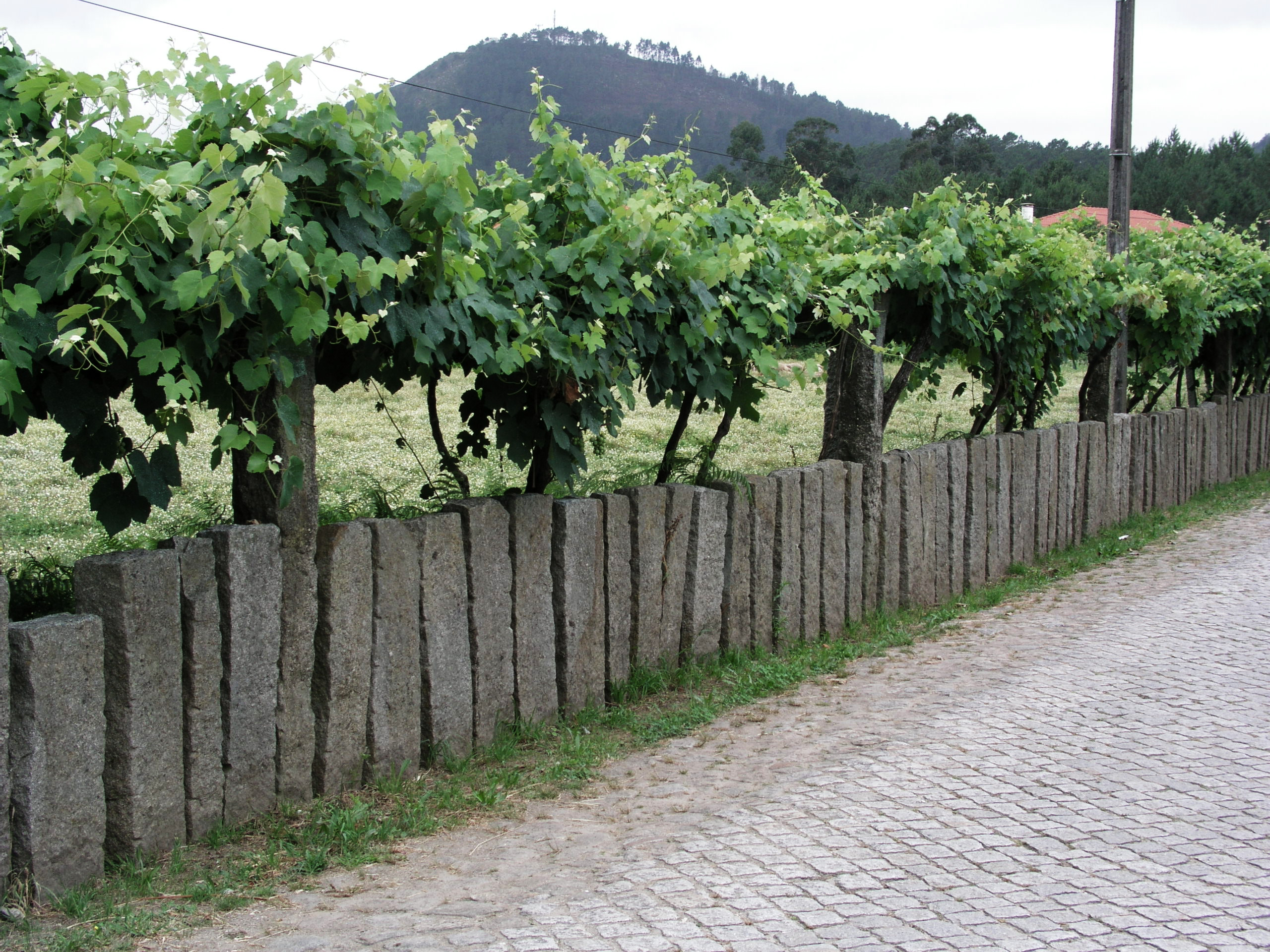
Vignes d'Arcozelo (Ponte de Lima) dans la région des vinhos verdes conduites sur cruzeta.

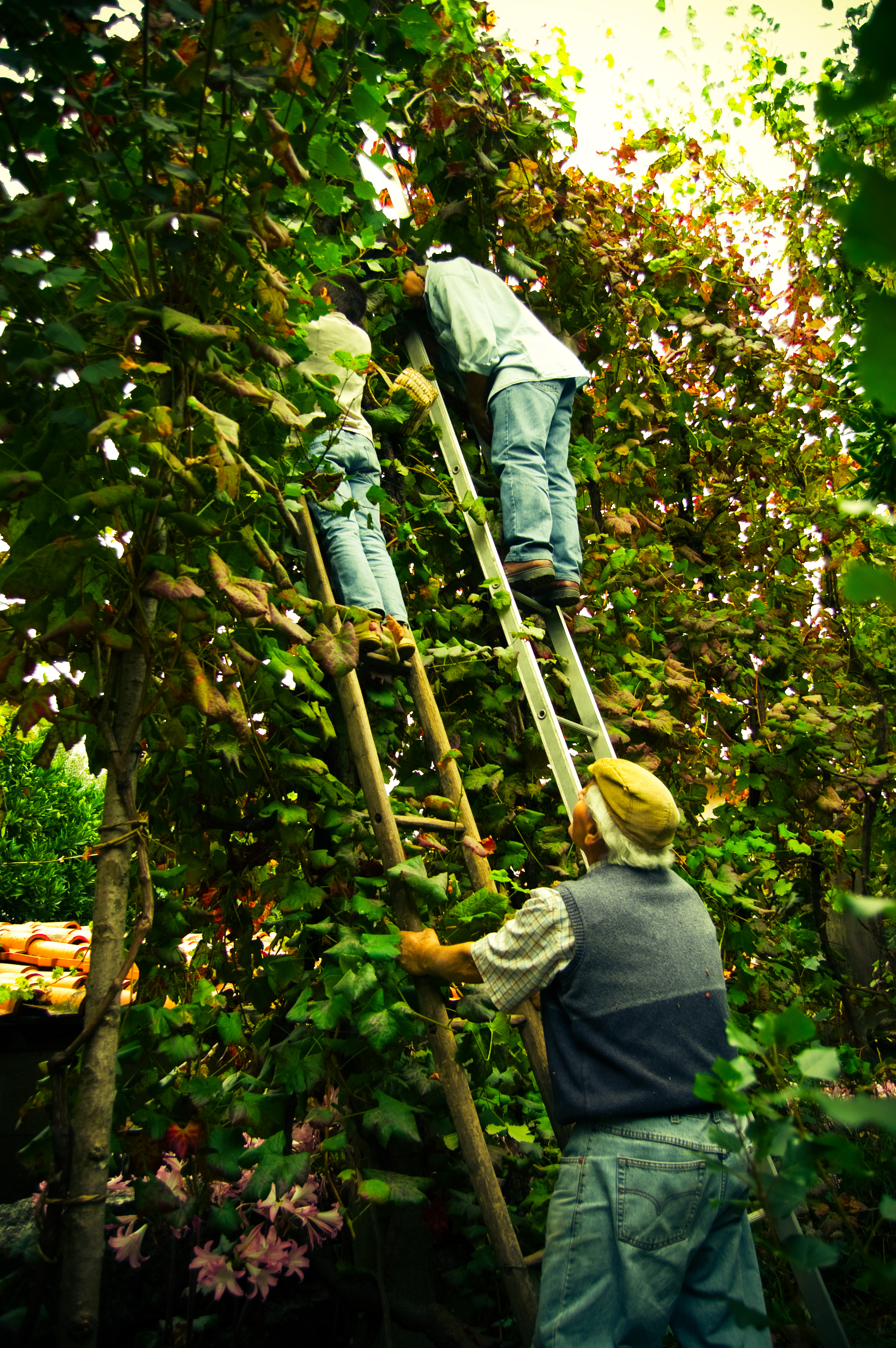
Vendanges à l'aide d'échelles sur des vignes menées en enforcado.

La viticulture dans le Nord-Ouest du Portugal, dans la région des vinhos verdes, se fait encore avec des vignes grimpantes ou suspendues. Ce mode de conduite, qui a traditionnellement utilisé des hautains, est impliqué par les facteurs agronomiques et sociaux de cette ancienne province d'Entre-Douro-e-Minho. Les vignes sont reléguées, soit en bordure des champs cultivés, soit dans des terrains morts (chemins, cours, etc.). Ces conditions particulières de culture sont dues à l'extrême division des champs et des cultures et sont censées préserver au maximum les surfaces réservées aux céréales et au fourrage. De plus, la région, qui ne représente que 9,2 % de la superficie du territoire du Portugal, contient 20 % de sa population.
Les limites géographiques de la zone de production de vinhos verdes sont au nord le Minho, à l'est et au sud, les montagnes, à l'ouest l'Atlantique. S'ouvrant en éventail sur l'océan dont les entrées maritimes entretiennent une forte humidité, ses vignes ont dû s'adapter à la conduite en hautain par une sélection naturelle des variétés supportant ce mode cultural. L'adaptation a été telle que ces cépages aujourd'hui imposent cette méthode, car taillés en forme basse, leurs vignes, à grande exubérance végétative, produisent peu et dépérissent.
Leur mode de conduite traditionnel se faisaient soit en enforcado (hautain traditionnel), soit en arejão ou arejaoda (très haute treille verticale), soit sur ramada (treille horizontale plus ou moins inclinée sur des supports de hauteur variable), soit sur lata (petite treille de branchages disposés en croisillon), soit sur latada (forme basse de la ramada). Plusieurs espèces arbustives étaient utilisées dont le chêne, le cerisier, le platane, et l'olivier.
Actuellement et depuis l'entrée du Portugal dans la CEE, cette viticulture archaïque a été modernisée et la conduite des ceps se fait sur cruzeta. La vigne est conduite en cordon et palissée sur fil de fer soutenu par une potence en forme de croix pouvant s'élever à 2 mètres de haut. Cette méthode a l'avantage de faciliter les travaux viticoles (taille, traitements, vendanges) et rend possible, en partie, leur mécanisation. Cette conduite des vignes a encore été optimisée sous la forme lys. Le lys, qui permet d'aérer le clivage entre les formes ascendantes et retombantes du feuillage, est taillé en cordon de Royat, il est mécanisable y inclus pour la récolte qui se fait par secouage vertical,.
Si la production des vinhos verdes reste une exception aux usages établis en la matière par les conventions et accords internationaux, l'OIV n'en a pas moins, dès 1949, accepté son enregistrement en appellation d'origine. Celle-ci met en marché des vins rouges, production traditionnelle, et des vins blancs, production plus récente. Ils sont élaborés à base de différents cépages dont les principaux sont : alvarinho, loureiro, vinhão, trajadura, espadeiro et azal blanc. Si ces vinhos verdes sont dits « vin vert », ce n'est pas pour leur couleur mais pour leur vivacité car leur vendange précoce, pour éviter les aléas climatiques, les fait vinifier avant que les raisins soient totalement mûrs.

### Italie
En Italie, la richesse des modèles de conduite de la vigne connue dès l'époque romaine est toujours présente. On retrouve les modèles décrits par les naturalistes latin avec les vignes rampantes et en gobelet, de types grecs-proche-orientaux et les modèles étrusques avec différentes variétés de hautains, en fuseau, rideau ou espalier haut, treille, canopée ou vigne arbustive.

#### Région alpine
La péninsule est l'héritière de deux traditions viticoles qui ont été explicitée par le professeur Mario Fregoni, de l'Université de Plaisance. La première est liée à la viticulture étrusque, la seconde à la viticulture hellénique, qui dans le cadre de la colonisation de la Grande Grèce délaissa les vignes exubérantes pour travailler sur ceps bas et plants serrés.

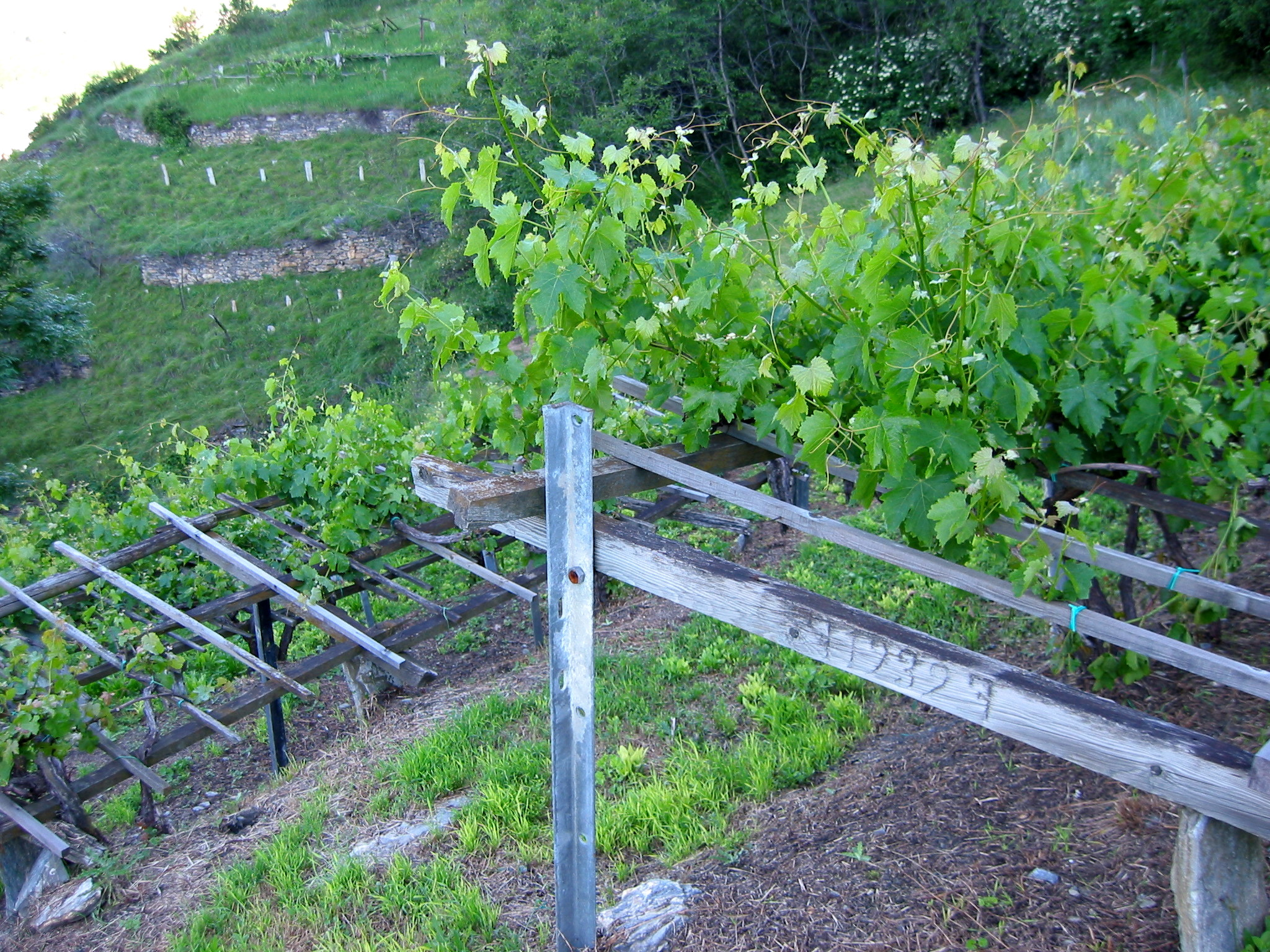
Vignoble en pergola du Prié Blanc à Morgex dans le Val d'Aoste.

Les chanoines du Grand-Saint-Bernard possédaient une vigne à Bibian, dans le Val d'Aoste. Des relevés de comptes, datant du XVe et XVIe siècles ont permis d'étudier cette viticulture. Il y est noté que chaque année le cellérier achetait des charges d'échalas (passellus ou stombellus) et de perches (pertica). Les vignes de cette mense étaient donc exubérantes et menées soit sur pergola ou en hautain. Elles fournissaient une récolte fort variable qui était descendue à 8 muids 6 setiers en 1507 et avait plafonnée à 46 muids en 1473-1474.
Or à la fin de cette même époque, un peu avant 1600, Olivier de Serres avait constaté :

« En Piémont italien et en plusieurs endroits d'Italie aussi, les vignes fructifient richement sur les arbres : ce qui toutefois n'est pas contraire au ciel, qui est là assez chaud pour les plus esquises des vignes ; mais pour une coutume tirée de l'Antiquité.... Les Italiens ont une espèce d'arbre appelé opio qu'ils estiment surpasser tous les autres pour le support de la vigne. »

#### Régions centrales

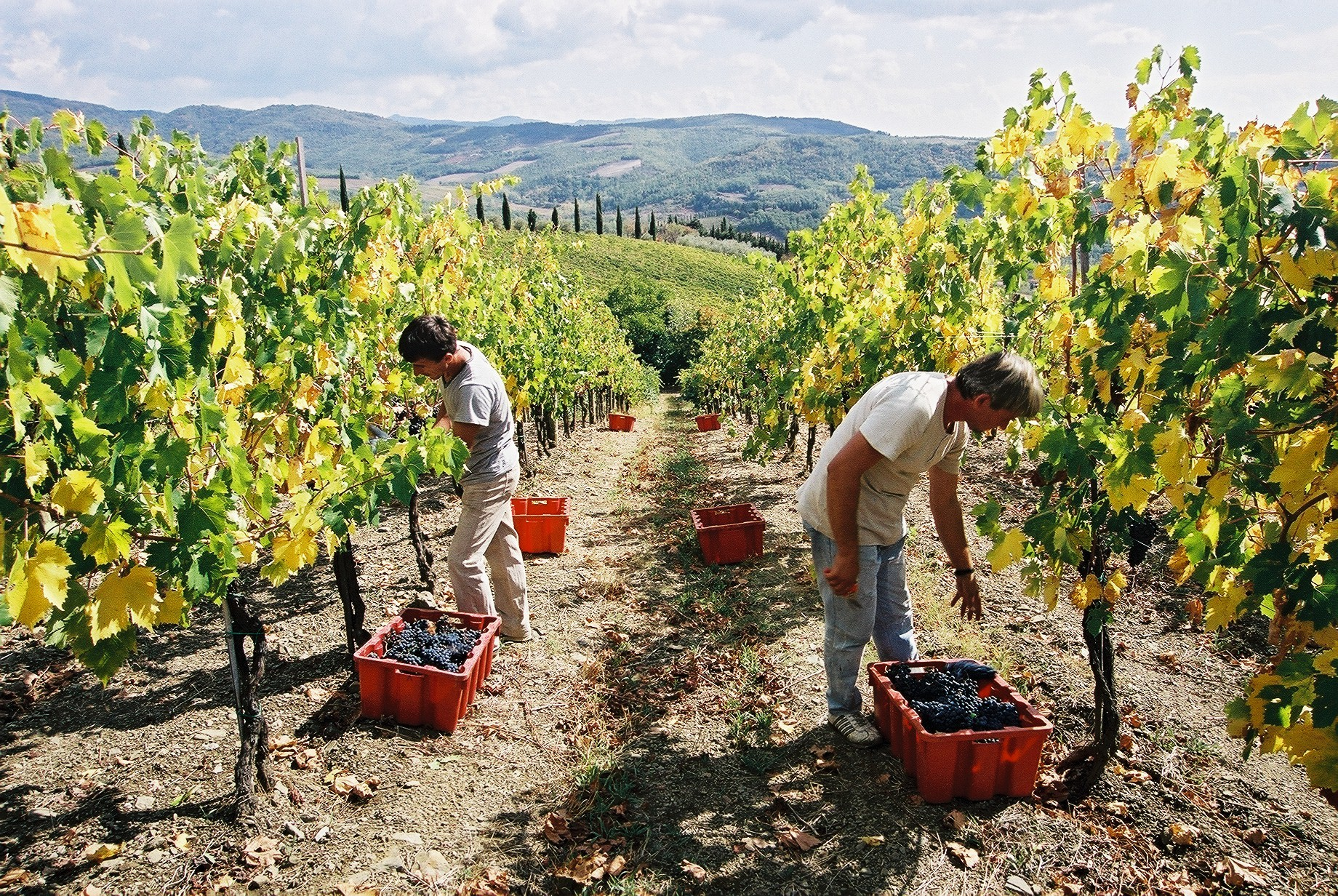
Vendanges de sangiovese conduit en hautains à Volpaia (Toscane), dont les vins sont classés en Chianti classico.

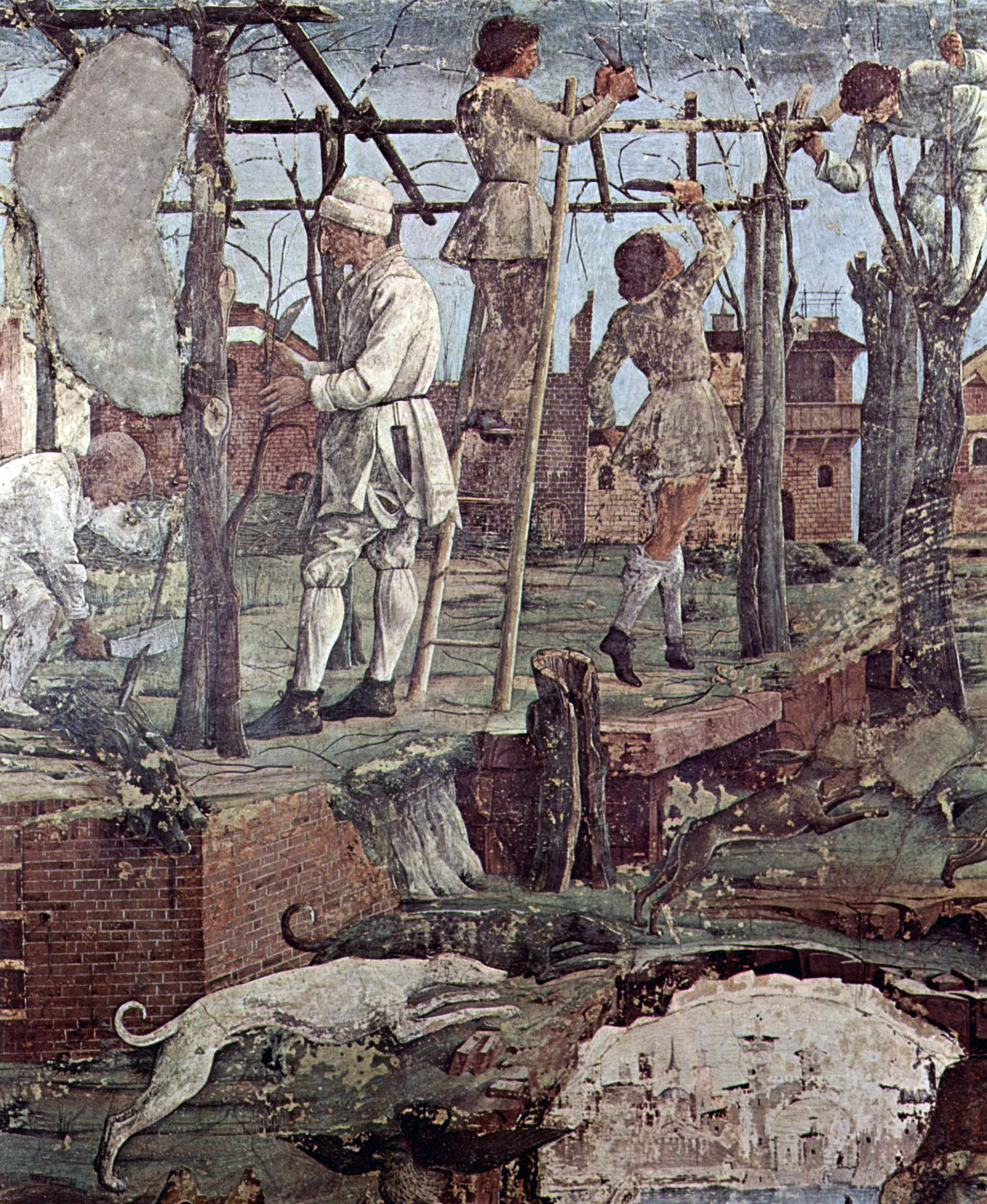
Taille d'une vigne en pergola au XVe siècle,
fresque du Palazzo Schifanoia (Ferrare)
Francesco del Cossa (1469-1470).

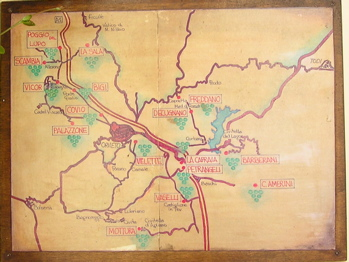
Carte du vignoble d'Orvieto dont les vignes jusqu'en 1970 étaient conduites en hautains.

Ce fut au cours du XVIIe siècle, que les terres agricoles commencèrent à se subdiviser en champs étroits et allongés dont les limites étaient fixées par des haies d'arbres supportant la vigne. Une des raisons invoquées fut l'absence de prairies, donc de fourrage. Pour tenter d'y remédier la manière toscane, « en tenant les prés sur les arbres » devint la règle. D'où l'abandon d'une viticulture spécialisée, et le partage de la pénurie avec des vignes arbustives et la taille des rameaux qui venaient compléter les maigres ressources fourragères.
Dans la plaine du Pô, les champs tout en longueur, furent divisés en sillons et en planches, et le long des rigoles d'arrosage, les arbres, auxquels s'accrochaient les vignes, s'alignaient en double file. Pour parfaire le tout, deux rangées de mûriers au milieu du champ augmentaient la densité de ces plantations. En Toscane, en Ombrie et dans les Marches, au cours des XVIIIe et XIXe siècles, l'élevage des vers à soie ayant développé une importante culture du mûrier, ceux-ci servirent immédiatement de support à la vigne et devinrent une caractéristique du paysage.
À Crémone et à Ferrare, le paysage avait pris l'aspect d'une forêt, autour de Plaisance, les vignes arbustives colonisaient les bords des chemins, tandis que dans la plaine lombarde et piémontaise, les haies de peupliers et de mûriers étaient couvertes de vignes.
Au début du XXe siècle, l'extension des hautains étant pratiquement achevée, l'étude des statistiques permit d’en comprendre l'importance. Dans l’ensemble de l'Italie septentrionale, les terrains voués à la culture mixte de plantes ligneuses et herbacées occupaient 3 166 000 hectares. Et en 1957, dans l'Italie centrale, les haies de hautains couvraient encore 957 000 hectares. C'était le cas dans la province de Terni et particulièrement à Orvieto. Si actuellement, 1 480 vignerons travaillent 2 853 hectares de vignoble produisant des vins blancs classés en Denominazione di origine controllata (DOC), il n'en était pas de même dans les années 1960. Toutes les vignes étaient conduites en hautain autour des arbres ou se trouvaient au milieu des haricots et des choux. Cette coltura promuscua était complétée par des palissages le long des murs et des clôtures.
À Caserte, au Nord de la Campanie, les vignes de l'Aversa sont toujours conduites en hautain sur peupliers, selon le mode dit de l'Alberta Aversana. Cette tradition semble remonter à la période romaine (Pline en parle déjà au Ier siècle apr. J.-C., pour les vignes de Caecubus, toutes proches).

### France
En France, bien avant l'apparition du phylloxéra, on constatait déjà un appauvrissement des modes de conduite de la vigne et des différentes méthodes de taille héritées des périodes gallo-romaine et médiévale. N'avaient perduré que les modèles « gobelet », « espalier » (en général bas) et quelques « hautains » rappelant le modèle « canopée ». Alain Carbonneau souligne qu'aucune contrainte technique ne s'opposait au développement de vignes hautes (rideau, espalier ou treille), surtout dans les situations de pousse vigoureuse y inclus dans la partie méridionale du vignoble. Or ce sont les types gobelets qui se sont imposés. La prédominance de viticulture de type grec-proche-oriental sur tout le territoire pourrait être due « à la colonisation relativement tardive de la Gaule par les Romains dont une majorité aurait été recrutée en provenance de l'est du bassin méditerranéen ».
À cette hypothèse historique, s'est surtout ajoutée une hiérarchie dans les vins (ex: classement des crus du Médoc en 1855) puis une réglementation des usages vitivinicoles avec la création de l'INAO en 1935, et un cahier des charges des systèmes de taille. Encadrement qui a conduit la plupart des AOC à conserver leur système de conduite traditionnel « avec une adaptation minimale compatible avec la mécanisation y compris souvent celle de la vendange ».

#### Sud-Ouest

##### Piémont pyrénéen

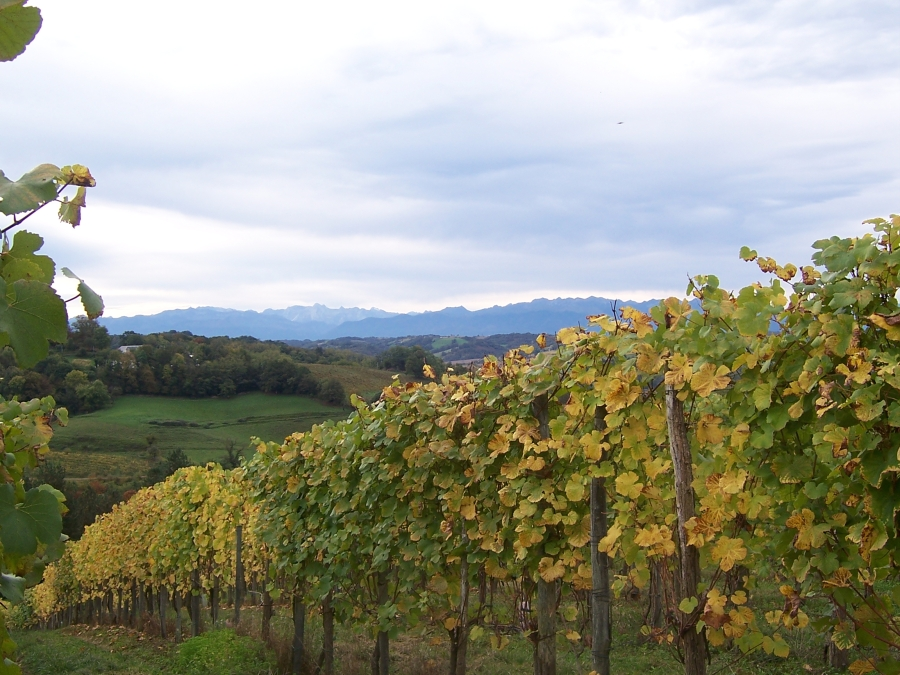
À Monein (Jurançon), les vignes, conduites en hautains, sont orientées face aux Pyrénées.

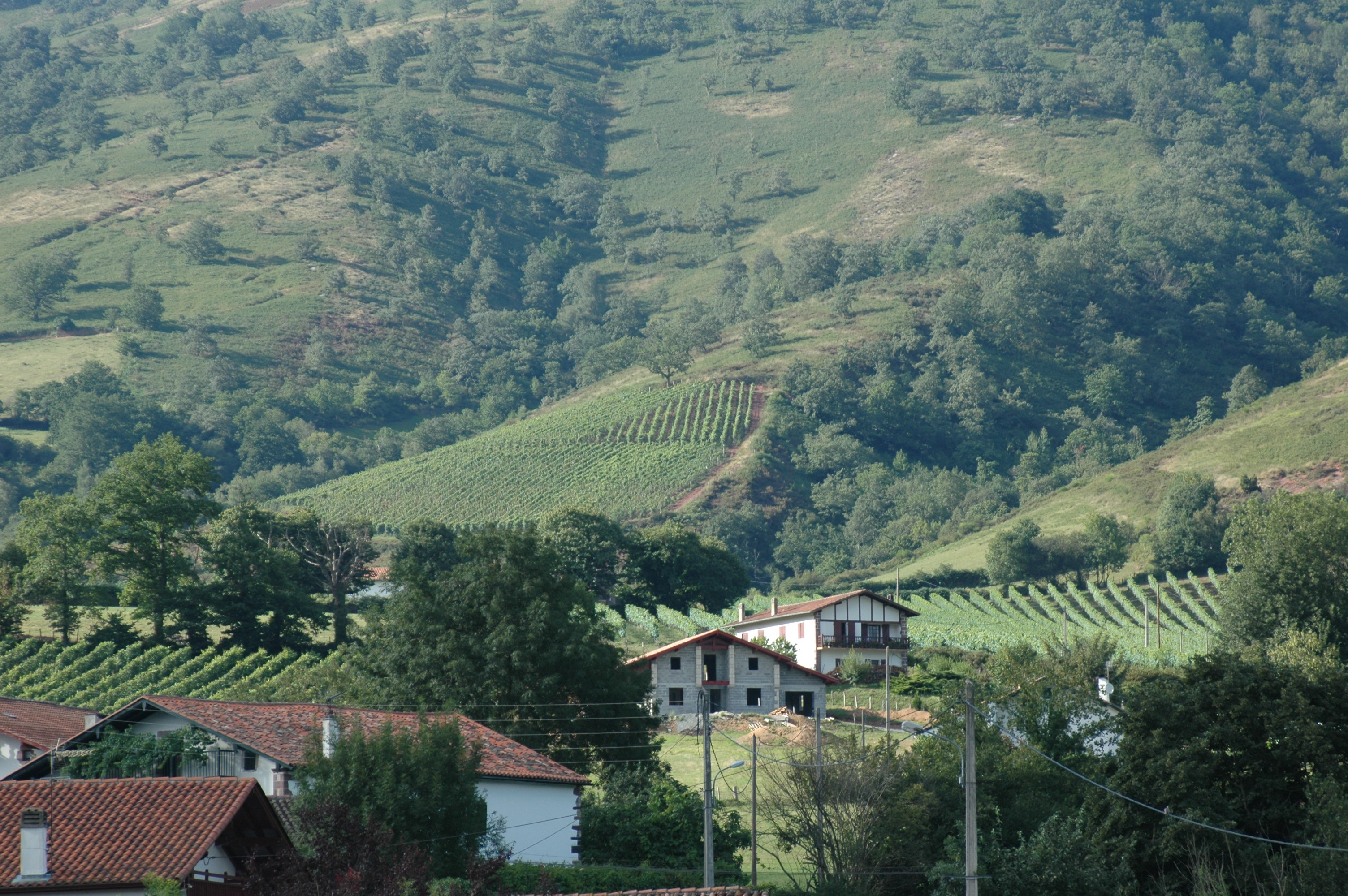
À Irouleguy, mosaïque de vignes basses et en hautains.

Le nom de l'appellation Pacherenc du Vic-Bilh vient du gascon Bi de Bits Pacherads qui se traduit par « vin de vigne en échalas du vieux pays ». Son nom, du latin vicus vetullus, signifie 'le vieux pays' en béarnais (prononcé /bik bilj/, en français /vik bij/). Le toponyme Vic-Bilh apparaît sous les formes
Vicus-Vetulus et Bigvilium (respectivement Xe et XIe siècles, cartulaire de l'abbaye de Saint-Pé), Archidiaconatus de Bigbilh (1101, cartulaire de Lescar), Bigbilius (1170, titres de Barcelone), le parsan de Vic-Vielh (1487, registre des Établissements de Béarn), Vic-Bielh, Viit-Bilh, Vic-Vil et Vig-Bilh (respectivement 1540, 1542, 1547 et 1548, réformation de Béarn) et le Vicbilh en 1863, dans le dictionnaire topographique Béarn-Pays basque de Paul Raymond.
Le vignoble de Jurançon est implanté sur des coteaux abrupts. Leur devers est si accentué que, la plupart du temps, seul l'homme peut intervenir à défaut d'animaux ou de tracteurs. En dépit d'une exposition plein sud, les vignes sont exposées aux gelées de printemps.
Pour les protéger, elles sont taillées à guyot double, et toujours conduites en hautain et leur feuillage peut atteindre 2, 30 m de haut. Cette pratique leur évite les risques de gel. Placées le long de traverses posées en croix sur de grands échalas, les sarments producteurs se trouvent alors entre 90 cm et 1, 20 m du sol et ils ne retrouvent leur liberté qu'au milieu du printemps.
Les vignes du Pays basque sont aussi conduites en hautains (1 à 10 m de haut) et en taille longue. Il y a encore quelques décennies, leur hauteur atteignait entre 1, 50 et 2 mètres. Ce vignoble transfrontalier a retenu l’attention des ampélographes P.M. Durquéty et P. Robert : au cours de leur étude, ils ont mis en évidence une identité d’encépagement des deux côtés des Pyrénées et ces analogies leur ont fait définir un « vignoble d'Euskadi » dont nombre de variétés de vignes, conduites en hautains ou échalassées, seraient issues de la famille (sorto-type) des Carmenets (Bouchy ou Cabernet Franc, Cabernet Sauvignon, Courbu, Petit Verdot, etc.) et auraient eu pour ancêtre le fameux vitis biturica.

##### Vallées de la Garonne et de la Dordogne

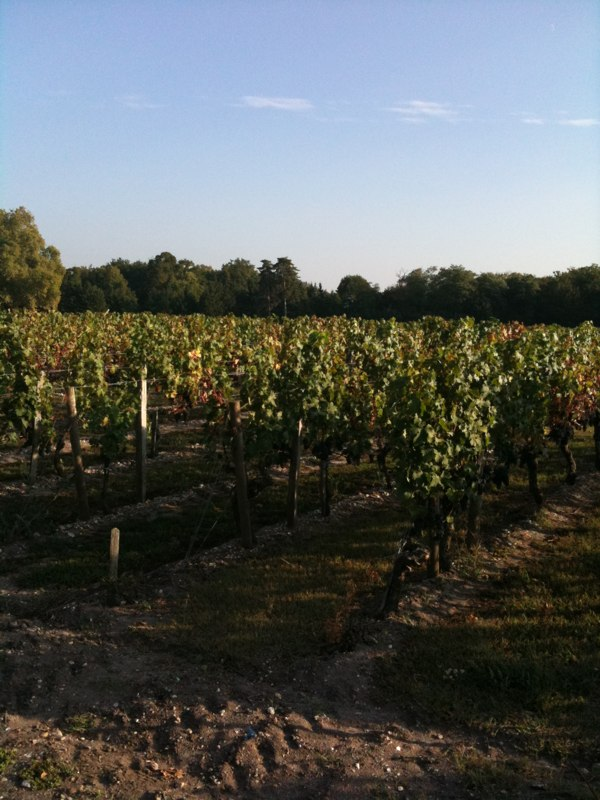
Vignoble actuel dans les paluds de Parempuyre.

Arthur Young, en 1787, décrit comment « dans la vallée de la Garonne, aux environs de Toulouse, on voit la vigne courir en festons d’arbre en arbre. Elle est soutenue, ici, par des rangées d’érables ». À Fabas, sur le Lens, sous-affluent de la Garonne, dans le département de l'Ariège, la culture des vignes sur hautains n'a été abandonnée que depuis peu.
L'abbé François Rozier remarquait, au tout début du XIXe siècle, que dans le Bordelais, les paluds ne comportaient que des vignes hautes et les graves des vignes moyennes « Dans les palus, dont les terres sont très fertiles, on ne pourrait pas tenir les vignes basses, leur nature y résiste, mais ou les empêche de monter trop haut ; les trois, quatre ou cinq sarments réservés (sauterelle), que dans le langage du pays ou appelle aste, sont taillés à douze, quinze et vingt yeux et palissadés, sur des échalas, parallèlement au terrain. Cette disposition est nommée taille en crucifix ».
Après avoir rappelé que les graves sont moins fertiles que les palus, il décrit « Dans les graves, on ne laisse monter les ceps qu'à un pied, et on ne laisse que deux, ou trois astes chargés de dix à douze yeux, astes qu'on n'étend pas dans toute leur longueur, mais qu'on recourbe en cercle, et qu'on attache à des échalas. Chaque aste exige un échalas, mais on n'en met au cep dont ils sortent qu'autant qu'il ne se soutiendrait pas de lui-même ».
Il décrit ensuite le vignoble du Médoc implanté sur un sable caillouteux mais dont les vignes sont aussi palissées, il précise « Elles n'ont pas plus d'un pied de haut, et jamais plus de deux bras, à chacun desquels on laisse, en les taillant, une branche de l'année, coupée à sept ou huit yeux, qu'on replie en dedans en l'attachant. Leur distance est de trois pieds et demi en tous sens, mais leur palissage forme des allées. Quand les vignerons ont taillé la vigne, ils plantent de petits échalas de deux pieds de haut, auxquels ils attachent de longues perches, et à ces perche les sarments. Ces opérations s'appellent lever la vigne et plier la vigne ».

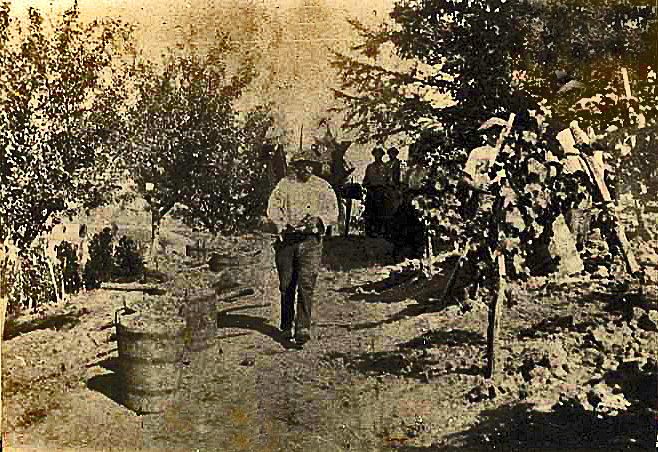
Une vigne à Port-Sainte-Foy, vers 1880, où les ceps de vignes sont taillés en encorbellement autour des échalas.

Au milieu du XIXe siècle, l'apparition de l'oidium dans la basse vallée de la Garonne et dans les vignobles jouxtant les rives de l'estuaire de la Gironde a sonné le glas dans le Bordelais des cultures en treilles, sur échalas ou sur hautains. Le vignoble de Blaye fut le premier atteint à Cartelègue, en 1851. Une treille composée de muscat et chalosse blanche fut infectée. La même année, suivirent des attaques à Étauliers et à Pugnac. Au cours des deux années qui suivirent ce furent les treilles de jardin à Bordeaux et à Mérignac qui subirent le même sort. La maladie cryptogamique s'étendit alors et remonta la vallée de la Garonne détruisant les vignes en treille ou sur hautain. Mais les vignes du Bordelais ayant été à leur tour touchées, en mars 1854 « la distinction entre les vignes hautes et les vignes basses donna encore lieu à des dires contradictoires », certains affirmant que c'était la sensibilité des cépages qui permettait le développement de ce champignon parasite et non leur mode de conduite.
En 1866, Jules Guyot, faisant un rapport au ministre de l'Agriculture sur l'état de la viticulture, lui signala : « Dans l'arrondissement de Bergerac et dans celui de Libourne, dès qu'on aperçoit des vignes taillées à coursons et sans échalas, on peut affirmer que ce sont des vignes blanches ; tandis qu'à côté, les vignes rouges ont une, deux, trois et quatre astes ou longues tailles, et autant d'échalas que d'astes ».

#### Alpes

##### Savoie
Avant la Savoie (Sabaudia), il y eut l'Allobrogie. Ce fut Strabon, le premier, qui vanta les qualités des Allobroges qui, expliqua-t-il « tournent désormais vers l'agriculture l'application qu'ils avaient donnée, jusque-là, aux choses de la guerre. ».
Il faut rappeler, qu'en effet, dans le courant du Ier siècle, ces Celtes avaient sélectionné un cépage nouveau, le vitis allobrogica, capable de résister aux conditions climatiques alpines. Son vin entra dans l'histoire à l'époque d'Auguste et Columelle lui donna le qualificatif de « vinum picatum », c'est-à-dire de vin poissé. Résultat sans doute de son passage dans des tonneaux aux douelles de sapin ou de mélèze. Pline l'Ancien nous a décrit ses crus, le sotanum, le taburnum et l'ellicum.
Ils étaient commercialisés à partir de Vienne, ce qui permit à Martial de chanter et célébrer les vins de Vienne-la-Vineuse. S'il ne nous ait rien dit sur le mode de conduite de l'allobrogica, on sait que ce cépage était cultivé jusqu'à Burgum, l'actuel Bourg-Saint-Andéol. Or, les récentes fouilles du TGV ont permis aux archéologues d'identifier le site proche des Girardes à Lapalud, des fosses alignées, datées du Haut Empire, où avait été faite une plantation viticole sur hautains.
Après les grandes invasions et la chute de l'Empire romain, ce fut l'Église qui prit le relais et donna un nouvel essor à la viticulture savoyarde. Dès le XIe siècle, les moines replantèrent la vigne « en crosse », c'est-à-dire sur arbre mort. Durant tout le Moyen Âge et jusqu'au rattachement de la Savoie à la France, les albergataires, ou métayers, dans le cas de plantation nouvelle ou de renouvellement d'une ancienne vigne, s'obligeaient contractuellement avec le bailleur. Celui-ci payait le défonçage du sol, l'engrais et les échalas ; le baillé avait à sa charge la plantation des hautains et l'entretien général des vignes.

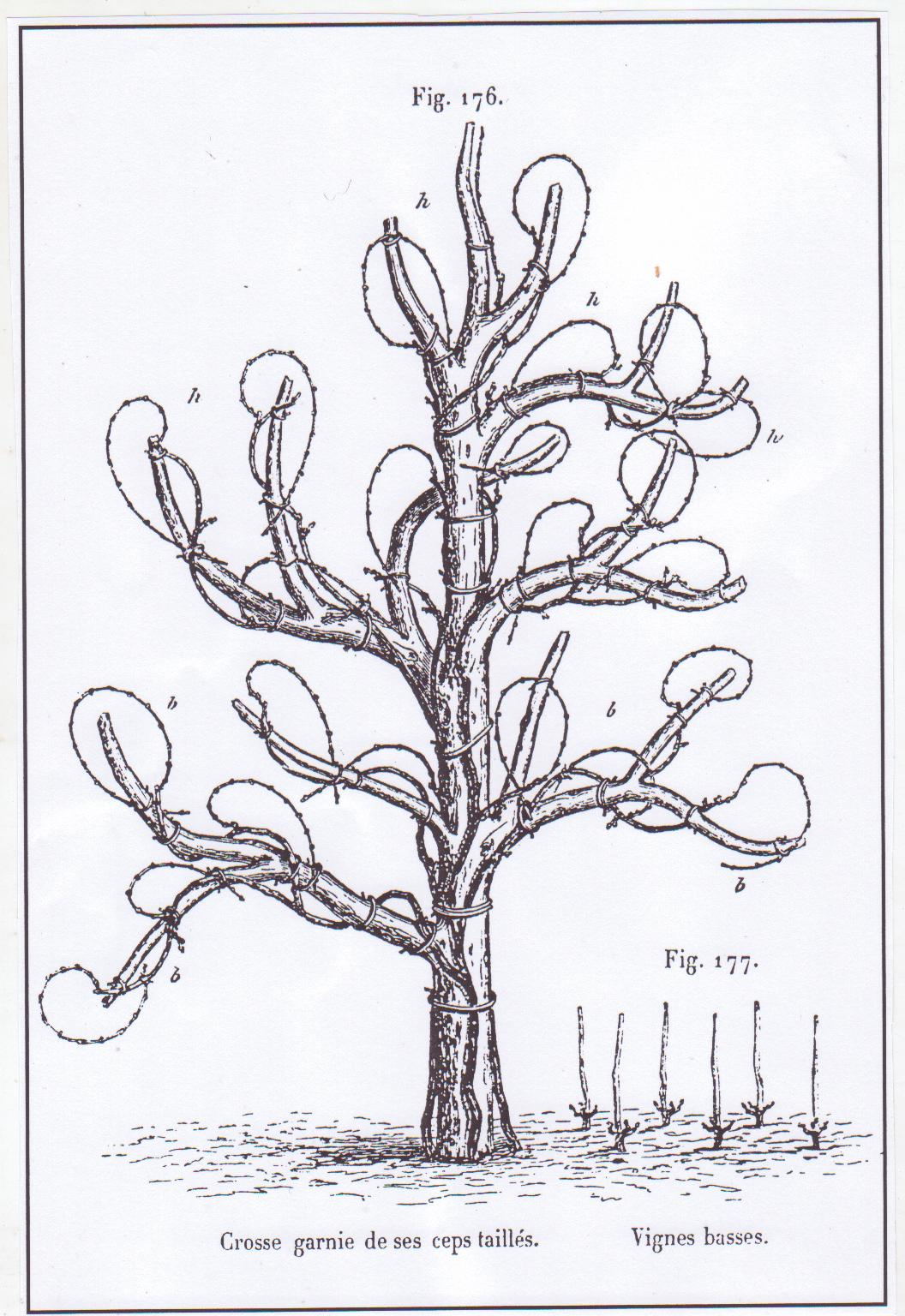
Crosse d'Évian garnie de ses ceps taillés.

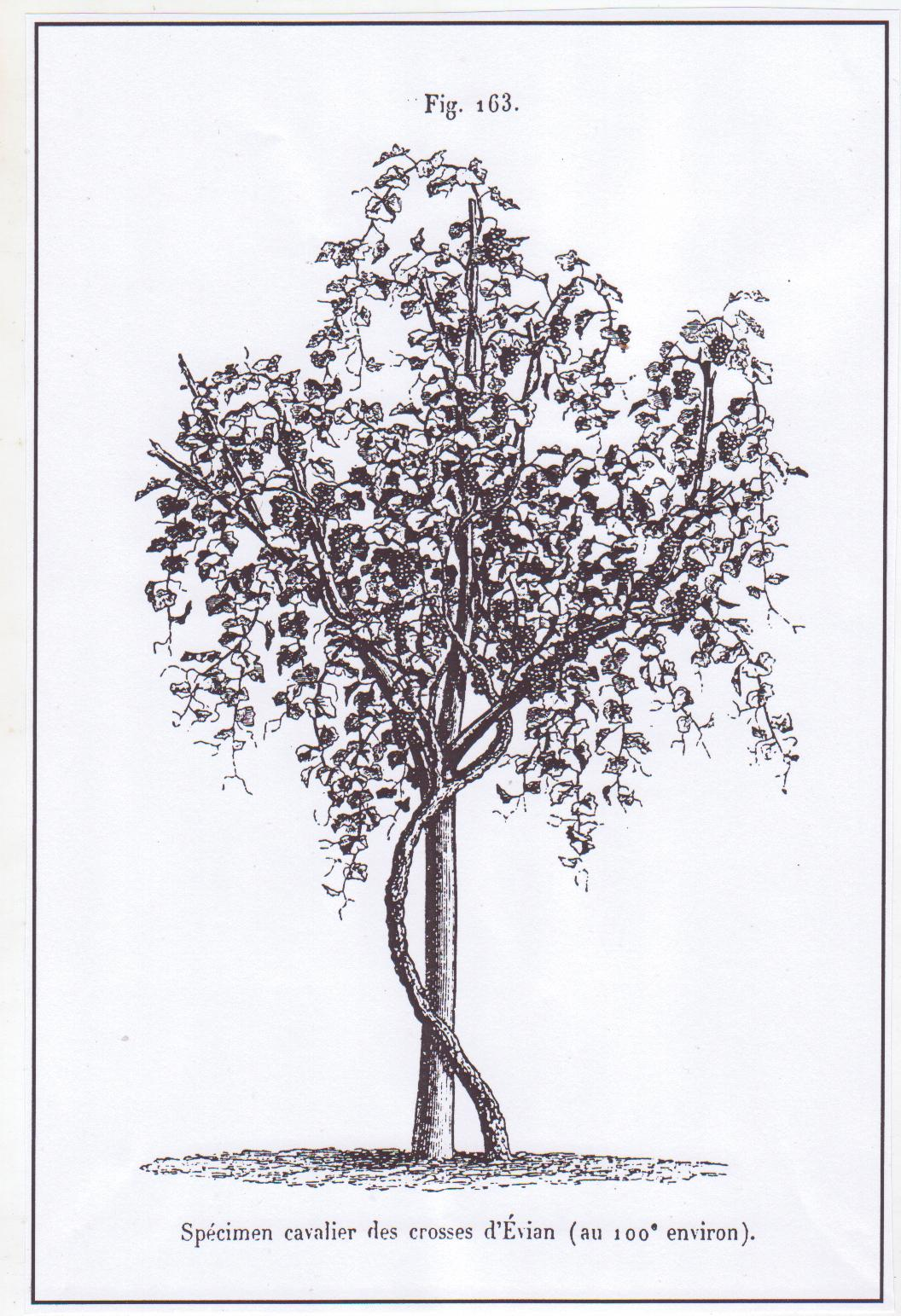
Spécimen cavalier des crosses d'Évian.

La plus grande extension du vignoble se fit entre le XVIe siècle et le XVIIIe siècle. Initialement implanté sur les coteaux les plus ensoleillés, il descendit vers les plaines. Et dans ces bas-fonds, pour préserver les ceps du gel, les hautains prirent encore plus de hauteur, avec l'obligation de mettre les premières grappes à 1, 50 ou 2 mètres du sol. Ce qui permit de comptabiliser, en 1768, 9 000 hectares de vignes, toutes surs treilles ou sur hautains, dont la majorité n'était apte qu'à fournir un « vin de laboureur », verdelet à souhait. Profitant d'un plus gros rendement - 40 hl/ha, soit le double que les vignes sur échalas - ils étaient dits « verts, acides, mais sains et désaltérants. ». C'est ce que constata, en 1816, André Jullien, lors de son séjour en Savoie, pour rédiger sa Topographie de tous les vignobles connus :

« La variété des expositions, les différentes espèces de cépages que l'on réunit dans la même vigne, et surtout les ceps hautains que l'on rencontre dans beaucoup de cantons, occasionnent de grandes dissemblances dans la qualité des produits. et tandis que quelques vignobles donnent de forts bons vins, beaucoup d'autres ne produisent que de très basse qualité. »

Au milieu du XIXe siècle, ces vins surets étaient produits sur près de 3 000 hectares, dont 2 000 dans le département actuel de Savoie, soit le quart du vignoble. Cette situation perdura jusqu'à l'apparition du phylloxéra et la reconstitution d'un nouveau vignoble. La conduite en hautain ne se retrouve plus aujourd'hui qu'en Chautagne pour une partie seulement du vignoble, la quasi-totalité étant palissée sur fil de fer à une hauteur de 1, 20 mètre. Ce reliquat de la vieille technique ne concernent que des vignes de gamay.
Toujours au milieu du XIXe siècle, mais en Haute-Savoie cette fois, la commune d'Évian avait 70 hectares  et son canton, 455 hectares de vignes. Le cépage cultivé était le chasselas. Il était conduit pour moitié en vignes basses avec un rendement de 40 à 50 hl/ha. L'autre moitié poussait sur « crosses de châtaignier » avec des rendements qui s'élevaient entre 80 et 120 hl/ha. Jusqu'au début du XXe siècle, la ville s'était fait une renommée pour ses vins autant que pour ses eaux. Ils avaient impressionné le docteur Jules Guyot, qui les goûta en 1868 et commenta :

« Les vins des crosses d'Évian sont blancs, légers et ils sont aussi sains qu'agréables... Les habitants préfèrent beaucoup leurs vins à leurs eaux qui sont pourtant des plus séduisantes. »

Il a laissé une description des crosses, constituées par de grands arbres avec toutes leurs branches montant jusqu'à 8 à 12 mètres de haut et dont le tronc de 30 à 50 cm de diamètre avait été tout écorcé. Il précisait même que les raisins du bas mûrissaient les premiers, entre six et neuf jours plus tôt que ceux du haut. Aujourd'hui, il ne reste qu'une centaine de crosses sur le territoire de Marin et le vignoble d'Évian-les-Bains est classé en vin de Pays des Allobroges.

##### Dauphiné
Une importante tradition viticole existait, depuis l’époque gallo-romaine, dans la vallée de l'Isère comprise entre Grenoble et la confluence de l'Arc. Elle est confirmée par des chartes du XIe siècle.

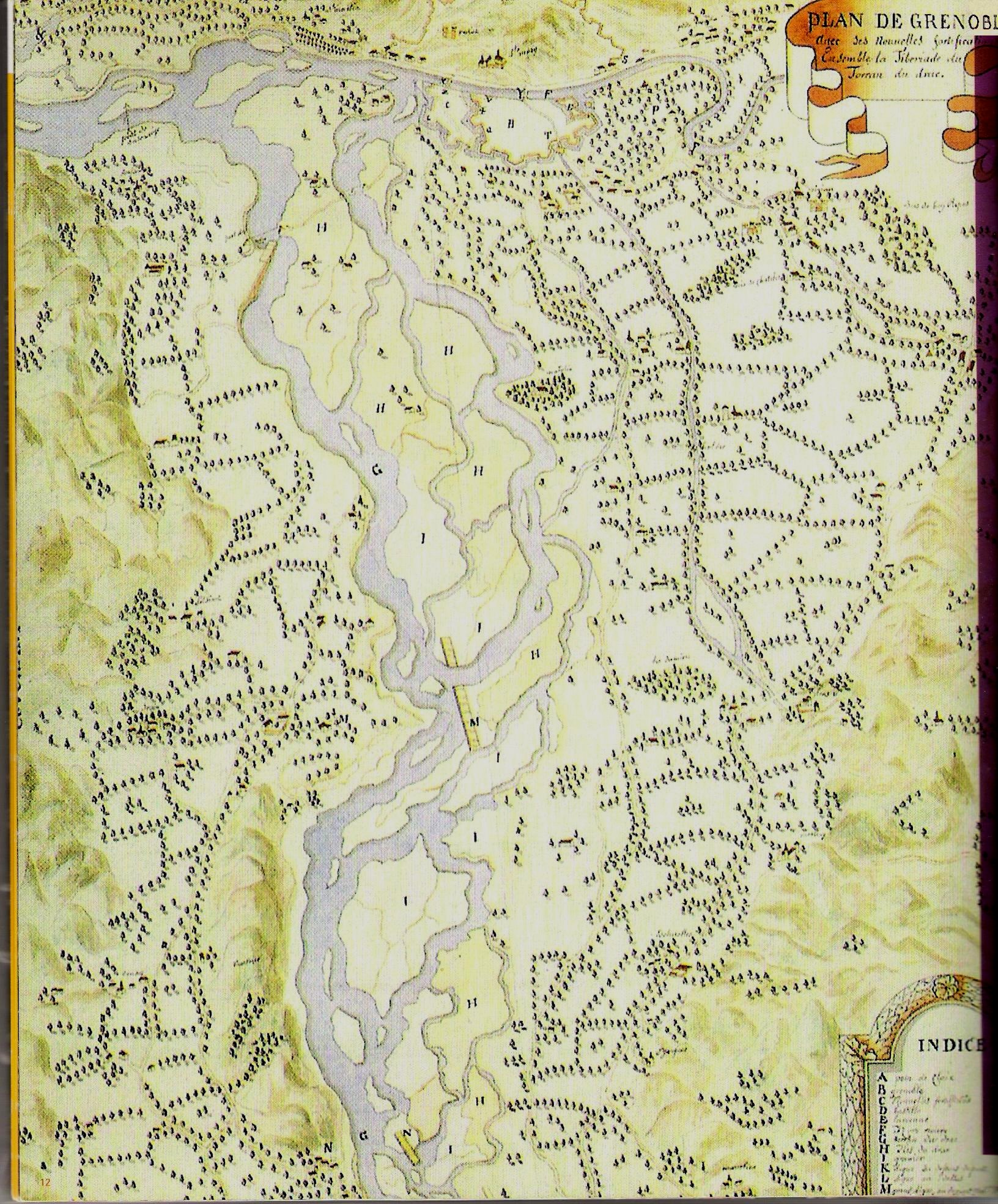
Carte de la région de Grenoble en 1660.

La grande pénétration des vignes au plus profond des vallées alpines, dont celle de l'Oisans eut lieu dans la première moitié du XIVe siècle. Elles remontèrent même les pentes du Saint-Eynard en dessus de Grenoble. Les plantations en hautains se généralisèrent au cours du XVe siècle. Elles se firent essentiellement sur cerisiers. Les producteurs y voyaient trois avantages. Sur un même terrain, ils obtenaient du vin, des fruits et des céréales qui étaient semées entre les arbres. Cette façon de faire semblait profitable puisqu'aux cours des XVIIe et XVIIIe siècles, elle se retrouvait aussi bien en amont de Grenoble que dans la région de Voiron. Le vignoble, qui comptabilisait 24 cépages différents en 1874, était encore planté en partie en vignes basses à flanc de coteaux mais en plaine uniquement sur hautains comme le spécifie le bail à ferme du domaine de Chaulnes en 1802. C'est à ce sujet que Marcel Lachiver remarque :

« Plantés en plaine, les hautains doublent les superficies des vignes déjà plantées sur les coteaux et augmentent la production quand la demande est importante. En définitive, l'argument commercial semble plus solide que celui qui avance des productions multiples sur une même parcelle. »

Cette façon de conduire les vignes était devenue courante dans tout le Dauphiné au XIXe siècle. Elle eut même une conséquence inattendue. Avant les ravages du phylloxéra, en 1877 et du mildiou, en 1910, les viticulteurs avaient pu sélectionner deux nouveaux cépages le durif et l'étraire de l'Aduï. Ils avaient été le produit de la proximité des hautains et des vignes sauvages poussant à l'orée des forêts.
Ravagés par les maladies, ces hautains disparurent à la fin du XIXe siècle. Un reliquat de viticulture produisit encore quelques vins de ménage à partir d'hybrides puis la production viticole du Grésivaudan cessa d'être rentable, après la Seconde Guerre mondiale, face à la concurrence des vins du Languedoc. Seule, de nos jours, la toponymie garde trace de cette très ancienne implantation de la vigne dans le département actuel de l'Isère avec Vignieu (Viniacus), attesté dès le IXe siècle, Vinay (Villa Vinaico) et Saint-Martin-le-Vinoux (S. Martini de Vinos), répertoriés au XIe siècle, ainsi que Charavines (Charavinarium), au XVe siècle. C'est dans cette dernière commune, au bord du lac de Paladru, que les fouilles ont permis de découvrir des pépins de raisins, provenant de lambrusques, et qui dataient de 4 800 ans.

#### Façade méditerranéenne

##### Provence et Comtat Venaissin
Ce furent les Romains qui développèrent la viticulture dans la Provincia. Dans les vastes zones rurales qui séparaient les cités ayant le statut privilégié de « colonie romaine », chaque villa possédait son vignoble. Celui-ci était mené en hautain, sur treille ou pergola. Pour les Latins, si la vigne était une culture traditionnellement importante, elle restait une activité complémentaire à d'autres cultures (légumes, fruits, élevage). Une vigne conduite en hauteur libérait de la place au sol et facilitait au maximum tous les autres travaux de plein champ
Les fouilles opérées sur ces grandes villæ à vocation viticole ont permis de mieux comprendre leur importance économique. La Villa du Mollard, à Donzère, avait 204 dolia qui permettaient de stocker 2 500 hectolitres de vin, celle de Perdigon, à La Croix-Valmer, possédait 115 dolia d'une capacité globale de 1 725 hectolitres. Celle des Gondonnets, à Saignon, alignait, sur double rangée, 40 à 50 dolia pouvant contenir entre 640 et 800 hectolitres, soit une capacité totale pouvant varier entre 2 560 et 4 000 hectolites.
La technique du hautain fut à nouveau adoptée lors de la reconstitution du vignoble au cours du haut Moyen Âge. Le cartulaire de l'Église d'Apt, indique qu'en 931, Garibald et son épouse Aviorda, donnèrent à l’église cathédrale deux vignes situées près des rives du Calavon, à l'actuel quartier Viton. Il est précisé que la première était un enclos de vignes hautes palissées sur des noyers et des saules, tandis que la seconde était une vigne basse.

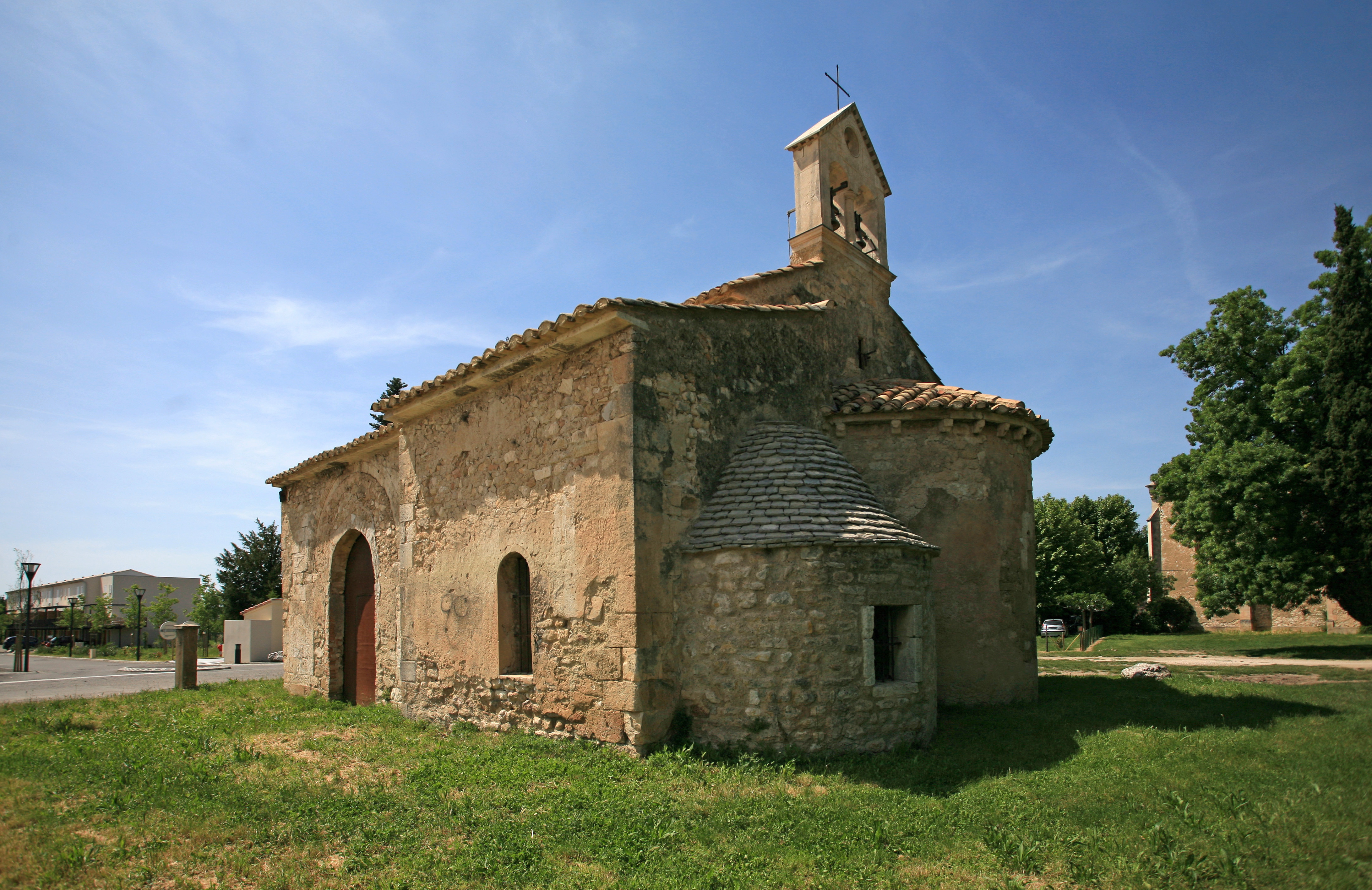
La chapelle Notre-Dame des Vignères à Cavaillon.

Le XIVe siècle, à l'époque de la papauté d'Avignon, fournit aussi des indications sur la continuité de ce mode de conduite. Il y a des vignes dans tous les jardins et de nombreux vignobles à l'intérieur de la cité d'Avignon. Le plus connu d'entre eux est dénommé « Treille du Corps Saint », puisque situé près de l'église des Célestins, là où est enterré le jeune cardinal Pierre de Luxembourg mort en odeur de sainteté. Près de Carpentras, une charte du Cartulaire indique « un verger d'oliviers dans lequel est planté une vigne de douze journaux ». En 1374, à Velorgues, près de L'Isle-sur-la-Sorgue, les muscadières, vignes qui produisent du vin muscat, sont menées en hautains. En 1414, le relevé du cadastre de Valréas comptabilise 2 700 fosserées de treilles. Une fosserée comprenant 5 000 ceps, il y avait donc 1 350 000 pieds de vigne. Au cours du XVIe siècle, le hameau des Vignières, dépendant de Cavaillon, cultivait ses vignes sur treilles. On retrouve des notifications identiques à la fin du XVIe siècle dans les « Statuts du Crestet ». Ce document précise d'abord que toute terre était « réputé vigne » quand elle était plantée au minimum de quinze ceps. Puis il décrit les différentes façons culturales, vignes basses et vignes hautes soit en treille, soit accolées aux arbres ou aux buissons.

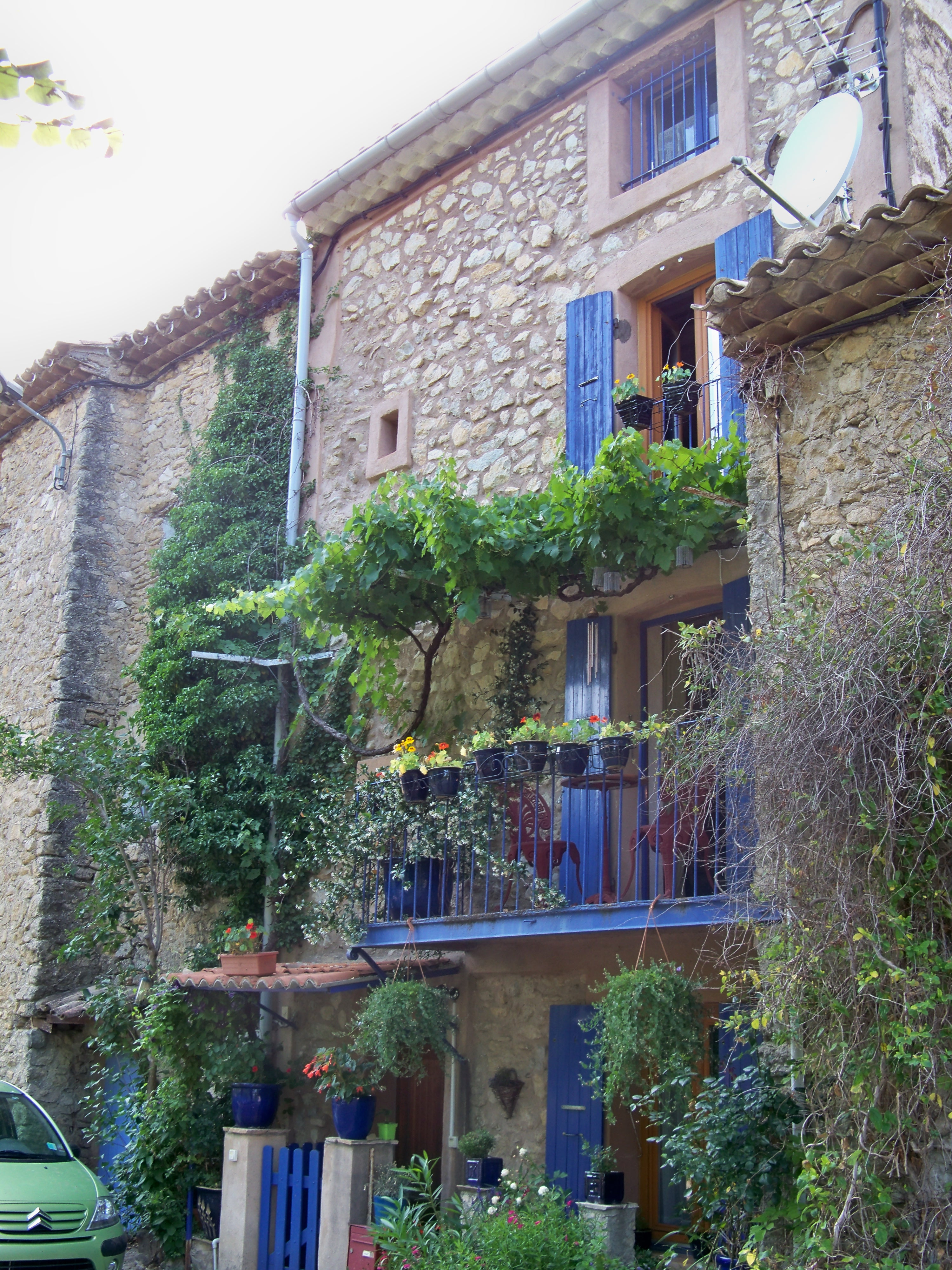
Treille en façade d'une maison comtadine.

Ces vignes, afin de faciliter au maximum, les cultures vivrières, était donc ou conduites sur haies arbustives, ou sur treille et pergola situées le plus souvent au-dessus d'un chemin ou d'un bassin d'arrosage. Cette façon de faire fut assez courante en Provence et dans le Comtat Venaissin pour que l'on retrouve des lieux-dits, écarts ou hameaux portant des noms comme Vignaubière, à Lorgues ou La Treille, à Marseille.
Ce mode de conduite perdura assez en basse et moyenne vallée du Rhône pour qu'il puisse être décrit puis dénoncé dans un premier temps par Olivier de Serres, en 1600, dans son Théâtre d’Agriculture et Ménage des champs :

« Il est donc requis les arbres avoir peu de douces racines et moyennement de rameaux pour inviter toute la vigne à s'accroître. Les racines de la vigne ne profiteraient et près des racines amères des arbres, ni le rameaux de la vigne sous les grands ombrages des arbres, par trop touffus et malsains. »

|  |  |

En 1690, au château de Ruth, à Sainte-Cécile-les-Vignes, furent plantées 100 treilles de muscats. En 1750, dans le fief de Beauchamp, à Monteux, les vignes sont conduites sur treilles.
Puis au XVIIIe siècle, ce fut le sectaire abbé Rozier, un botaniste devenu curé constitutionnel, qui cloua au pilori les pratiques du hautain et de la joualle, dans son ouvrage La manière de faire du vin en Provence; 1772 :

« Tout arbre nuit à la vigne, autant par son ombrage que par ses racines. Que celui qui plante ou cultive la vigne ait sans cesse devant les yeux le précepte donné par Virgile « apertos bacchus amat colles » : En un mot, on doit planter la vigne que dans des terrains où ne peut croître le froment. »

À Châteauneuf-de-Gadagne des textes notariés, entre 1780 et 1788, signalent ce qu'est le vignoble aux quartiers de Font-Ségune, de Fouteisson, de Vaulongue et du chemin d'Avignon. Il s'agit de « vignes verger », où ceps et arbres fruitiers sont mêlés. En 1868, le docteur Jules Guyot constate la conduite de vignes sur échalas entre Morières-lès-Avignon et Apt.
On voyait aussi au XIXe siècle de très nombreuses vignes accrochées sur les façades des maisons d'Avignon. Joseph Girard, historien du vieil Avignon, cite une lettre d'une des sœurs de Théophile Gautier, descendue de Paris en 1897 pour rendre visite à Marion Gautier, leur tante, qui habitait rue Henri Fabre : « Quant à notre maison, c'est une maison de poupée. La cuisine n'est pas trop petite, les pièces sont de la grandeur des nôtres, l'escalier est droit comme ceux des chalets suisses. Il y a un pied de vigne comme je n'en ai pas encore vu, énorme, pas travaillé par la main des hommes ; il court follement le long des murs et vous tend ses brindilles vertes ».

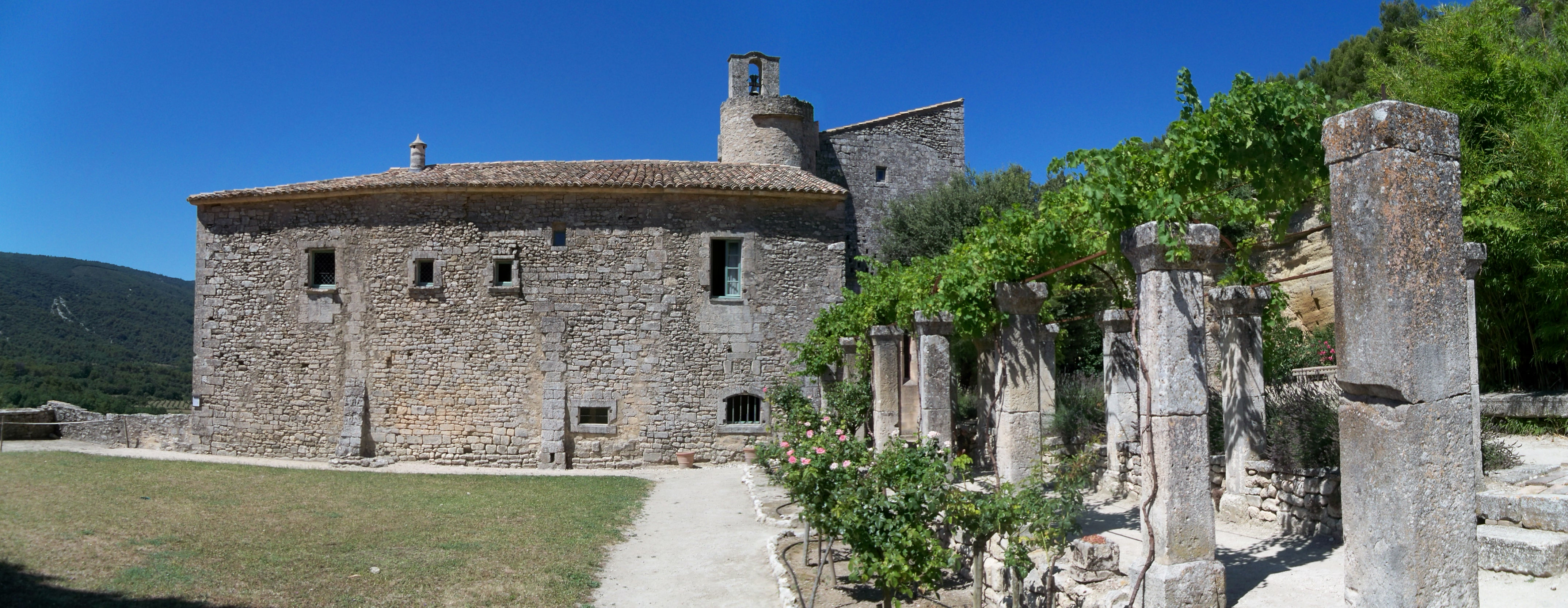
Treilles sur piliers de pierres dans l'abbaye Saint-Hilaire de Ménerbes dans le Vaucluse.

##### Languedoc
Textes et fouilles archéologiques ont confirmé qu'à l'ouest du Rhône, avant que ne soit fondée la Narbonnaise une viticulture s'était développée. Les vignes y étaient alors conduites en gobelets, mode cité par Columelle, tout comme dans les Pouilles, région sous influence grecque. Pline le confirme quand il explique : « Dans quelques contrées, la vigne, peu riche en branches, et grosse parce qu'elle est courte, se soutient sans appui. Les vents s'y opposent dans quelques localités : en Afrique, par exemple, et dans quelques cantons de la Narbonnaise ». Mais la colonisation romaine y imposa rapidement la « méthode étrusque » et la vigne fut conduite et taillée de façon arbustive, en treille, en pergola et, bien sûr, en ayant des arbres comme point d'ancrage. Désormais, aux côtés des rumpotins, il y eut aussi des vignes ne dépassant pas la hauteur d'un homme, qui, appuyées sur des échalas, formaient des treilles. Et celles qui s'obstinaient à ramper furent conduites de manière à répandre « leur feuillage touffu assez au loin pour ombrager des cours entières ».
Lors des grandes invasions, les vignobles, furent quasiment délaissés et le vin produit à partir des treilles du jardin ou de l'enclos. Et à partir de l'an 900, le Cartulaire du chapitre cathédral de Nîmes, fait nettement la différence entre les vignes basses et les vignes hautes. Le vignoble de plaine va perdurer jusqu'au début du XIVe siècle où la nécessité d'emblaver les terres riches, propices à l'abondance, repoussa la vigne vers les coteaux plus chiches mais plus qualitatifs.
Mais dès le début du XVIe siècle, la culture de la vigne languedocienne étant devenue plus rentable que celle des céréales, les coteaux et les terrasses devinrent insuffisants. Dès 1520, les vignobles de Frontignan, Mireval et Vic-la-Gardiole redescendirent en plaine. Thomas Platter, étudiant la médecine à Montpellier, en 1595, précise que parmi ces variétés de « vignes grimpantes », il vit à Vendargues, dans le jardin de son logeur Laurent Catalan, des raisins blancs dont « les grains étaient gros et charnus comme des prunes » et qui étaient appelés panses musquées ou vinhas augibiquieras. Ce sont ces variétés qui furent implantées à Frontignan, en 1592 d'après les mentions portées sur le registre de compoix.

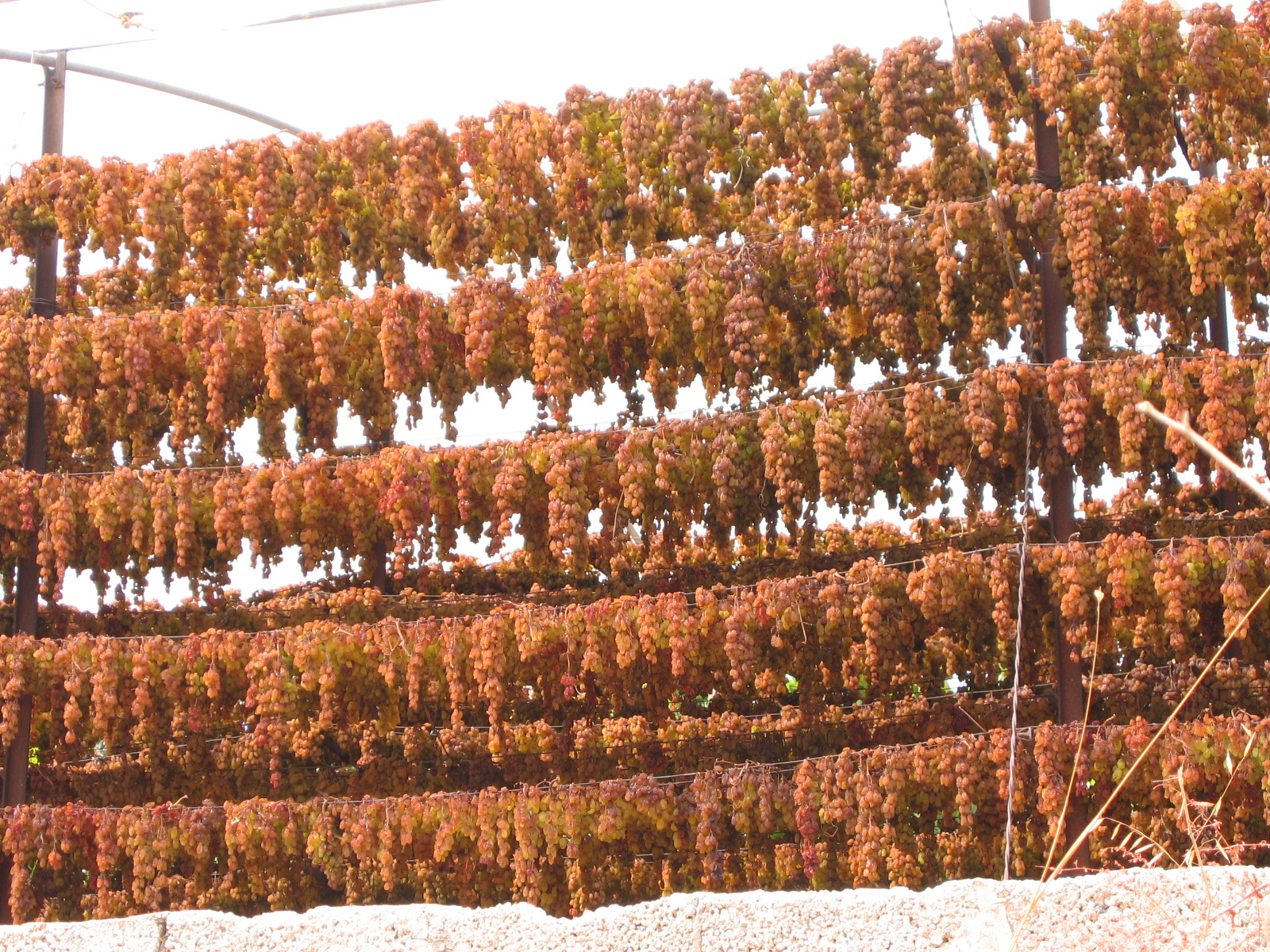
Séchage de grappes au soleil.

Pour tenter de redonner quelques qualités à ces raisins issus de vignes arbustives, fut appliquée la technique de la passerille, décrite par les auteurs de l'Antiquité, où les raisins séchaient grappes suspendues au soleil. Olivier de Serres, en 1600, indique que ces raisins, des picardans et des muscats, firent l'objet d'un commerce fructueux en particulier à Gigean, Loupian, Mèze Cournonterral et Montbazin. Ils étaient l'objet d'une préparation spéciale. Après avoir trempé dans une lessive de cendre de sarments, ils étaient enduits d'huile d'olive pour les adoucir puis « mis à sécher au soleil, pendus à des perches ». Après deux à trois jours, ils étaient alors « portés au grenier sur des claies ou tables bien propres et y séjournaient quatre à cinq jours ». Au XVIIIe siècle, Montpellier, où le Conseil de Ville n'hésitait pas à louer les murs des remparts à cet usage, était « décorée d'une manière singulière quand on y mettait à sécher le raisin que l'on avait suspendu à de grandes perches et ces espèces de tapisseries ornaient le devant des maisons ».
Cette période correspond à une extension très importante du vignoble languedocien. Dès la fin du XVIIe siècle, ce fut la « ruée vers la garrigue », c'est-à-dire vers les communs et les vacants. Cette frénésie de planter prit des proportions énormes après le terrible gel de 1709. Les jardins furent même utilisés. Pierre Joseph Garidel, docteur en médecine formé à Montpellier et professeur d'anatomie à Aix-en-Provence, décrit en 1715, un cépage qu'il nomme le « muscat de panse » qu'il a trouvé tant dans le vignoble provençal ou languedocien mais aussi « dans les enclos autour des villes, dans des endroits que l'on appelle vulgairement tones ou treilles ». Le comte Alexandre-Pierre Odart, dans son Exposé des divers modes de culture de la vigne, et des différents procédés de vinification dans plusieurs des vignobles les plus renommés, décrivit à son tour ce muscat blanc conduit en taille longue qui a été identifié comme le muscat d'Alexandrie.
Pendant ce temps, en plaine, les grands domaines appartenant à la noblesse s'étaient orientés vers la viticulture extensive. Ce fut le cas à Candillargues sur les terres labourables appartenant à la famille De La Croix, à Marsillargues avec le marquis de Calvisson. Il y eut surproduction. Et tous ces petits vins issus de vignes arbustives prirent le chemin de la distillerie avec le soutien financier, en particulier, des Bonnier de la Mosson, banquiers à Montpellier. Cet état de fait, organisé ou non, pris une tout autre proportion, dès 1780, avec l'arrivée en Languedoc de l'aramon, cépage gros producteur qui mit « fin à bien des velléités de production qualitative ».

### Espagne

#### Galice

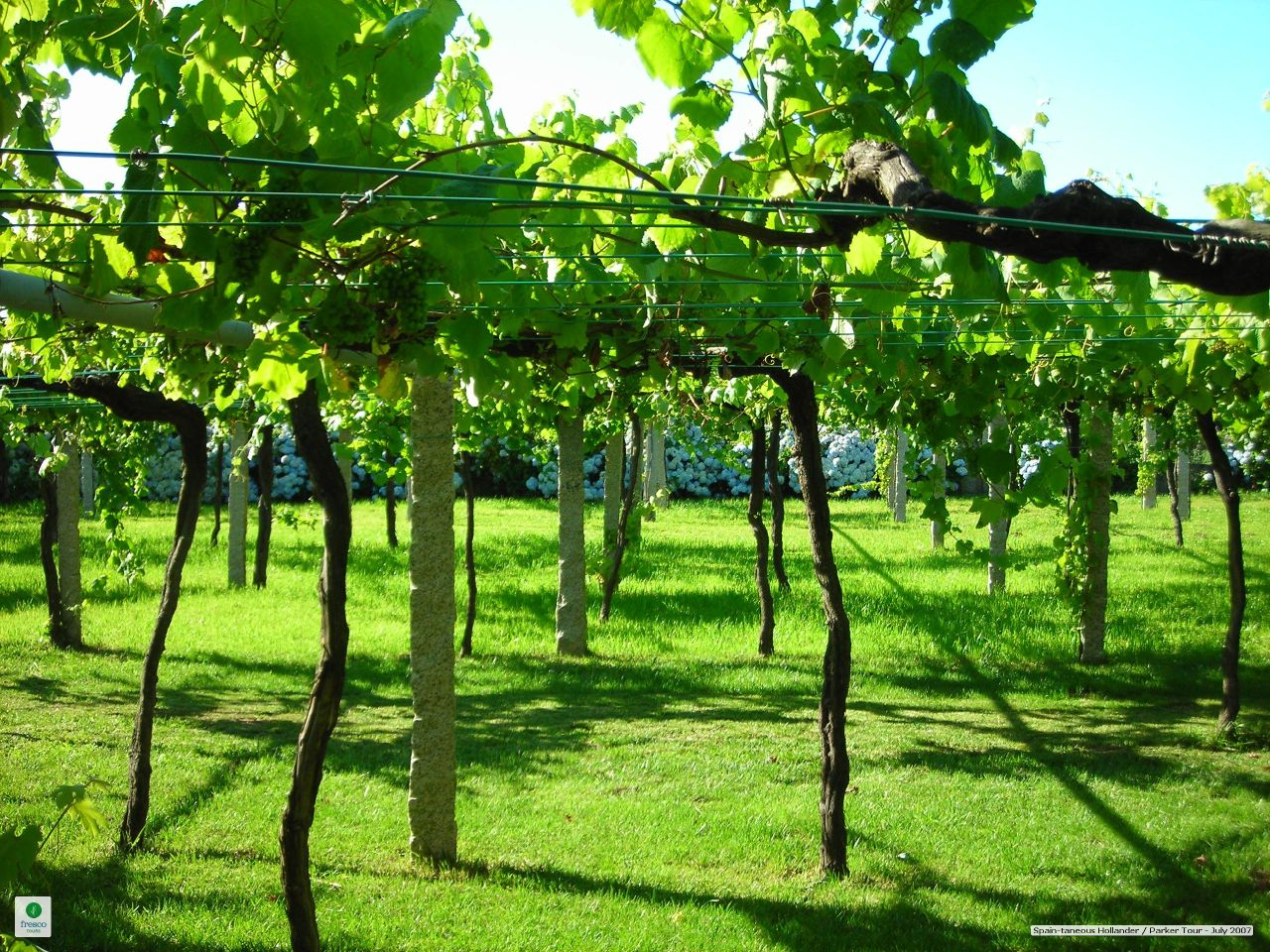
Vignoble de Galice conduit sur parrales.

Dans la zone d'appellation des Rias Baixas (DO) cohabite les deux types de viticulture. Elles sont pourtant diversifiées dans l'espace. Les vignobles aux ceps taillés courts se trouvent uniquement à l'intérieur des terres tandis que les vignes menées en hautain se situent le long des côtes. Ce mode de conduite est appelé parrales. « Elles grimpent le long des poteaux et s'entortillent autour des treilles disposées de façon à les protéger de l'humidité » a constaté Alexis Lichine.
Ce type de viticulture concerne sur le terroir viticole de la province de Pontevedra, les vignes de O Baixo Miño. Elles produisent des vins légers, piquants et frais proches du vinho verde.

#### Pays basque
Le vignoble produisant le txakoli est cultivé sur des treilles ou treillis (appelé Parra en basque). Ce mode de conduite rappelle celui des vinhos verdes au Portugal. Le txakoli est un vin blanc légèrement effervescent, à forte acidité et d'une faible teneur en alcool (10°-11°), produit dans les trois provinces de la Communauté autonome basque ou Euskadi. Dans la région d'Alava, la vinification a une longue tradition qui remonte aussi loin que 760 apr. J.-C. Les premiers documents sur la vinification du txakoli en Biscaye remontent au VIIIe siècle.
Les txakolis, dans leur grande majorité, proviennent de vignes proches du golfe de Gascogne. Ces zones ont une forte pluviosité (entre 1 000 mm et 1 600 mm de précipitations annuelles en moyenne) et des températures moyennes entre 7,5 °C et 18,7 °C mais, à l'occasion, les vignes peuvent souffrir du gel.

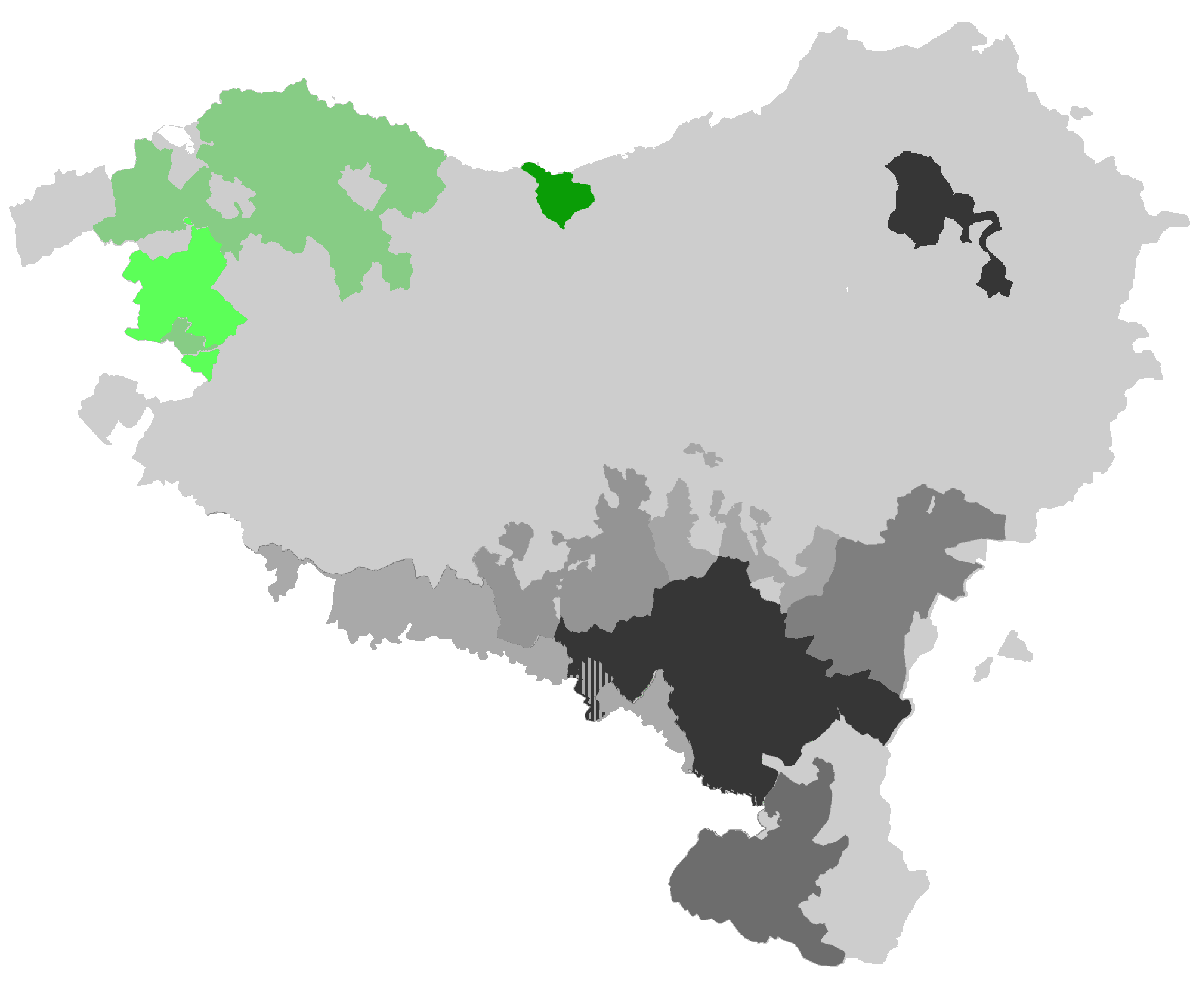
Txakoli d'Alava
Txakoli de Biscaye
Txakoli de Getaria

Ce vignoble était presque en danger de disparition vers le milieu du XIXe siècle. Il le resta jusqu'aux années 1980. Le vin de Txakoli était essentiellement vinifié par chaque propriétaire à la maison et bu presque exclusivement au Pays basque. À partir de 1994, certaines cuvées de txakoli ont réussi à atteindre les critères de qualité afin d'obtenir la certification de Denominación de Origen. La qualité ayant été améliorée, la diffusion et la demande du produit ont augmenté significativement. Aujourd'hui, il n'est pas rare de voir aux bords des routes la présence de Txakolindegi (lieu où se fabrique et se déguste le txakoli) qui sont aussi populaires que les Sagardotegi (cidrerie).
Il y a trois Txakoli certifiés. Ce vin possède ainsi trois appellations contrôlées :
- D.O. Getariako Txakolina, produits autour de la ville de Getaria dans le Guipuscoa (DO depuis 1990).
- D.O. Bizkaiako Txakolina, produit le long de la côte de Biscaye (DO depuis 1994)
- D.O. Arabako Txakolina, produit dans la province d'Alava, autour de la ville d'Amurrio

##### Txakoli de Getaria

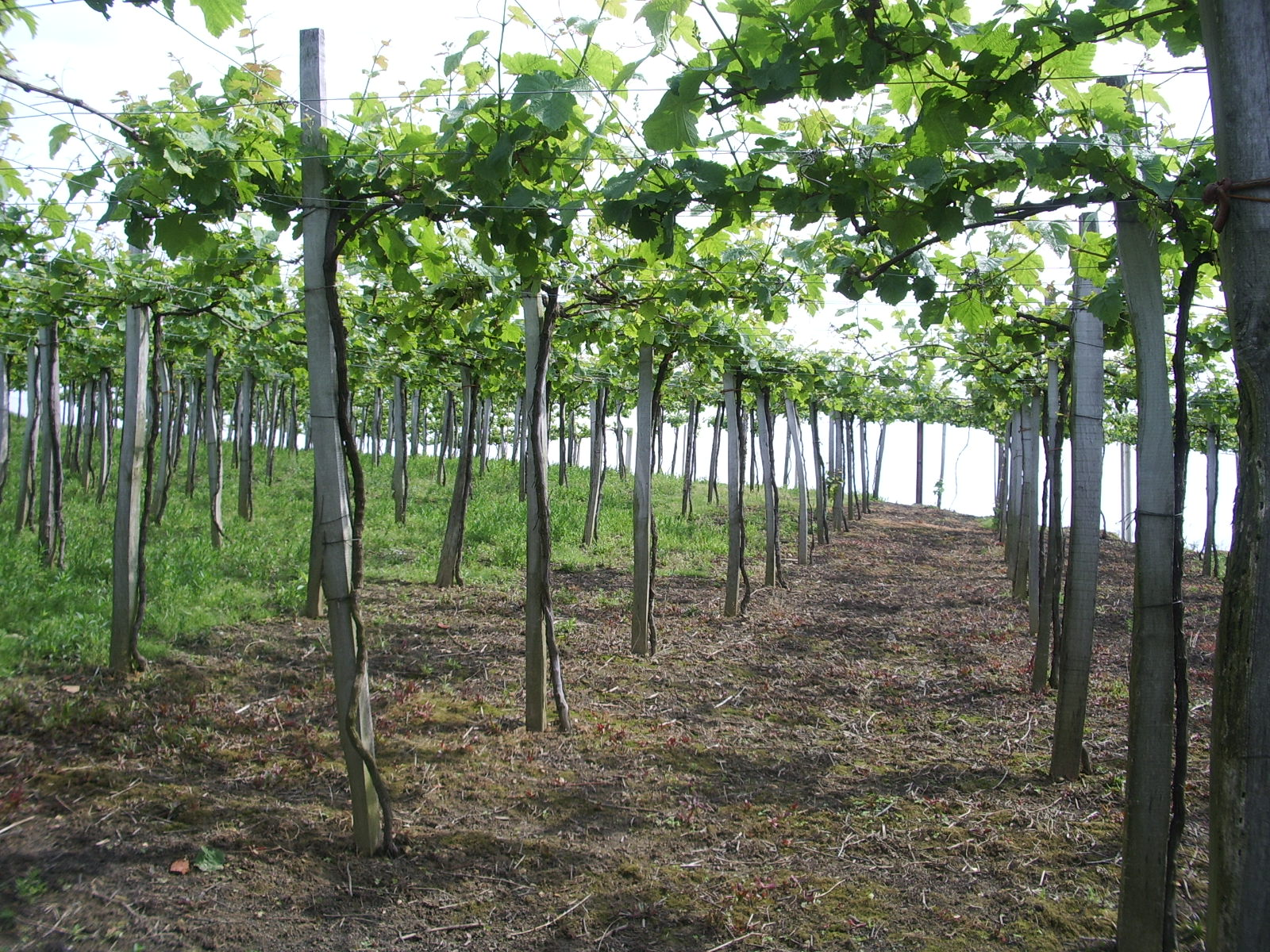
Les vignes en hautains du vignoble de Getariako Txakolina.

Txakoli de Getaria (Getariako Txakolina in Basque, Chacolí de Guetaria en espagnol). Cette variété vient d'une petite région du Guipuscoa autour des municipalités de Getaria, Zarautz et Aia et sa robe est d'une couleur très jaune pouvant aller jusqu'à la couleur verte. Ce fut la première variété de txakoli à recevoir la certification DO en 1989. Bien que la superficie cultivée ait augmenté, passant de 60 à 177 ha depuis la certification, Txakoli de Getaria reste la plus petite appellation en termes de superficie cultivée. Chaque année, quelque 9 000 hectolitres sont produits principalement sur des pentes orientées sud-est afin de protéger les vignes du mauvais temps venant de l'Atlantique.
Les types de cépage autorisés pour le blanc sont : Hondarribi zuri (Courbu), Hondarribi Zuri Zerratia (Petit Courbu), Izkiriota (Gros Manseng), Riesling et Chardonnay (permis) ; pour le rosé et le rouge : Hondarribi beltza.
Au cours des dernières années, d'autres communes de la région ont également commencé à produire du txakoli, y compris Orio, Zumaia, Arrasate, Eibar, Mutriku, Deba, Zestoa, Fontarrabie, Villabona, Urnieta, Oñati, Beizama, Zerain et Olaberria.

##### Txakoli d'Alava
Le txakoli d'Alava (Arabako Txakolina in Basque, Chacolí de Álava en espagnol) est situé à l'extrême nord-ouest de la province d'Alava. Ce txakoli n'a obtenu que très récemment la certification DO, en 2001. Sa robe est couleur jaunâtre, il est très acide et légèrement mousseux. Il est cultivé sur quelque 55 ha autour des villes de Aiara, Amurrio, Artziniega, Laudio et Okondo. À la fin du XXe siècle, les vignes étaient cultivées sur plus de 500 ha, mais il ne restait que 5 ha à la fin du XXe siècle, avant la récente renaissance.
Les raisins les plus couramment utilisés pour ce txakoli sont Hondarribi Zuria (« Blanc Hondarribi ») mais d'autres raisins sont également autorisés : Bordeleza Zuria (Folle Blanche), Izkiriota Ttipia (Petit Manseng), Izkiriota (Gros Manseng) et du Courbu.

##### Txakoli de Biscaye
Le txakoli de Biscaye (Bizkaiko Txakolina en basque, Chacolí de Vizcaya en espagnol) est produit dans la plus grande partie de la Biscaye, à l'exception de l'extrême ouest de la province, soit la comarque d'Enkarterri. Ce fut le deuxième txakoli à recevoir la certification DO en 1994.
Il est cultivé sur approximativement 150 ha et dans quatre-vingt-cinq villages et villes de la province avec une production de quelque 7 000 hectolitres chaque année. La qualité du txakoli varie tout comme les conditions microclimatiques.
Les variétés autorisées sont : Hondarribi Beltza, Ondarrabi Zuri Zerratia (Petit Courbu), Mune Mahatsa (Folle Blanche), Izkiriota (Gros Manseng), Izkiriota Ttippia (Petit Manseng), Sauvignon blanc, Riesling, Chardonnay et Hondarribi Zuri. Historiquement, une autre variété de rouge léger appelée Oilar begi (« œil de poulet ») a également été utilisée. Cette dernière, qui avait presque disparu, fait maintenant un lent retour.

### Allemagne et Europe centrale
Les pays d'Europe centrale, correspondant à l'empire austro-hongrois, sont restés éminemment conservateurs jusqu'au milieu du XXe siècle. Un changement d'attitude a eu lieu après la Seconde Guerre mondiale. Ainsi en Autriche, Lenz Moser, dès 1952, fut le maître d'œuvre d'un « renouvellement radical du vignoble », un mouvement qui a fait tache d'huile rapidement en Europe centrale et orientale.

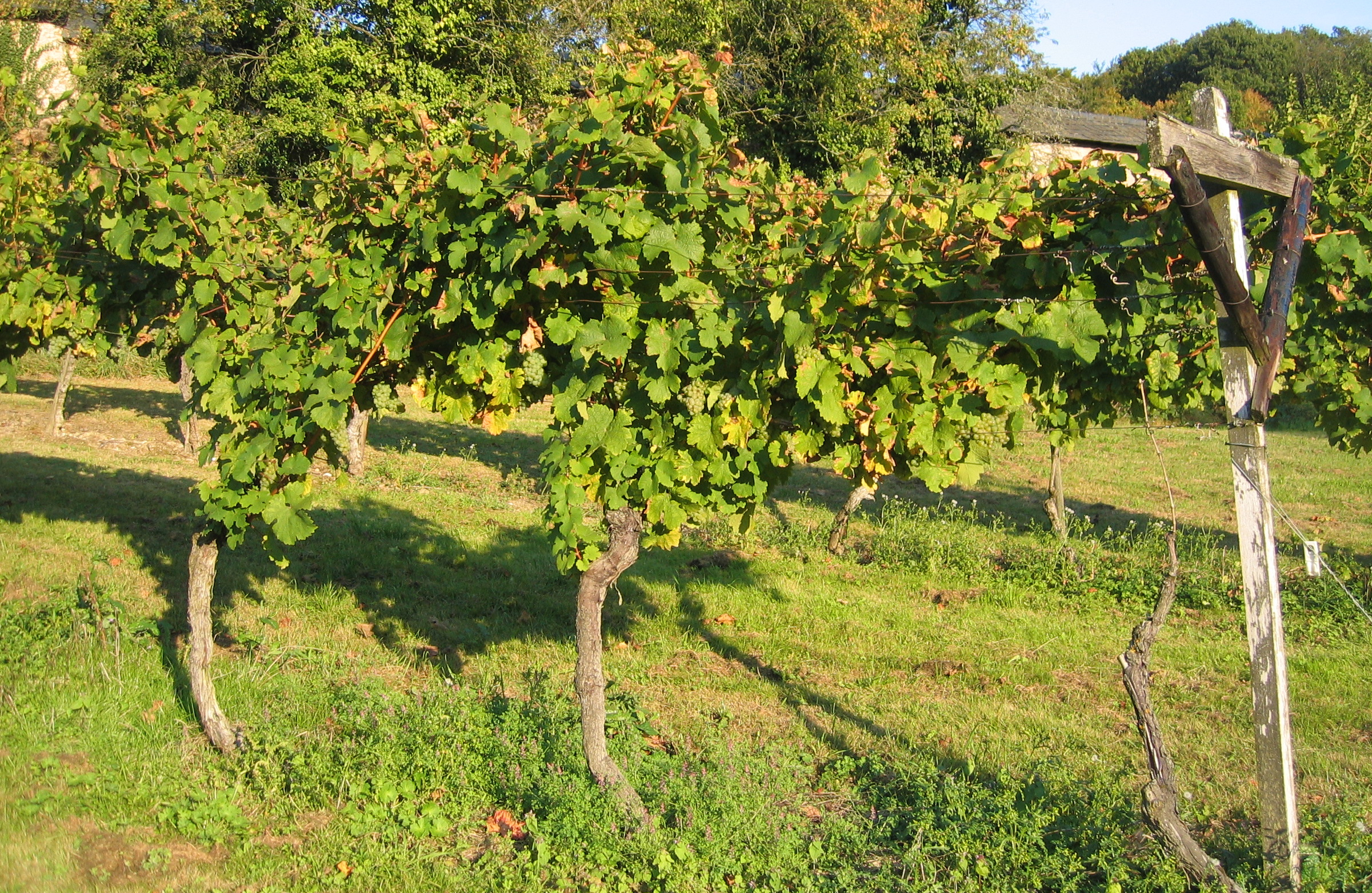
Vignes en hautains du Pfälzer Kammerbau dans le Palatinat, méthode culturale utilisée jusqu'au XVIIIe siècle.
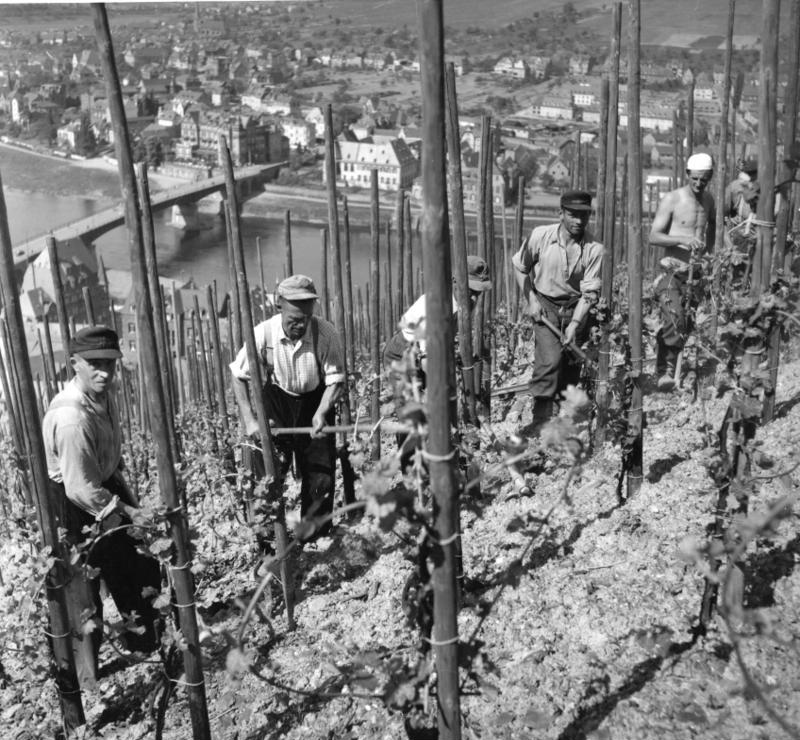
Vignoble de Moselle sur hautain mort, en mai 1954 (Deutsches Bundesarchiv).
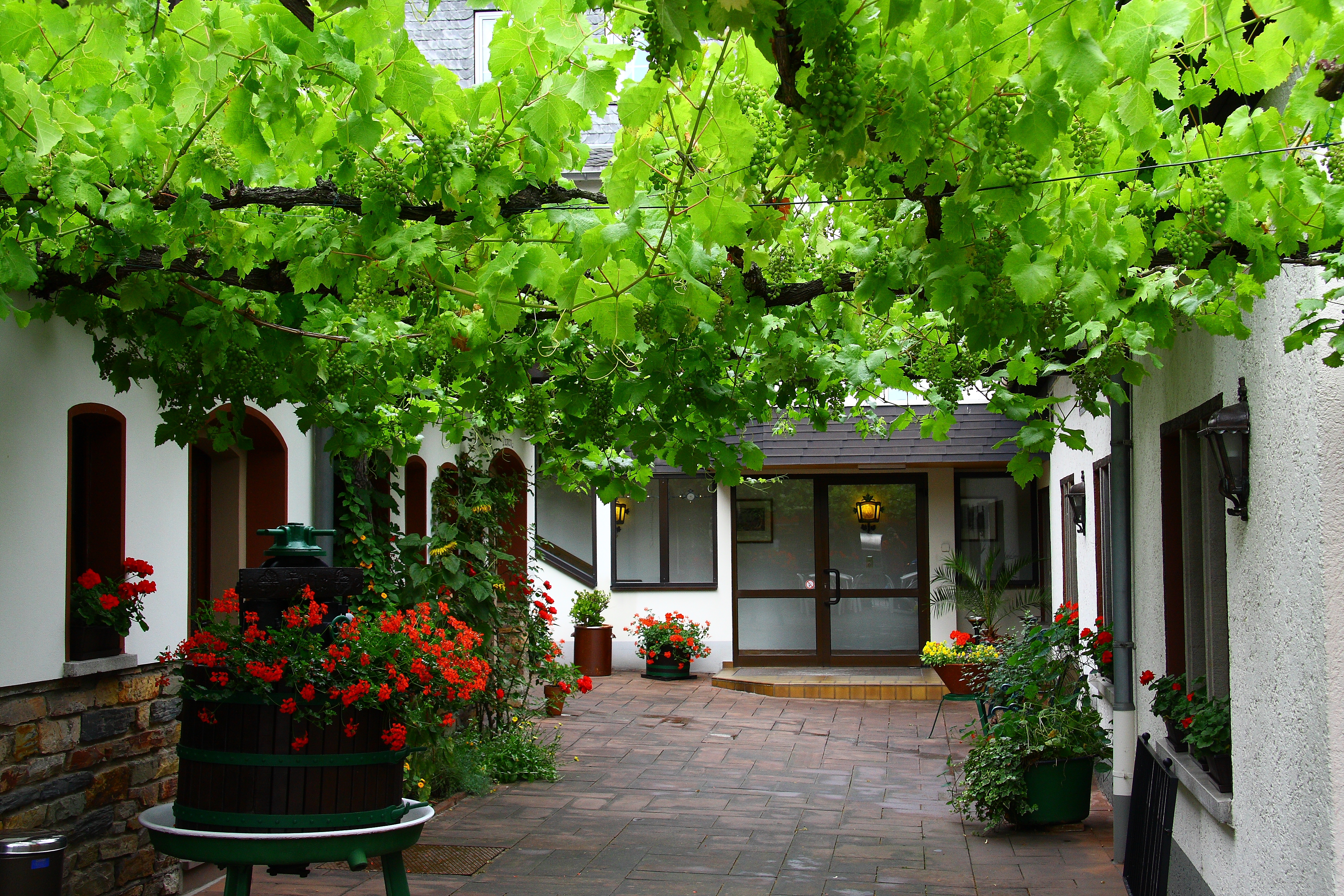
Treille à Rüdesheim am Rhein.

### Suisse
Dans le Vignoble du canton de Genève, la culture en hautains était pratiquée sous le nom de hûtins, terme que l'on retrouve dans plusieurs noms locaux ou de voies de circulation, par exemple le chemin des Hutins-Goulus (c'est-à-dire non taillés) à Genthod. On trouve mention de ces cultures dans l'atlas cantonal de Mayer 1828-1831  

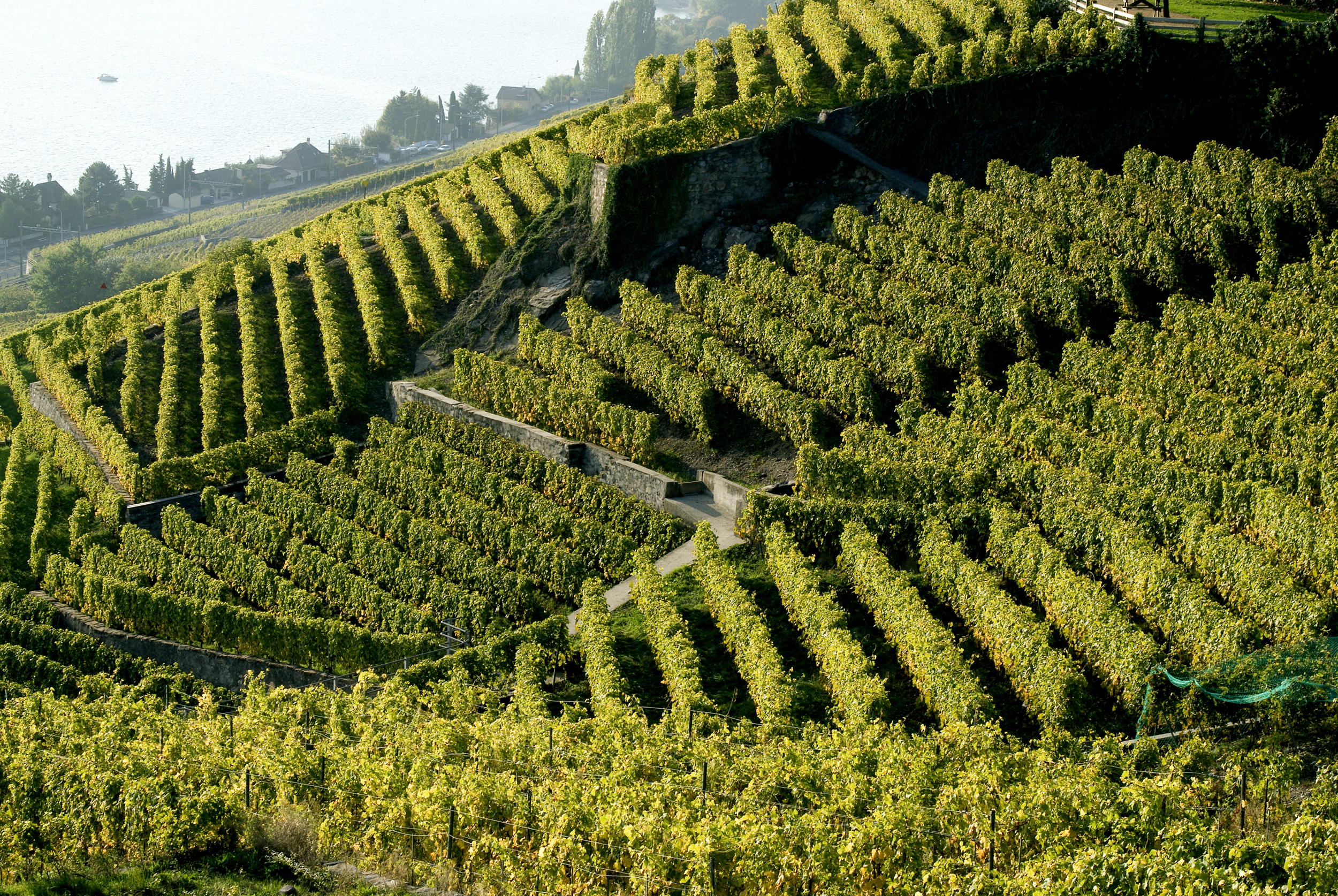
Lavaux, vignoble et hautains et en terrasses.
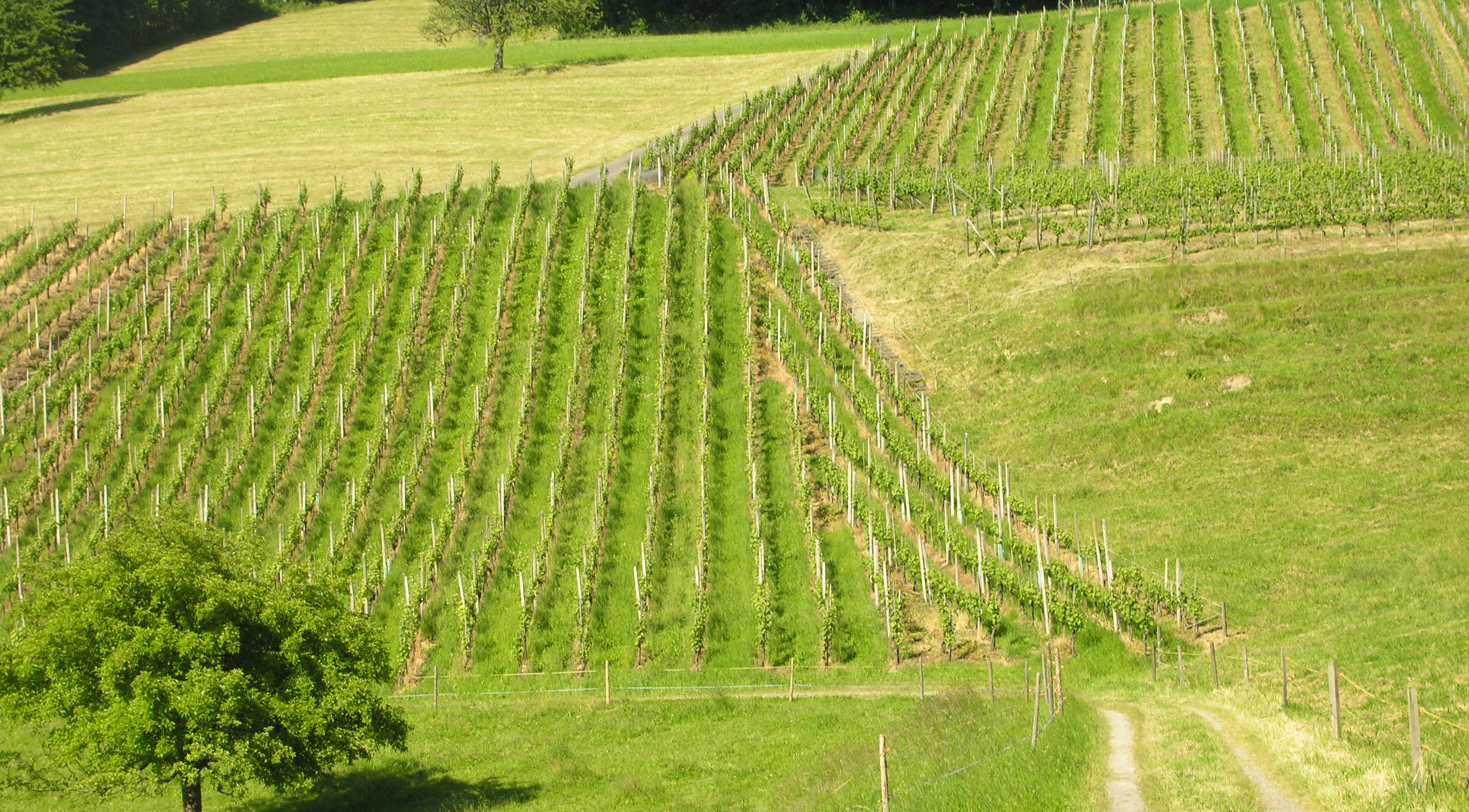
Hautain de vignes dans le canton de Zurich.
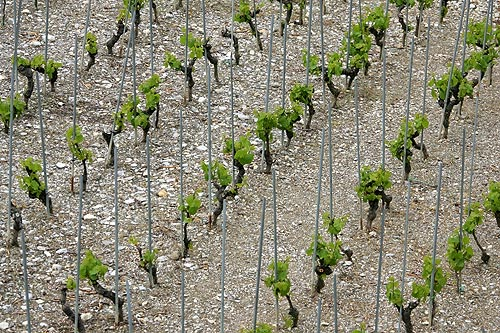
Plants de fendant à Loèche (Valais) menés sur échalas.

### Grande-Bretagne

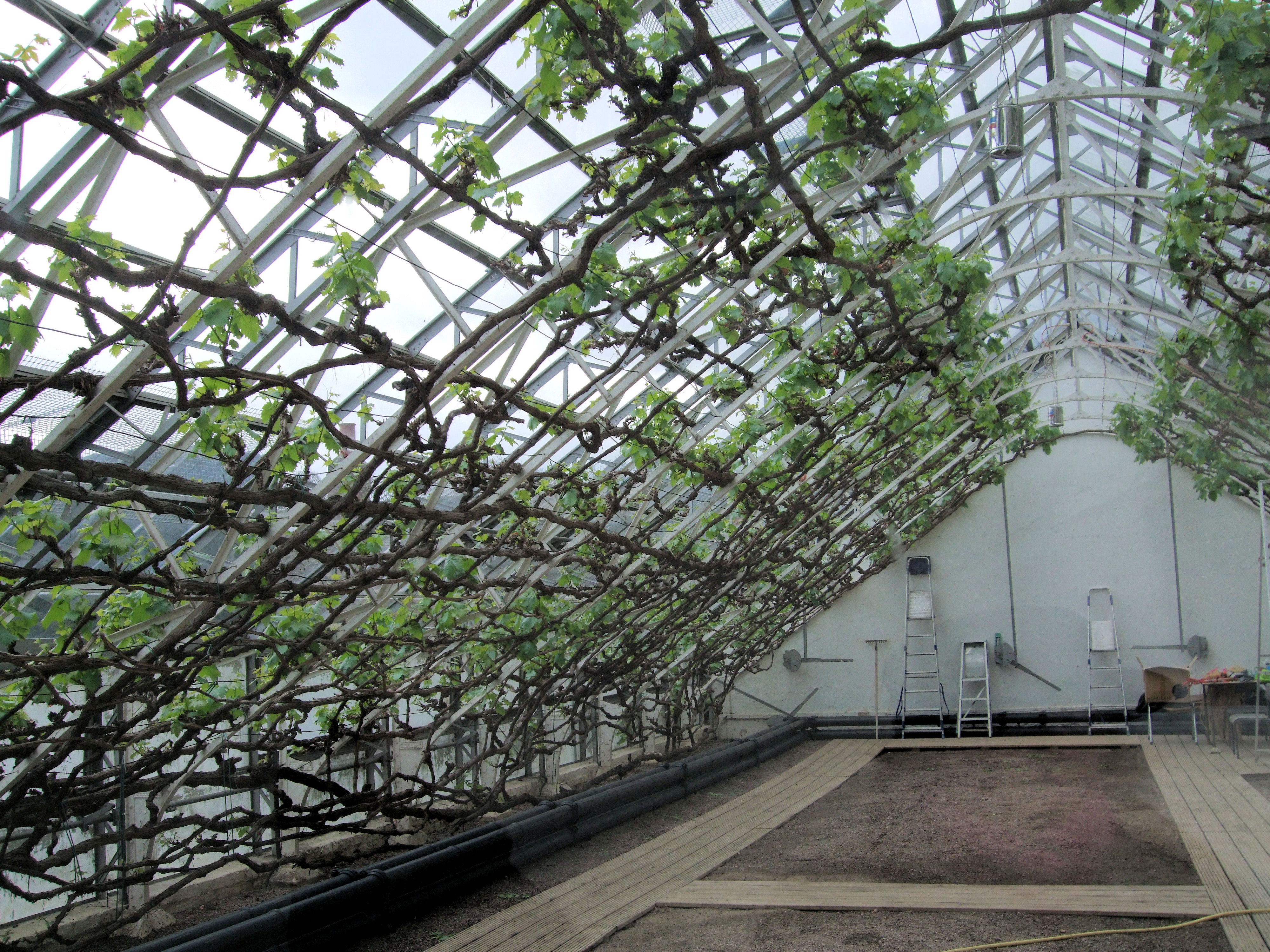
Vignes sous serre à Great Vine House, Hampton Court, Londres.
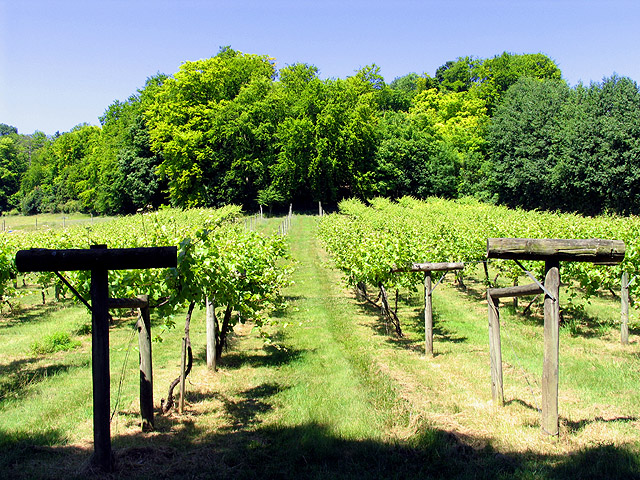
Vignes conduites sur cruzeta à Bozedown près de Whitchurch-on-Thames.
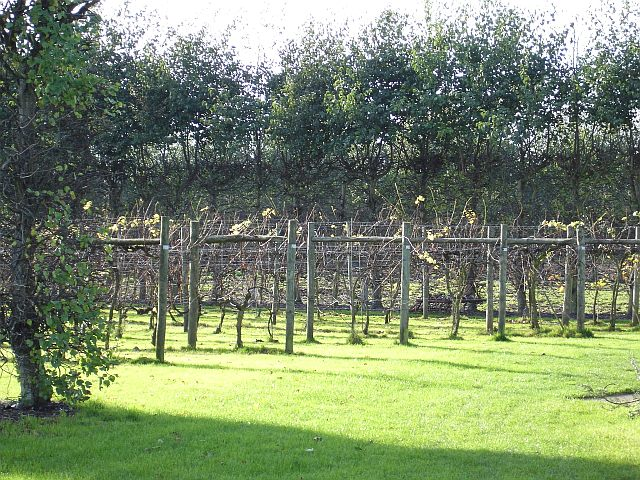
Vignes hautes dans le vignoble de Bearsted.

### Europe de l'Est
Les travaux et Les recherches de Henri Enjalbert lui ont permis de déterminer que l'Albanie, les îles Ioniennes de la Grèce, et sud de la Dalmatie dans l'actuelle Bosnie-Herzégovine peuvent avoir été le dernier refuge européen de la vigne, après l'ère glaciaire.
Mais à partir de la mise en place du régime soviétique, dans tous les pays de l'Europe de l'Est, les différents modes de conduite ont été éliminés par une standardisation drastique. Tous les vignobles y étaient menés de façon identique « avec les mêmes écartements de 3 mètres, le même palissage en piquets béton avec 1, 2 ou 3 fils, l'ensemble étant adapté au modèle unique de tracteur ».

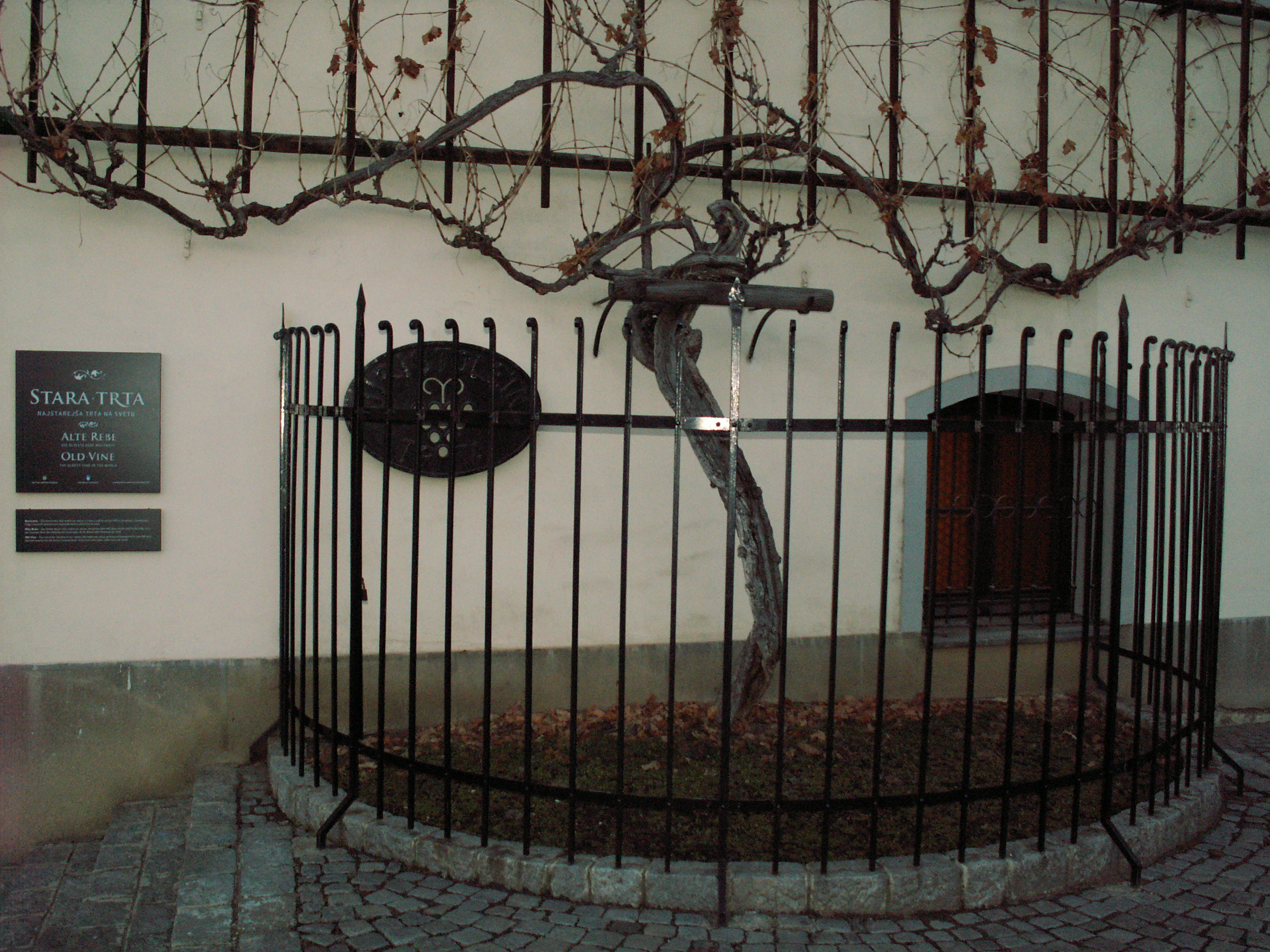
La stara trta de Maribor, la plus vieille vigne du monde (Slovénie).
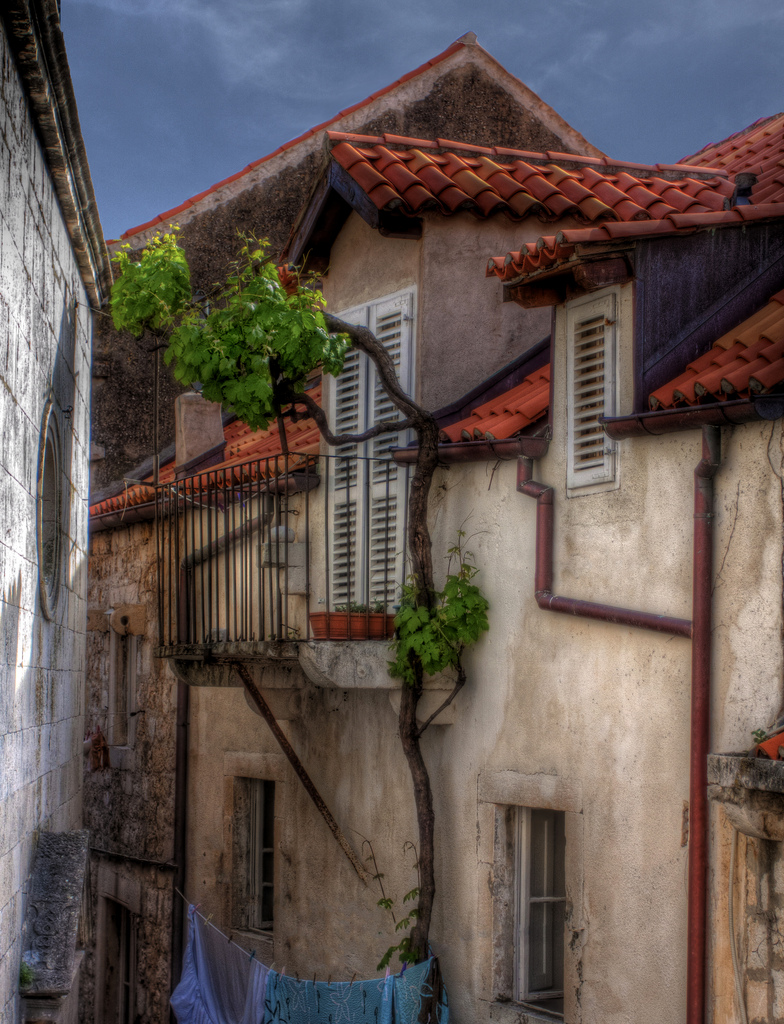
Hautain à Dubrovnik (Croatie).
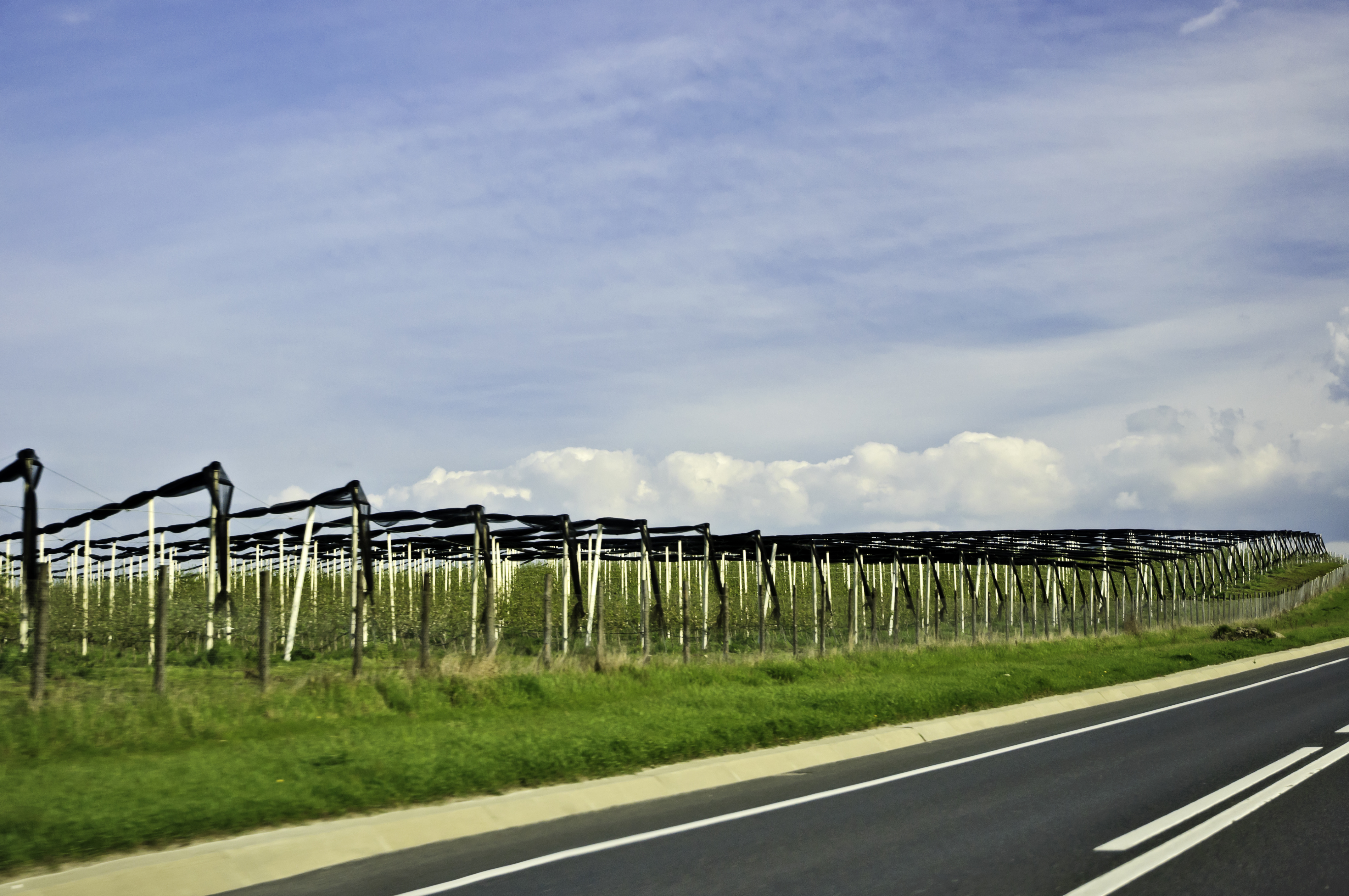
Vignes de Transylvanie en conduite haute (Roumanie).

### Amérique
Dans les vignobles du Nouveau Monde, il va sans dire les émigrants ont utilisé, pour leurs nouveaux vignobles, les mêmes méthodes de conduites qui étaient les leurs en Europe. Si les vignobles en gobelet furent majoritaires en Californie ou dans la région de Concepcion au Chili, les vignes en hautains, de type treilles ou pergolas foisonnèrent en Amérique latine espagnole, sous le nom de parral, dans le sud du Brésil où elles furent nommées Latadas, grâce aux émigrants d'Italie du nord, du Portugal ou de l'Espagne du sud notamment.

#### Amérique du Nord

##### Canada

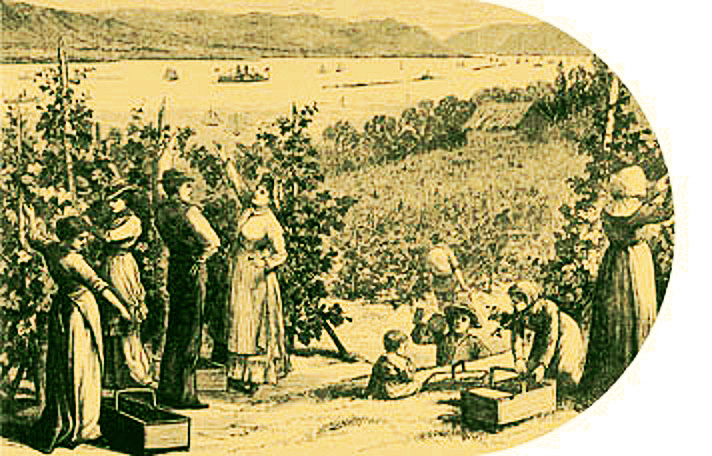
La récolte du raisin sur hautain au Québec à la fin du XIXe siècle.

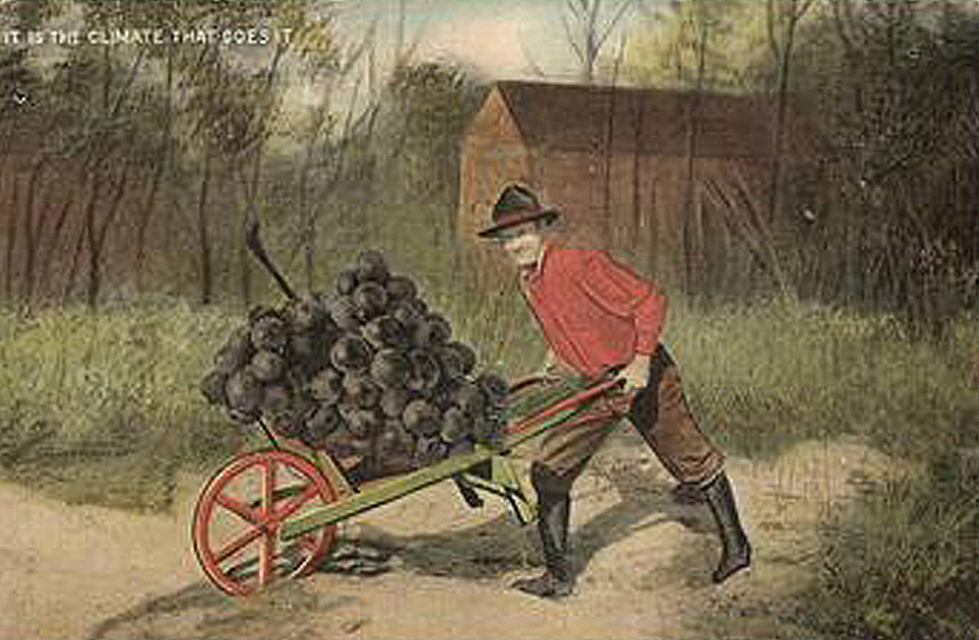
Une vendange vraiment inespérée, ou bien rêvée...

Lorsque Jacques Cartier explora le fleuve Saint-Laurent, il nota la présence de vignes sauvages (vitis riparia) sur l'île d'Orléans, en Nouvelle-France et c'est pour cette raison qu'il lui donna le nom d'L’Isle de Bacchus, en 1535, une référence au dieu romain de l'ivresse,.
En 1608, quand Samuel de Champlain s'installa sur le site de la future ville de Québec, il y planta des vignes françaises (vitis vinifera) et constata qu'elles périrent au cours de l'hiver. De petits vignobles apparurent tout de même dans la colonie au fil du temps. On continua donc les vinifications avec les vignes arbustives locales mais, en 1664, force fut de constater qu'elles ne donnaient qu'un vin âcre et teinturier. Les colons se mirent à faire du vin avec le raisin sauvage mêlé à d'autres petits fruits. Ce ne fut pas meilleur.
Lors de la conquête par l'Angleterre et jusqu'à la Confédération, en 1867, ce furent les alcools qui prirent le pas sur le vin. Mais un renouveau eut lieu dans le dernier quart du XIXe siècle. La viticulture qui avait vivoté jusqu'en 1864, prit son essor quand le gouvernement du Québec subventionna la culture de la vigne en faisant venir des hybrides des États-Unis. En Montérégie, dans les années 1880, Charles Gibbs de Saint-Paul-d'Abbotsford cultiva, sur le versant du mont Yamaska, 47 variétés de raisins provenant d'hybrides nord-américains et de croisements européens. Il a en pépinière 30 000 plants de vignes mais ne vinifie pas lui-même.
À la fin du XIXe siècle et au début du XXe, les échanges ayant repris avec la France, l'exportation du vin augmenta de façon constante. Les années de guerre et la prohibition aux États-Unis firent privilégier les échanges avec l’Europe. La viticulture québécoise périclita. Elle fut sauvée par l'arrivée d'immigrants comme les Italiens, les Portugais et les gens d’Europe centrale, qui se lancèrent dans la culture de la vigne.
Joseph-O. Vandal est considéré comme le père de la viticulture moderne au Québec. Avec quelques collaborateurs, il fonda le 2 novembre 1979 l’association des viticulteurs du Québec dont les objectifs sont le développement et la promotion de la viti-viniculture au Québec. Pour ce faire, le Vignoble communautaire de Bourg-Royal à Charlesbourg fut planté en 1983. Avec l’aide de Mario Cliche, enseignant à l’Institut de technologie agroalimentaire de Saint-Hyacinthe et lui-même spécialisé dans les croisements de la vigne, il développa en 1985, soit au bout de quarante ans de labeur, le premier véritable hybride rustique de vigne : le vandal-cliche. Ce cépage blanc a été obtenu à partir des cépages grands-parents aurore, chancellor, Prince of Wales et vitis riparia. Le plant atteint à maturité une hauteur de 2 m et une largeur de 1 m,.

##### États-Unis

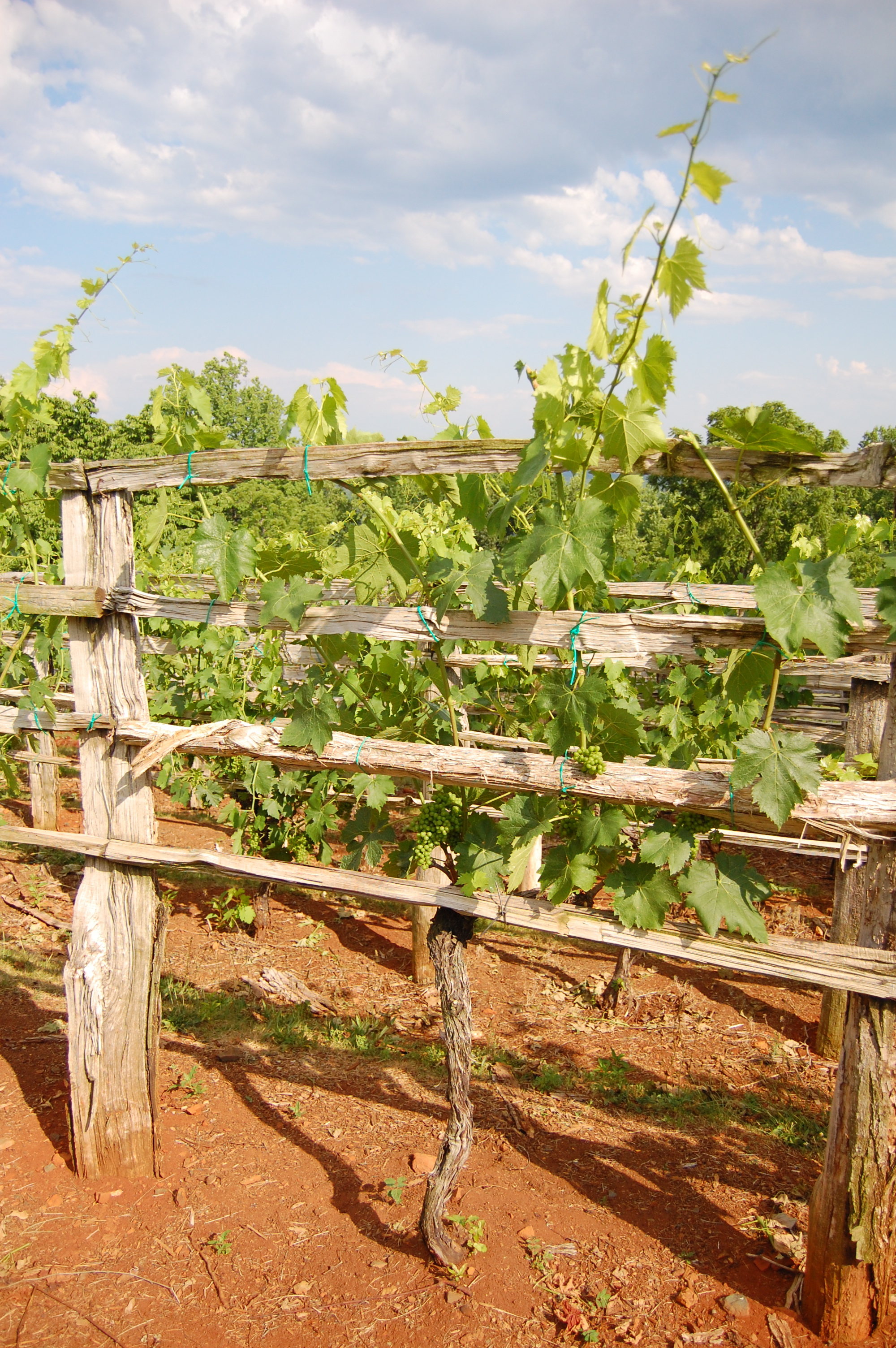
Vignes de sangiovese palissées en hauteur à Monticello.

Le continent nord-américain possède plusieurs espèces indigènes de vignes, dont Vitis labrusca, Vitis riparia, Vitis rotundifolia, Vitis vulpina et Vitis amurensis. Ces vignes arbustives ne produisent que des vins médiocres. Ce n'est qu'avec l'introduction de la Vitis vinifera par un colon français que le secteur vinicole prit son essor
Sur la côte Est, le peuple Iroquois s'était établi au centre de la région des forêts de l'Amérique du Nord, milieu intermédiaire entre l'environnement arctique, qui prévaut à l'extrême nord du continent, et celui des Grandes Plaines, qui s'étendent jusqu'aux montagnes Rocheuses. Ils consommaient, entre autres, le raisin des vignes sauvages, lianes arbustives qui poussaient naturellement sur les brûlis. Cette tradition se retrouve toujours dans l'Iroquois raisin bread.
Ce sont des huguenots français qui furent les premiers à  produire un vin dans ce qui est aujourd'hui les États-Unis, plus exactement dans les environs de Jacksonville, à partir de grappes de scuppernong, entre 1562 et 1564.

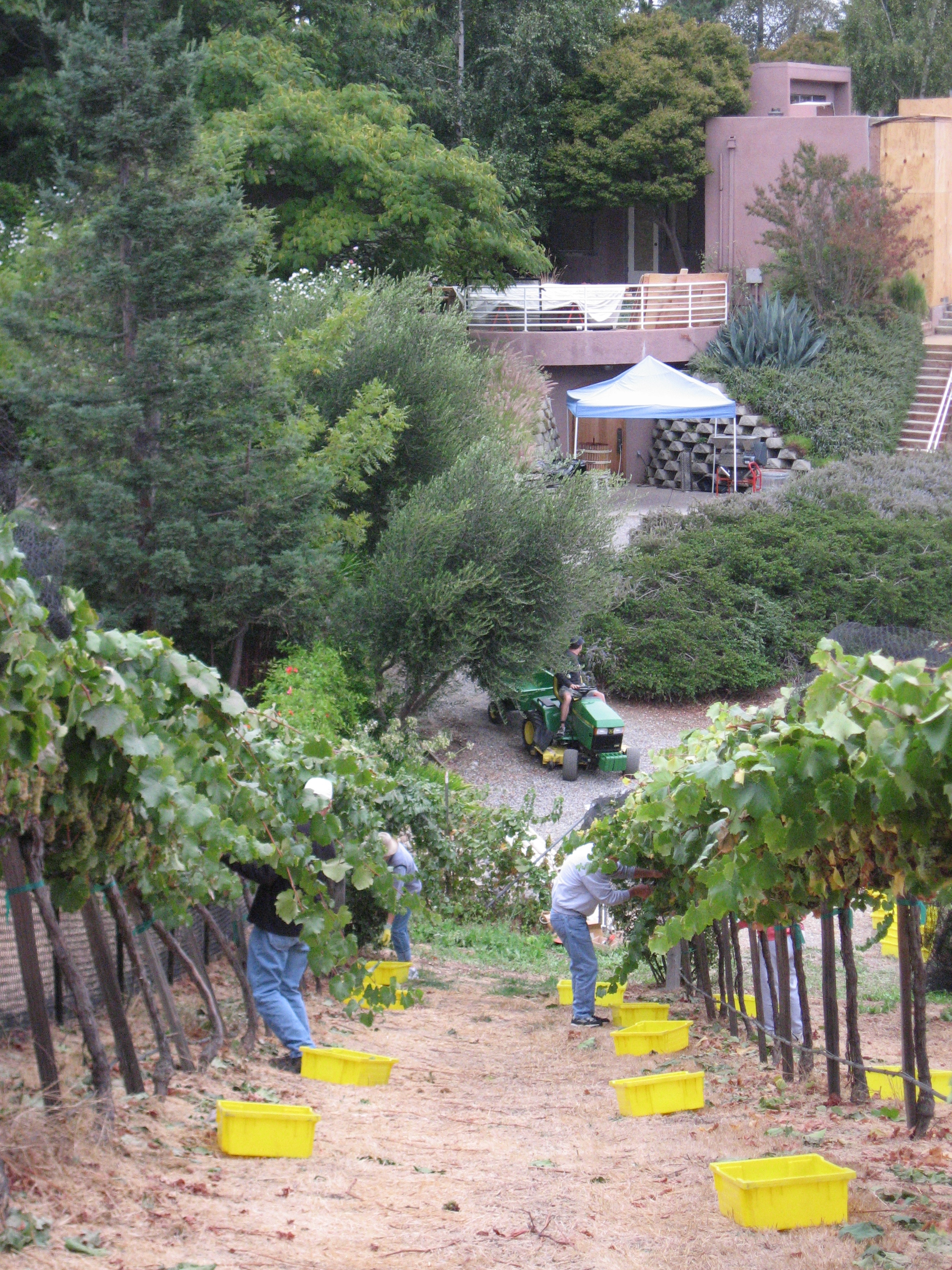
Vendanges à Los Altos sur un vignoble de chardonnay conduit en hautain.

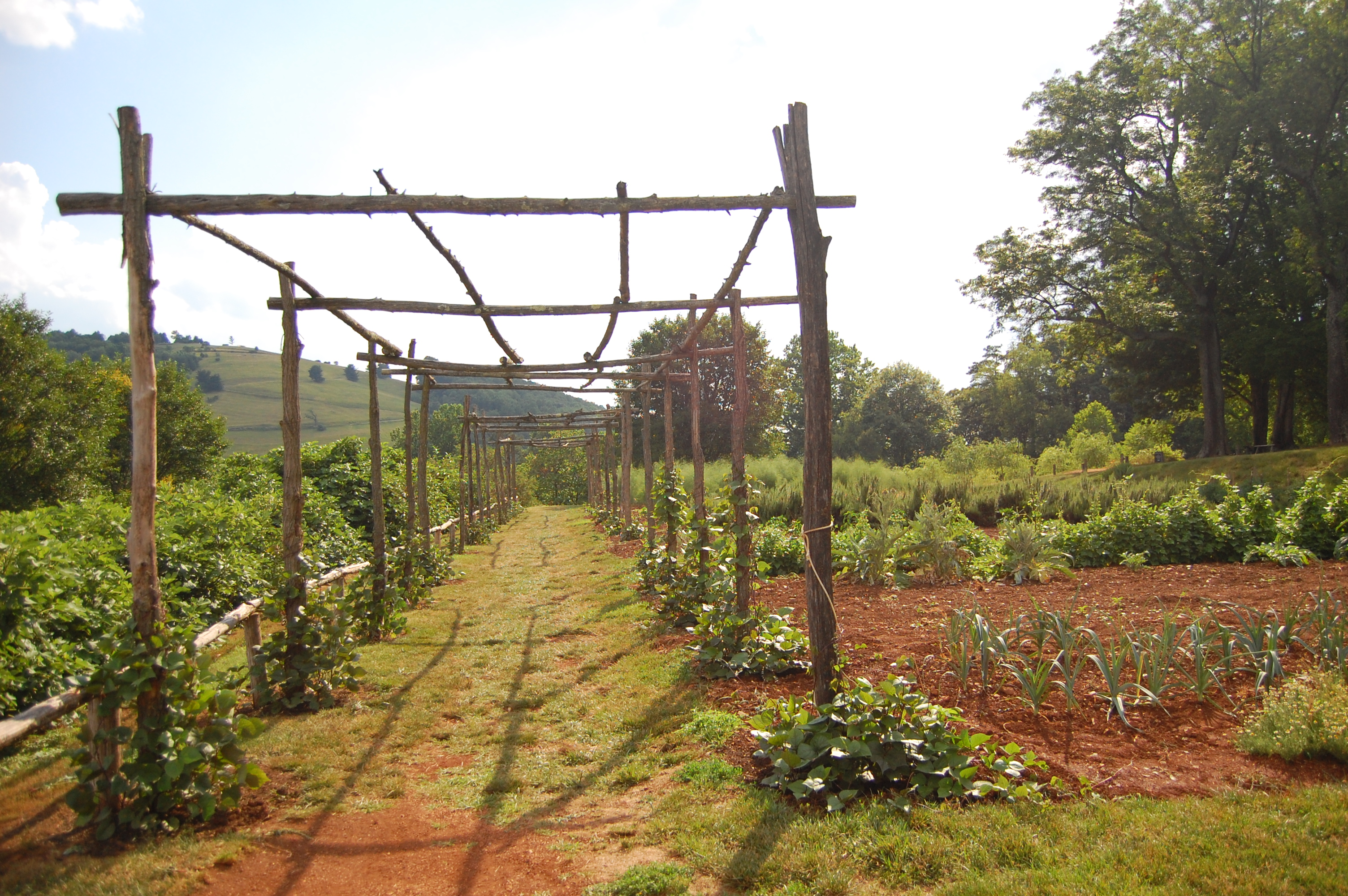
Treille pour vignes arbustives à Monticello.

L'élaboration de vin était un objectif décrit dans la charte des premières colonies américaines, notamment celles de Virginie et des Carolines. Les colons découvrirent rapidement que le vin produit à partir des vignes indigènes avait un goût qu'ils n'appréciaient point. En 1683, William Penn planta un vignoble de Vitis vinifera d'origine française qui aurait été croisé avec un Vitis labrusca indigène, créant un hybride producteur direct, l'alexander. Le président Thomas Jefferson, un œnophile avéré qui dépensa 7597 dollars lors de son premier mandat en vins (français pour la plupart), tenta de nombreuses expériences viticoles dans son domaine de Monticello, en Virginie. En 1807, il y plante 287 pieds de vignes de 24 variétés européennes, auxquels il ajoute plus tard les variétés indigènes Vitis labrusca et Vitis rotundifolia.
L'une des premières exploitations viticoles aux États-Unis fut fondée en 1806 dans l'Indiana, et produisit du vin à partir de Vitis labrusca. De nos jours, les vignes hybrides franco-américaines conduites en hautain restent une spécialité de la côte Est des États-Unis.

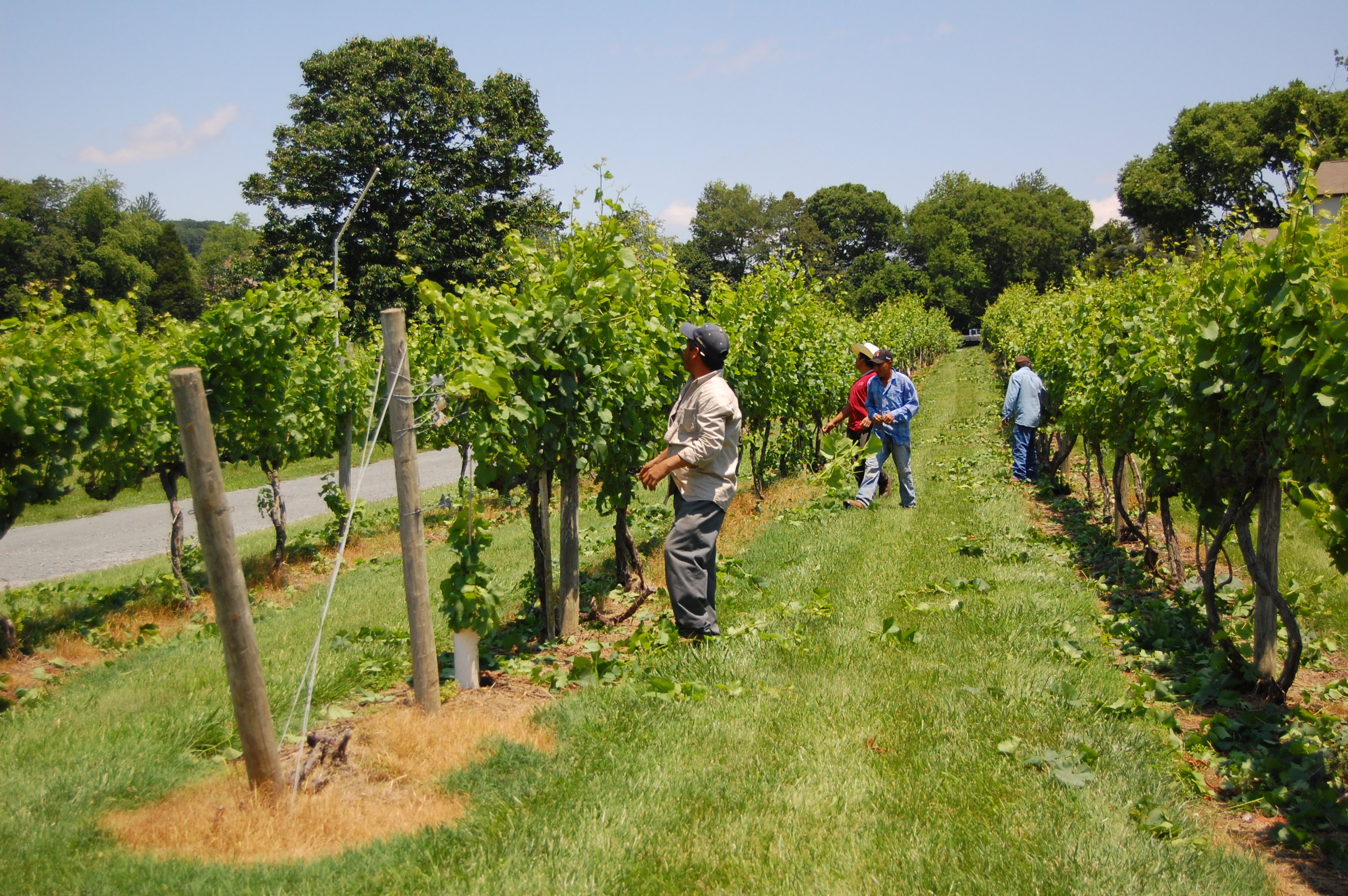
Vignoble de Pearmund Cellars, Broad Run, Virginie.
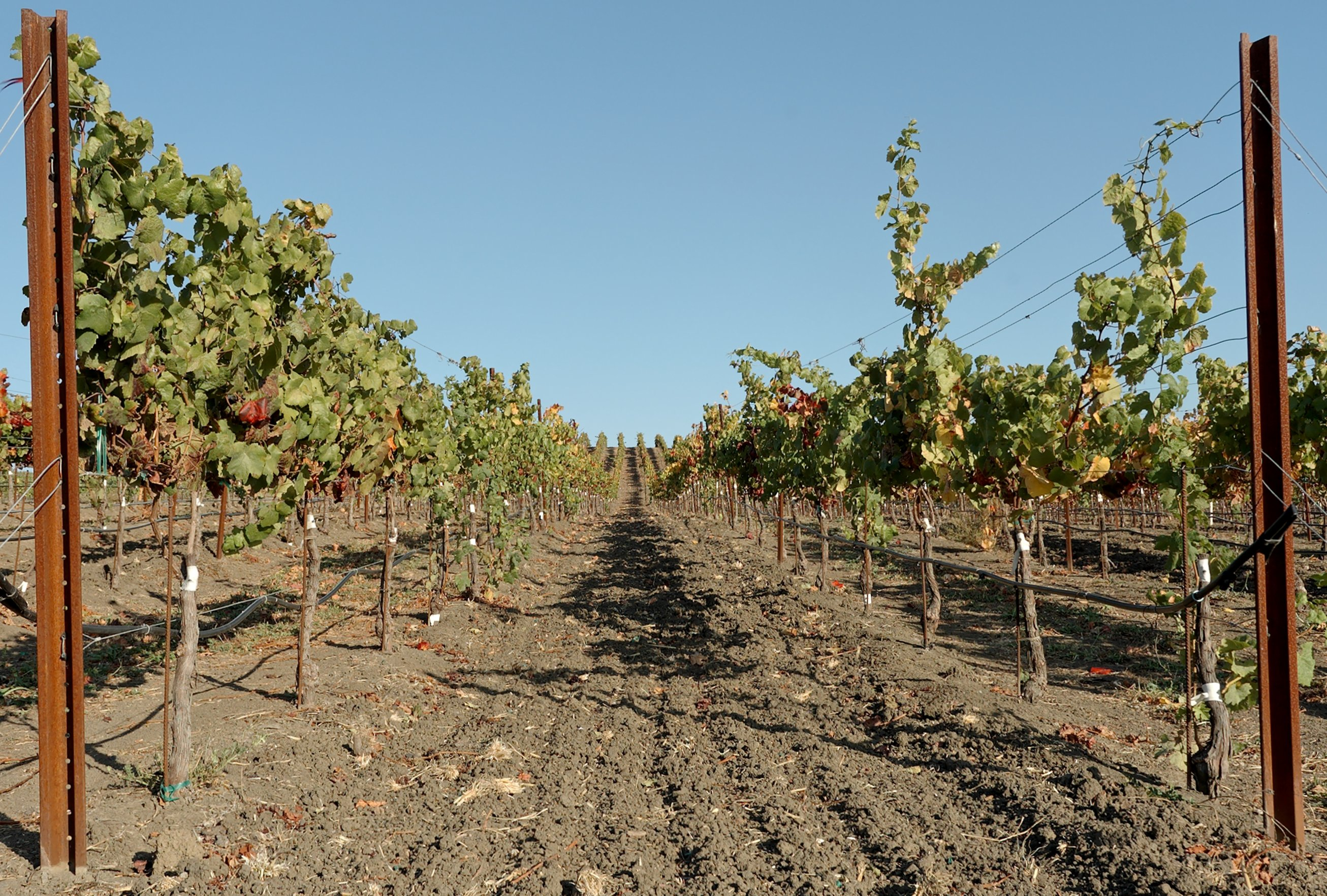
Vignoble de Napa Valley.
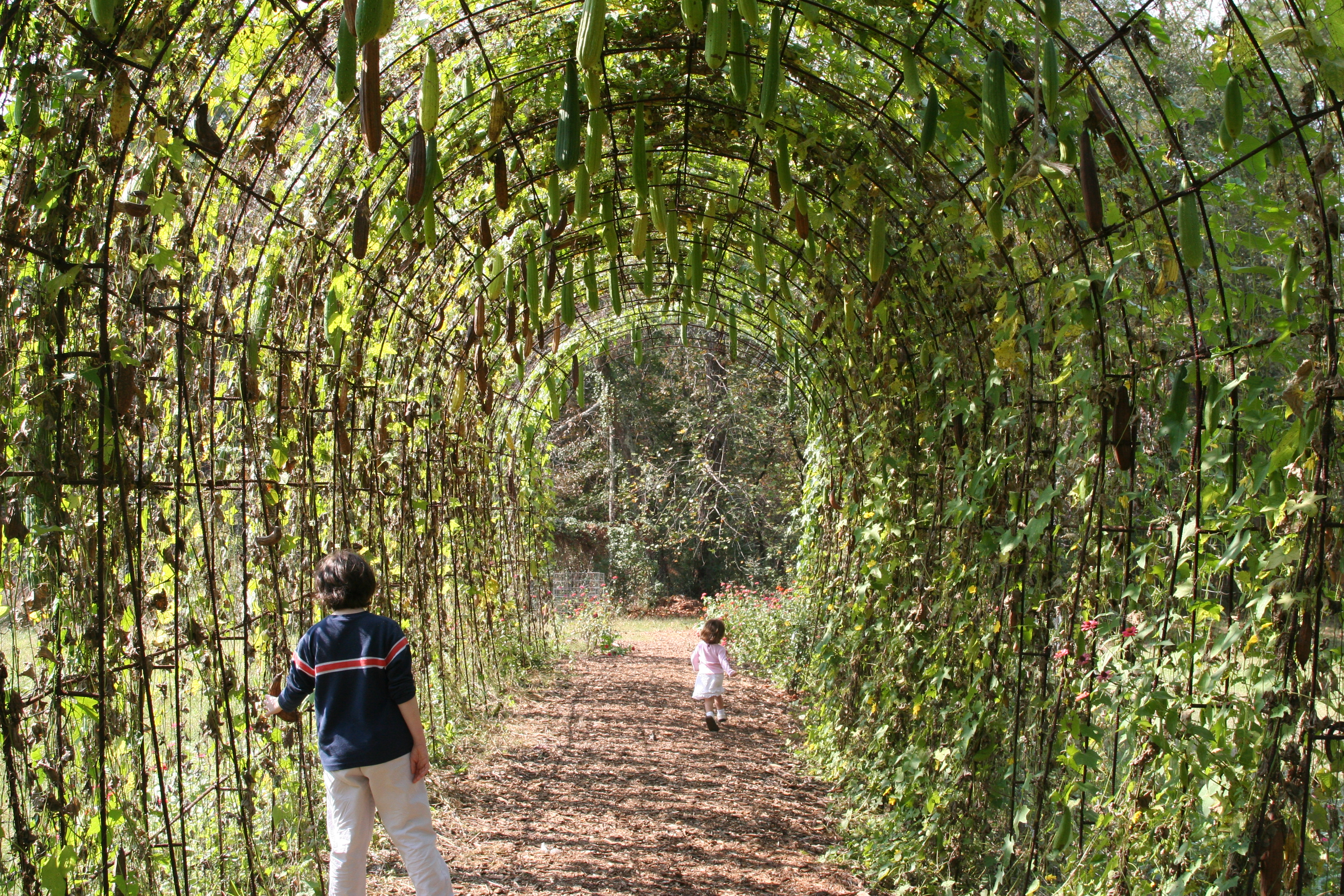
Galerie de vignes à Newman, Géorgie.
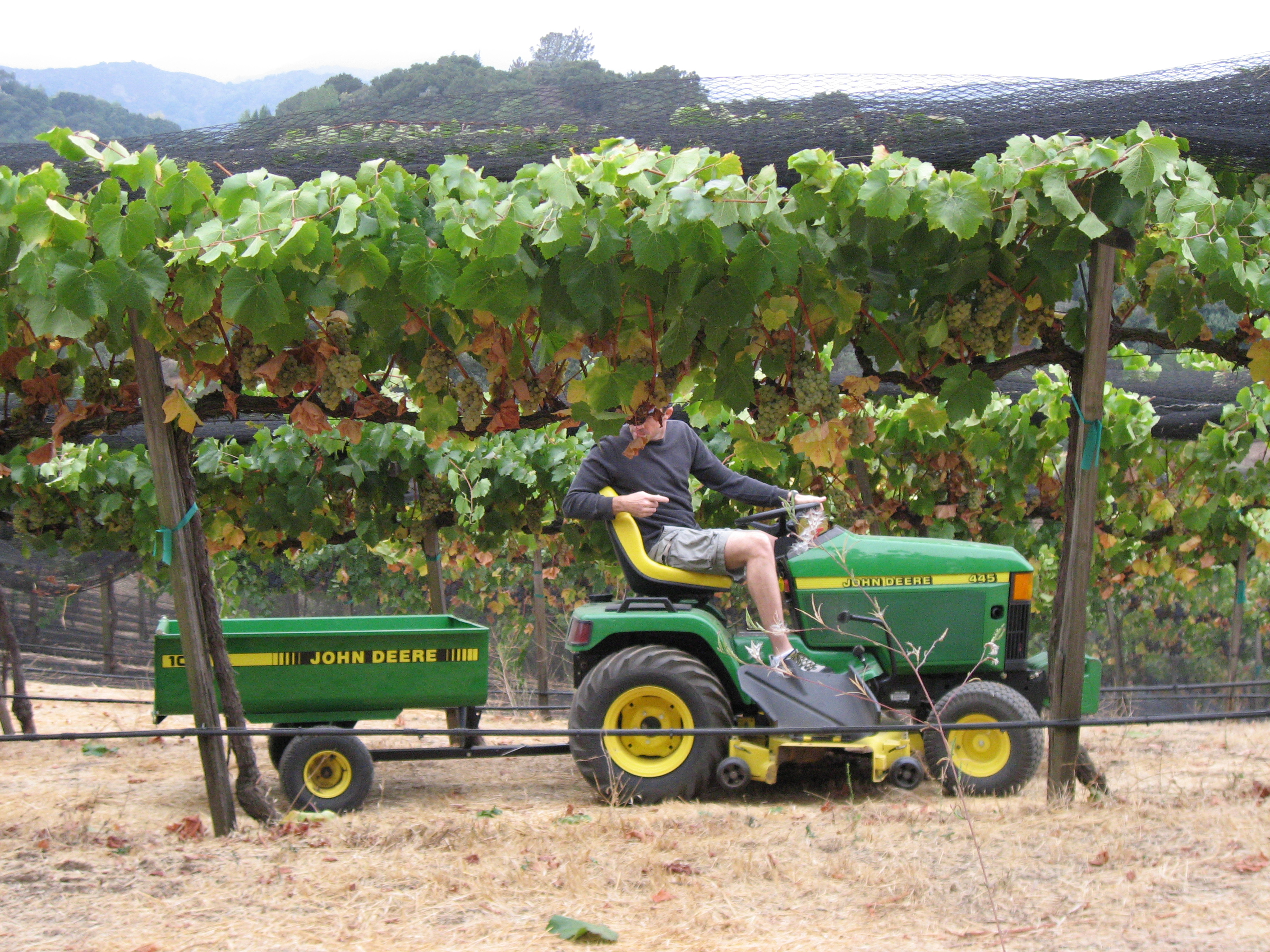
Tracteur vigneron dans une vigne en hautain à Los Altos.

La première exploitation viticole de Californie fut fondée en 1769 par le missionnaire franciscain Junípero Serra, près de San Diego. D'autres missionnaires contribuent à la plantation de vignes plus au nord, et le premier vignoble de Sonoma fut planté vers 1805. La Californie compte deux vignes indigènes, dont les raisins ne produisent que des vins de faible qualité. En 1870, dans un journal agricole français, le rédacteur notait qu'en Californie, une vigne sauvage poussait en hautain dans des terrains peu boisés et généralement sableux : « La vigne indigène déploie un luxe de végétation dont la description, faite de visu par un membre de la Société de géographie de Paris à une de ses assemblées, l'année dernière, émerveilla l'auditoire. M. Simonin parla de ceps qui portent des grappes du poids de 8 à 10 kilogrammes. Ces vignes, lourdement chargées, trouvent des supports à leur taille parmi les arbres géants dont un cercle de 12 et même de 15 personnes peut à peine embrasser le tronc. Nous sommes resté dans l'ignorance en ce qui concerne les qualités des fruits de ces superbes pieds de vigne ».

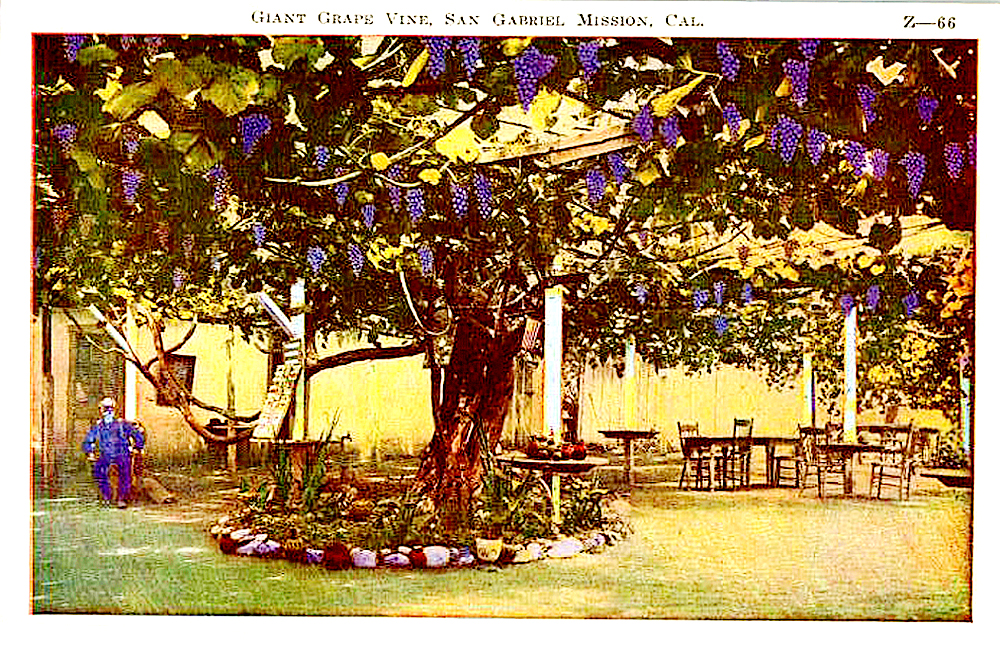
Vigne sur hautain à la mission Saint-Gabriel, Californie, dans les années 1900.

Mais les missionnaires savaient et utilisèrent donc un cépage noir aujourd'hui connu sous le nom de mission, qui selon les ampélographes est identique à la criolla chica cultivée en Argentine. Bien qu'étant un cultivar de Vitis vinifera, cette variété ne produit que des vins de qualité fort moyenne. À la fin des années 1820, à Los Angeles, le colon français Jean-Louis Vignes, frustré par la qualité médiocre des vins de cépage mission, décida d'utiliser des pieds de Vitis vinifera de qualité.

#### Amérique du Sud

##### Argentine
Les vignes en hautains, sur espaliers ou en gobelets furent les trois méthodes les plus utilisées en viticulture à Mendoza et à San Juan, dès 1561, date de leurs fondations par les conquérants espagnols, et jusqu'à la modernisation de la viticulture argentine, dans les années 1870. L'étude menée par Pablo Lacoste a révélé que 97 % des ceps ont été cultivés en vignes basses et seulement 3 % en vignes hautes. Dans le premier cas, les trois-quarts étaient conduits en gobelet, pour le quart restant les sarments étaient liés à des tiges de saule et peuplier. Habituellement les cépages noirs étaient conduits en gobelets et les muscats blancs sur espaliers ou sur hautains.

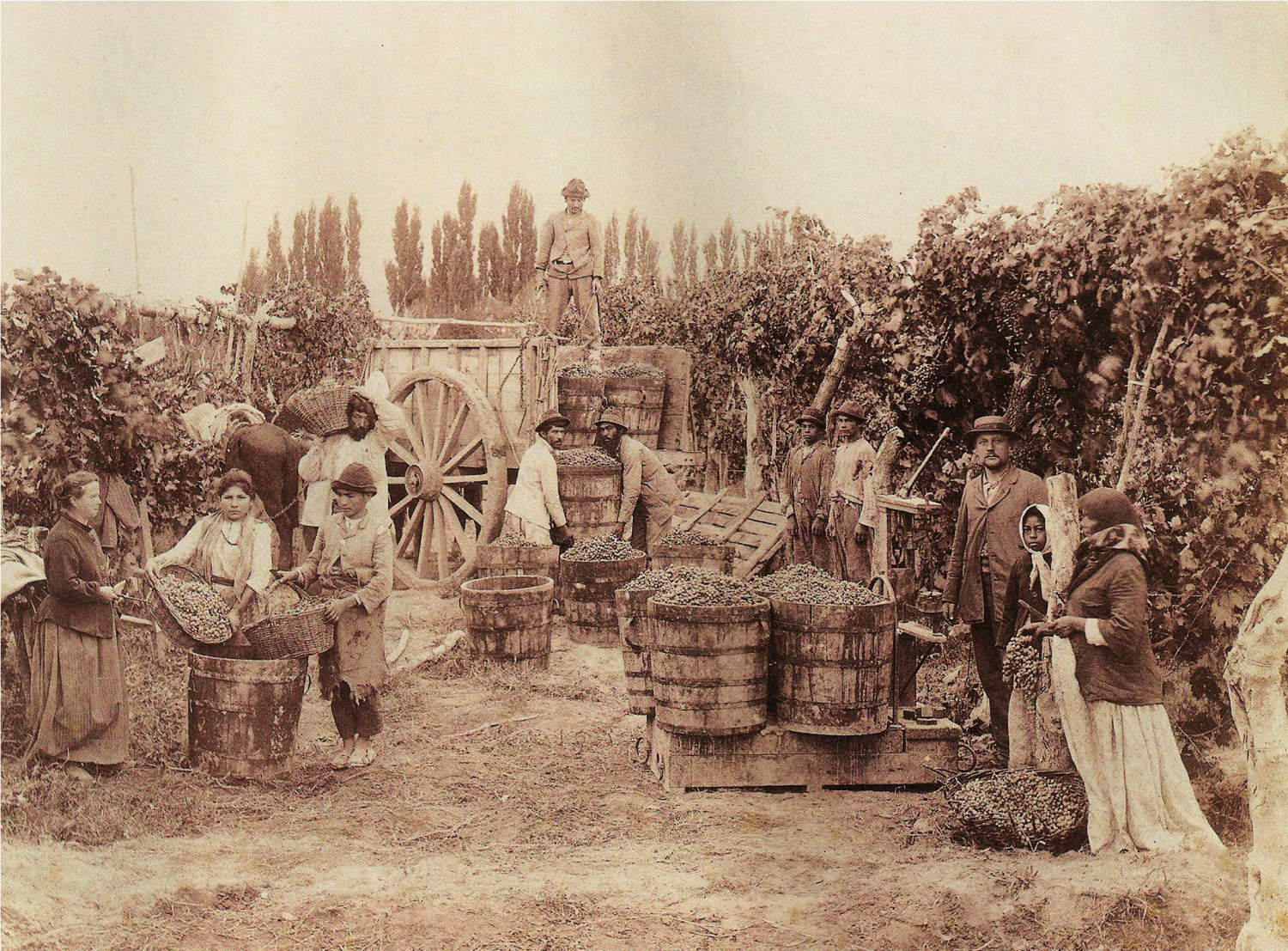
Vendanges sur hautains en Argentine au XIXe siècle.
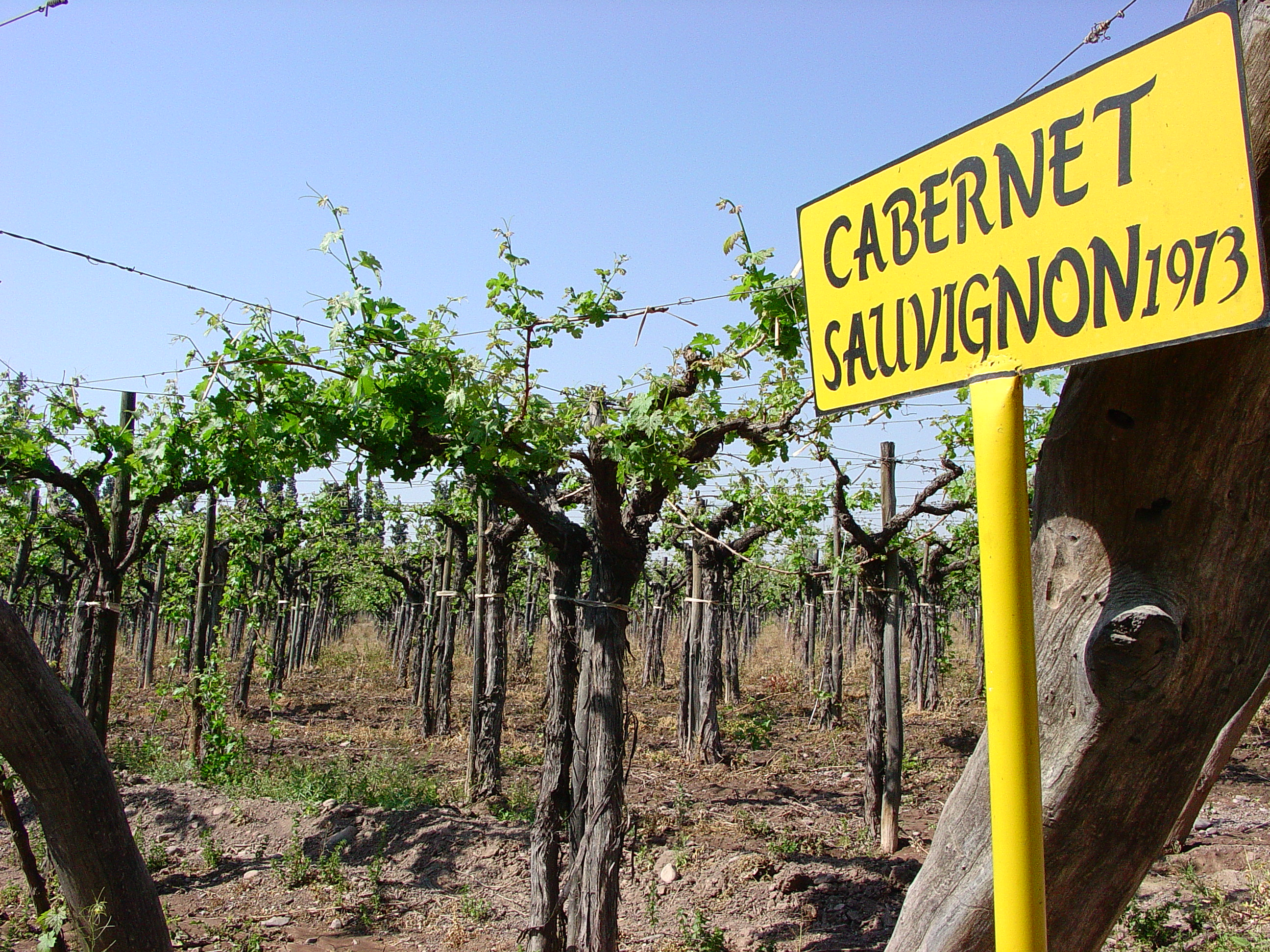
Cabernet Sauvignon mené en hautain (Argentine) 1973.

##### Brésil

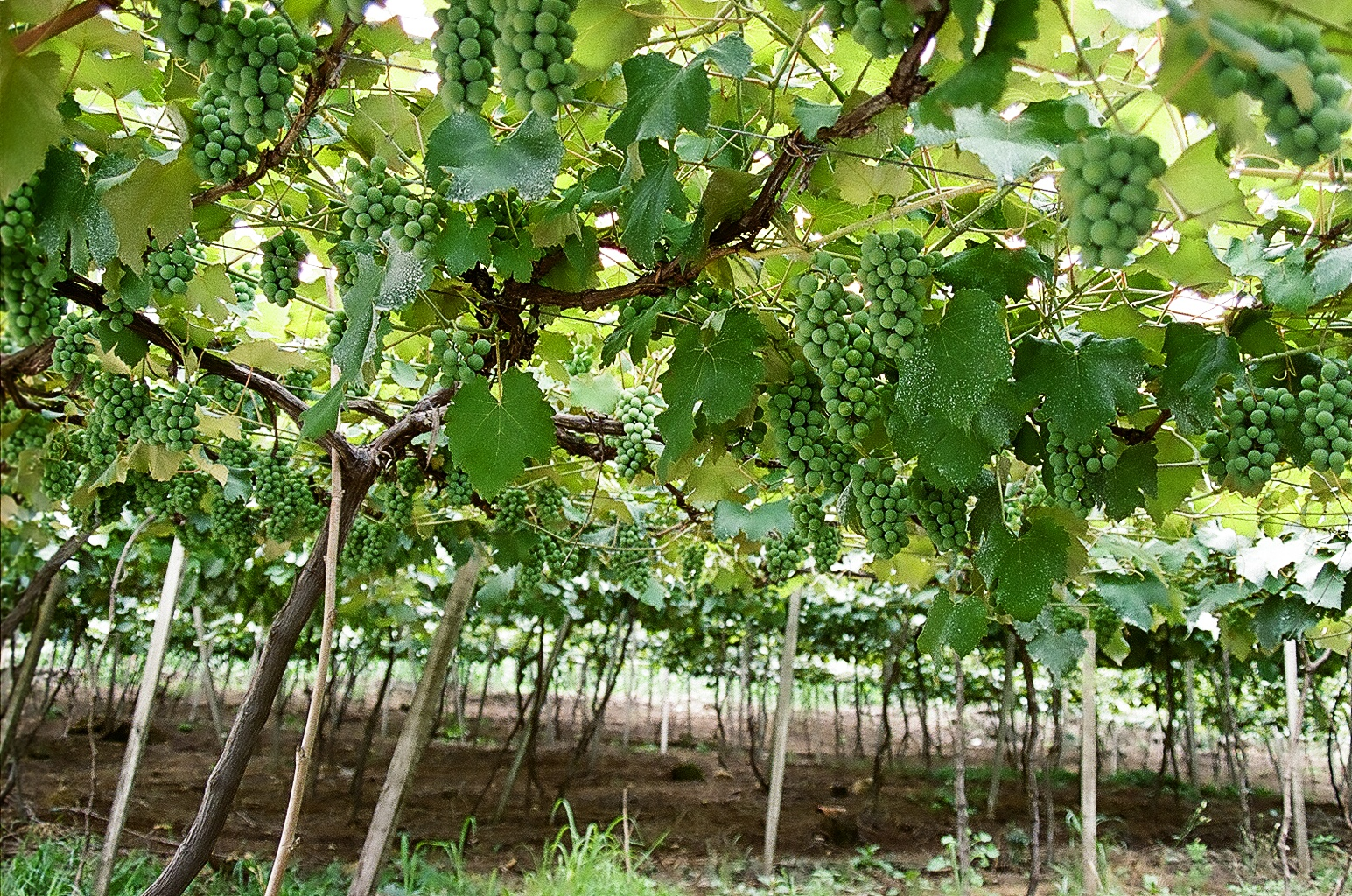
Vignoble conduit en latada.

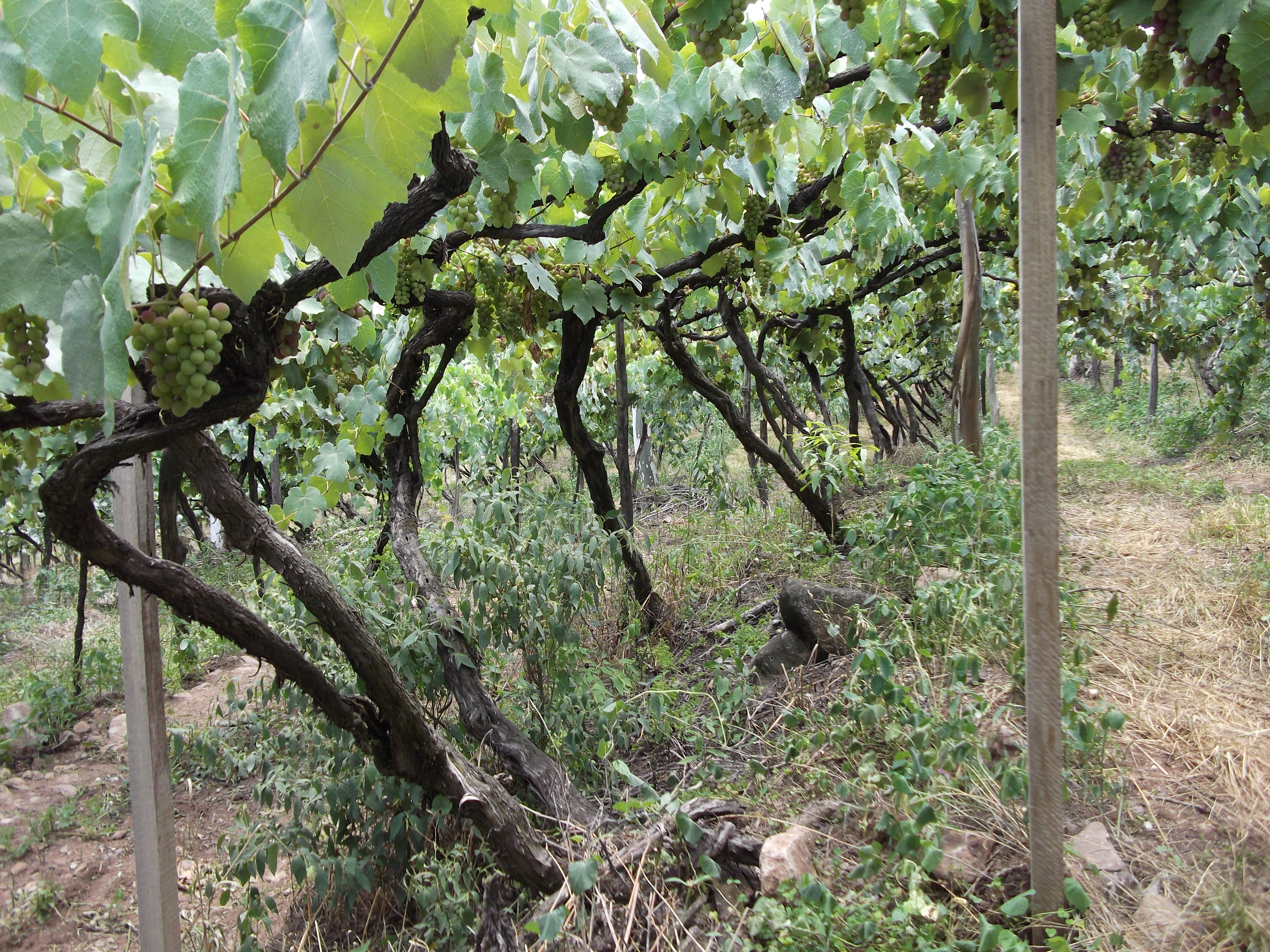
Vignoble conduit en espaldeira.

Le vignoble est conduit en latada, c'est-à-dire sur treillis ou pergola. Dans ce mode de conduite, hérité du Portugal, les sarments sont placés à l'horizontale, comme sur une tonnelle. Le rendement est élevé, et la productivité l'emporte sur la qualité. Les grappes de raisin pendent sous les feuilles et sont moins exposés au soleil. Or le raisin a besoin du soleil pour mieux mûrir, produire du sucre et développer ses arômes. Dans les régions très chaudes et ensoleillées, cet inconvénient est minime, mais dans les régions plus humides la maturation reste insuffisante. Ce problème est courant dans le sud du Brésil, une région de fortes précipitations, ce qui impose de replanter les vignobles avec conduite en espalier.
Dans ce mode de conduite, dit espaldeira au Brésil, les vignes sont plantées verticalement et en rangées parallèles. C'est ici le meilleur système pour obtenir des raisins de qualité. Les grappes conduites en espalier sont non seulement bien exposés au soleil mais n'accumulent pas ou peu d'humidité. Ce type de conduite de la vigne permet une meilleure maturation des baie/s.

##### Chili

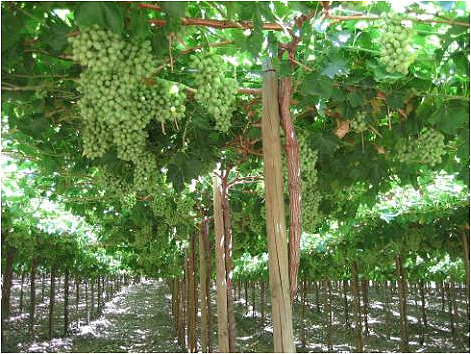
Conduite en parronal.

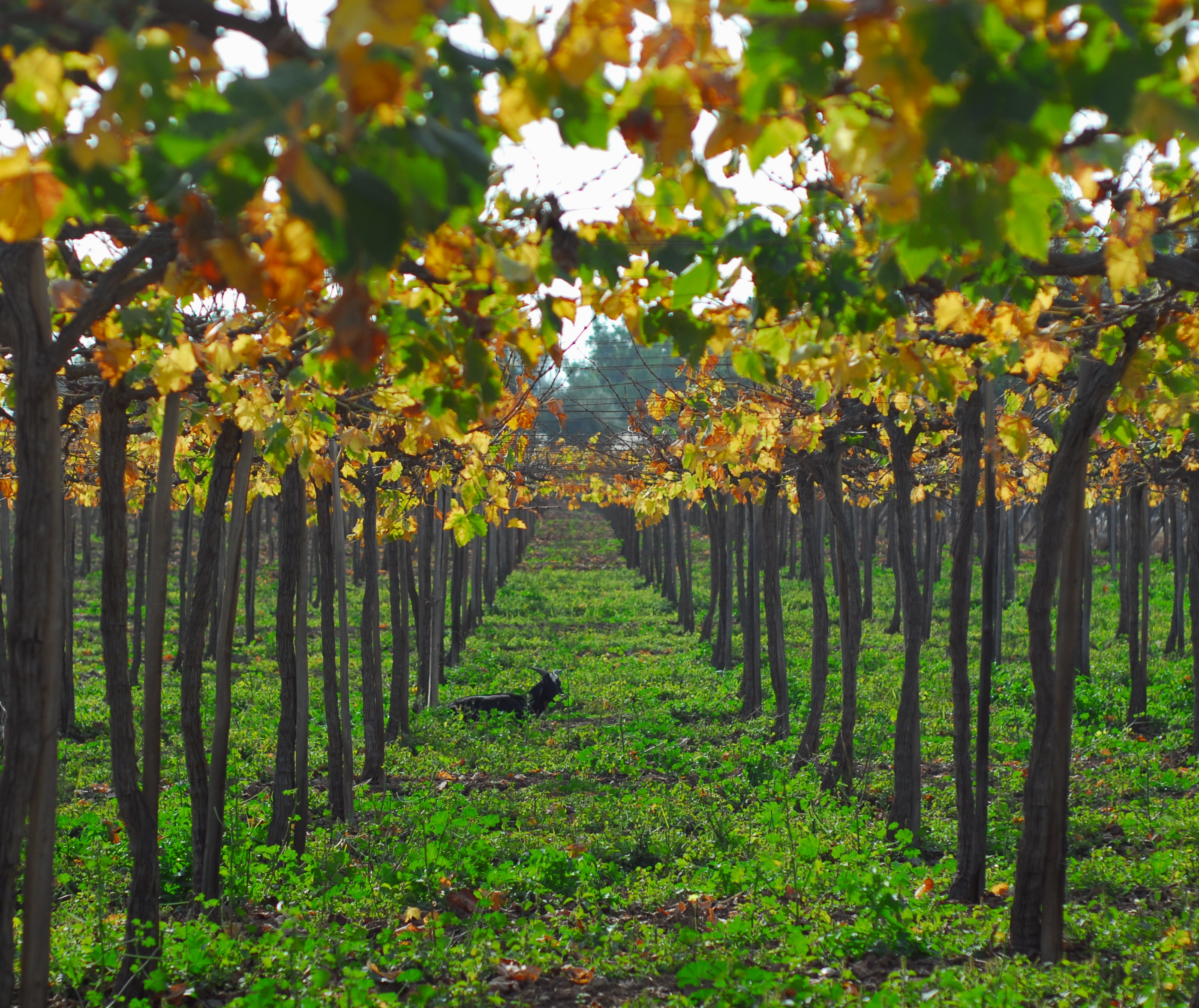
Vignes en espalier au Chili.

Les principaux systèmes de conduite sont le gobelet, l'espalier, le parronal (sorte de haute treille), et des systèmes qui divisent le feuillage, comme la Lyre, le DCG et le Scott-Henry.
Le gobelet fut introduit par les Espagnols. Il reste particulièrement bien adapté à un climat de type méditerranéen. L'espalier apparut avec les techniciens français venu au Chili pour fuir la crise du phylloxéra qui sévissait en Europe. La densité de plantation varie. Généralement située entre 2 × 1 m et 2,5 × 1,5 m, elle peut atteindre 3 × 2 m. quand l'espalier est croisé. La taille diffère selon les variétés de raisin mais la plus usitée reste le cordon uni ou bilatéral. Vient ensuite la taille Guyot, généralement double, ou la taille en huasca, taille de type local dans laquelle la rame porteuse garde toute son extension, sans écimage.
Le parronal fut introduit dans les années 1950 pour le raisin de table. Ce mode de conduite est similaire au parral cuyano argentin ou à la pergola italienne. La densité plantation est passée de 4 × 4 m à 3 × 1,5 m. La taille est assez variée puisque sont utilisées les cordons, la Guyot multiple ou la huasca.
De nouveaux modes de conduite sont apparus grâce à des chercheurs français comme Alain Carbonneau. Ils permettent de diviser le feuillage donc d'augmenter la capacité photosynthétique des feuilles et l'exposition des grappes au soleil. Le plus répandu est la lyre, avec 4 000 hectares dont la densité de plantation varie de 3 × 1 à 3,5 × 1,25 m. Viennent ensuite la Scott-Henry (2,5 × 1,5 m), et la DCG, dont la densité est celle de la lyre.

### Asie

#### Chine

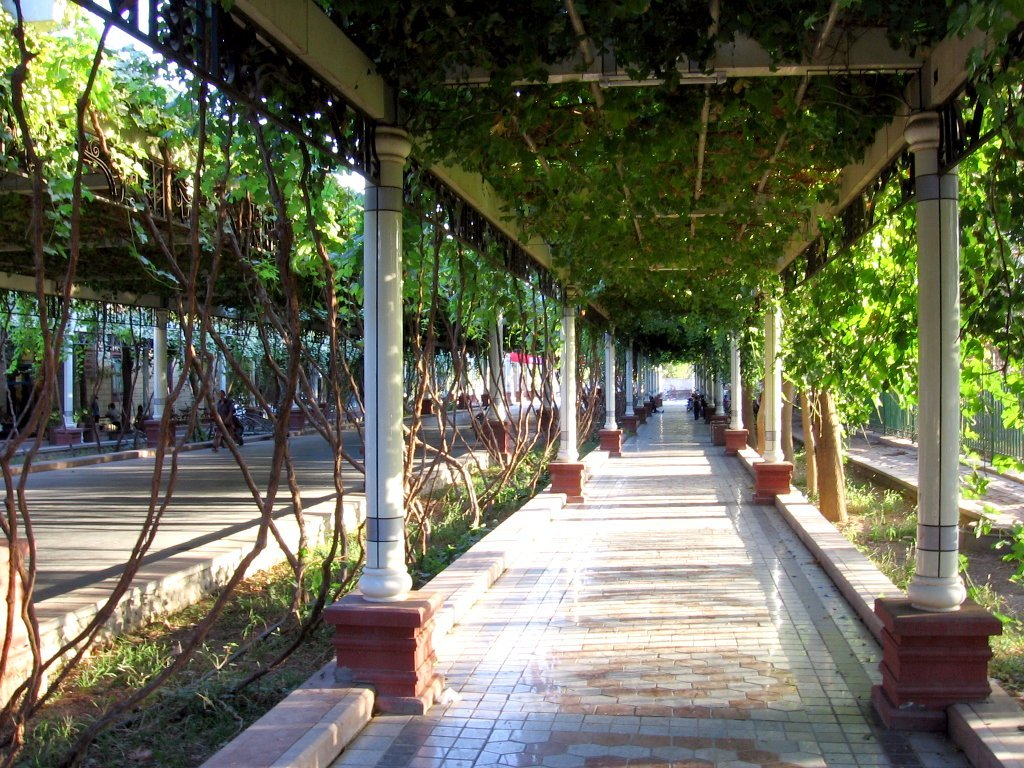
Rue de Tourfan ombragée par une treille à vigne.

L'oasis Tourfan, dans le Xinjiang, alimentait les caravanes de la route de la soie. Parmi les productions destinées à nourrir les marchands de passage, le raisin sec occupa une bonne place.

#### Japon

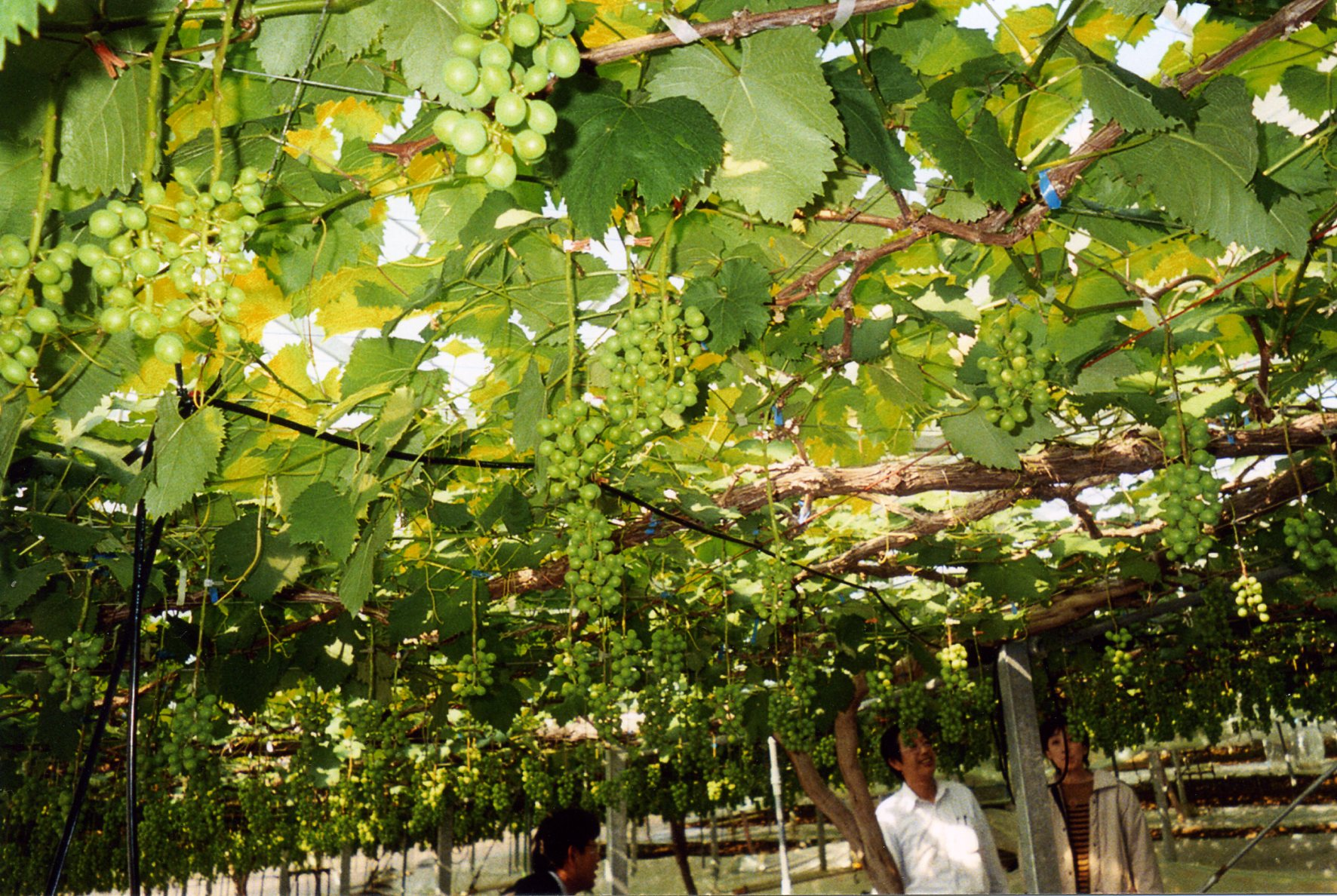
Vignes menées sur treille au Japon.

La viticulture au Japon couvre une zone allant de l'île de Kyo-Shu, dans sa partie méridionale, jusqu'à l'île de Hokkaïdo dans sa partie le plus septentrionale. Elle couvre une superficie de 30 000 hectares. Elle produit aussi bien des raisins de table que des cépages à vinifier. Le volume de sa production est de 370 000 hectolitres. La vigne a été importée par des missionnaires de la Compagnie de Jésus, disciples d'Ignace de Loyola. La région viticole la plus connue est celle de la Yamanashi et de Préfecture d'Osaka. Dans une moindre mesure s'y ajoutent celles de Yamagata et de Nagano. L'un des cépages indigènes les plus connus est sans doute le koshu. Les vignes sont plantées à raison de 250 pieds à l'hectare, les ceps étant séparés de 6 mètres et conduits en hautain pour former des treilles ou des pergolas dans les potagers.

## Vignes exubérantes dans l'Art

### Littérature

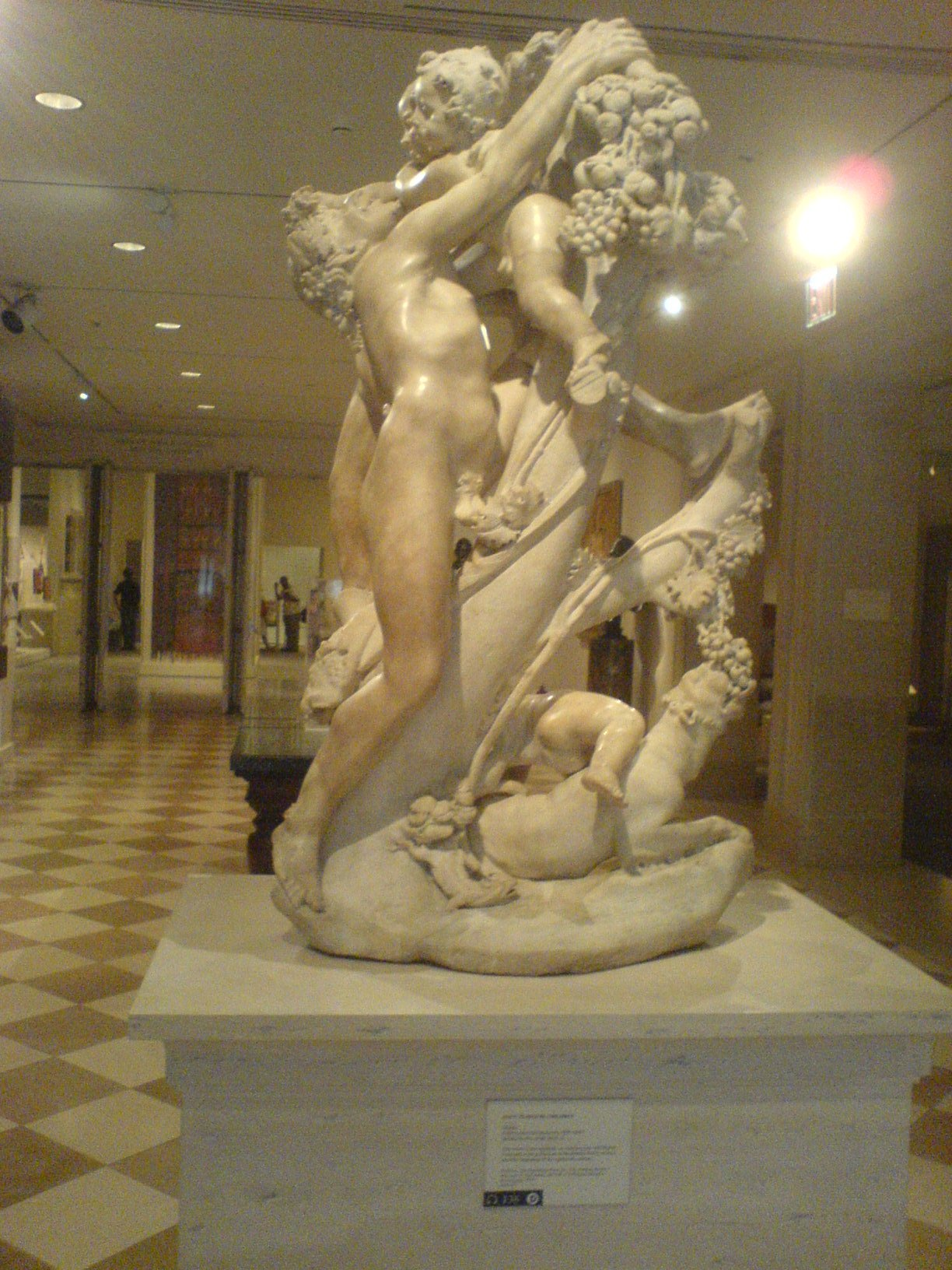
Liaison amoureuse par Gian Lorenzo Bernini (1598-1680).

Le pied de vigne qui s'enroule autour du tronc d'un arbre devient à la Renaissance la représentation de l'amour conjugal. Les auteurs de la Pléiade utilisèrent largement ce thème qui leur a permis de trouver leurs sources dans la Bible, Platon et Pétrarque. Un seul exemple puisé chez Ronsard :
Ô belle au doux regard, Francine au beau sourcy

Baise-moy, je te prie, et m'embrasses ainsi

Qu'un arbre est embrassé d'une vigne bien forte.
Ronsard qui fut le premier à chanter les pampres, image qui va amplement servir aux auteurs du XIXe siècle et singulièrement aussi bien aux poètes qu'aux romanciers. La première attestation date de 1554 et se trouve dans l'Épître à Ambroise de la Porte. Ce nom poétique désigne toujours une vigne s'élevant sur un hautain, une treille ou une tonnelle.
Honoré de Balzac s'émerveille devant « Les rayons du soleil qui se jouaient dans les pampres de la treille », quant à Théophile Gautier, il note qu'en Espagne « La vigne suspend à toutes les branches ses vrilles fantasques et ses pampres découpés comme un ornement arabe ». Et Chateaubriand constate dans ses Mémoires « Le czar ne fut point frappé de la beauté de la France ; il la trouva laide, et il avait raison, car il ne la vit ni assise au bord de la Méditerranée, ni couchée parmi ses pamprées entre les Pyrénées et la Loire ».
Gérard de Nerval chante « La treille où le pampre à la rose s'allie », plus réaliste Gustave Flaubert indique que « La brise remuait les pampres de la tonnelle ». Un retour à la mythologie convient plus à José-Maria de Heredia qui confie qu'« Un négligent Priape habite au clos voisin ; D'ici, vous pouvez voir les piliers de sa treille Où sous l'ombre du pampre a rougi le raisin ».

### Bas-relief et sculpture
En architecture, le pampre est feston représentant un long sarment de vigne orné de feuilles, de vrilles et de grappes de raisin. Le plus souvent, il décore le creux des circonvolutions de colonnes torses. C'est la représentation d'un hautain

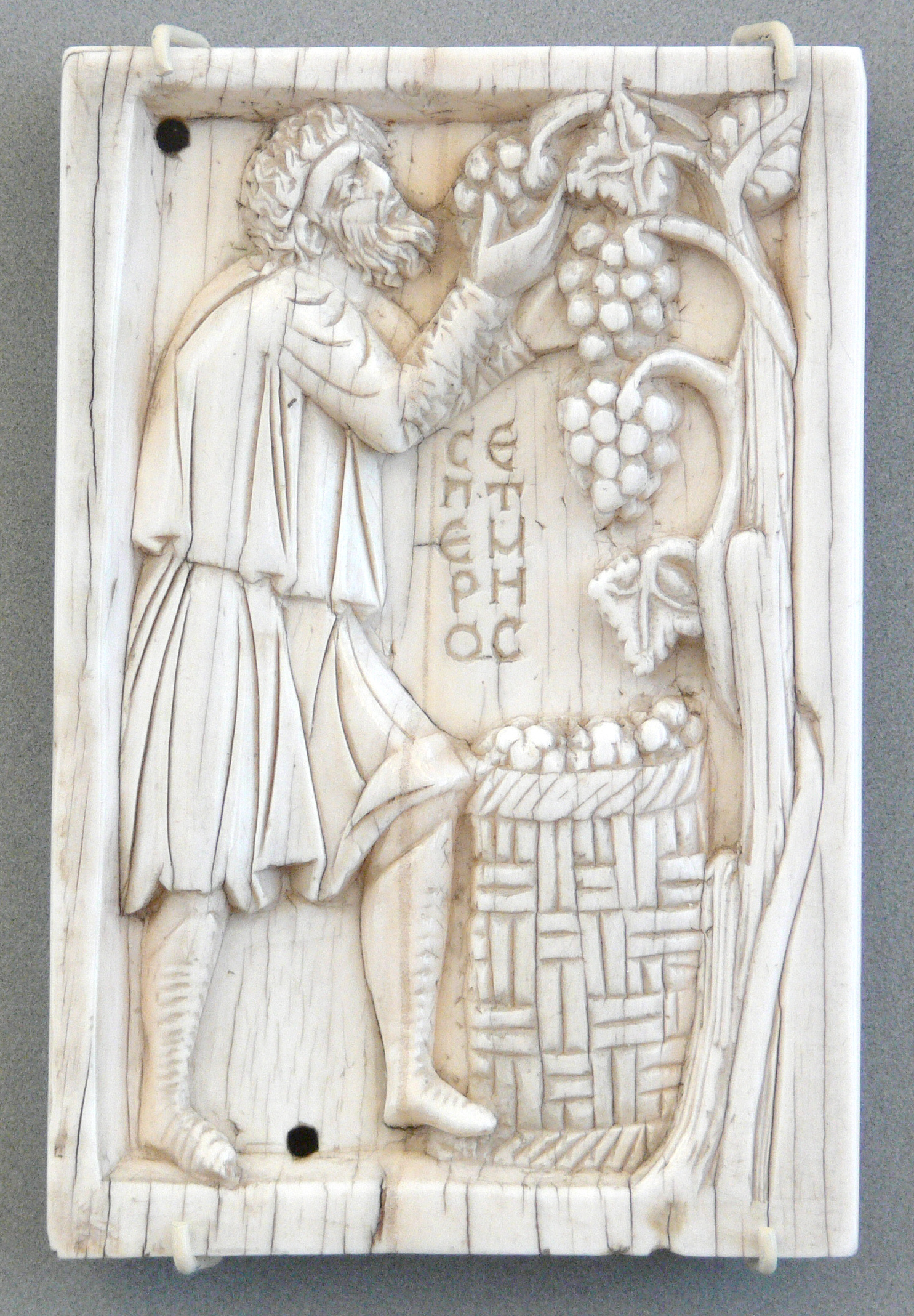
Ivoire byzantin représentant des vendanges sur demi-hautain.
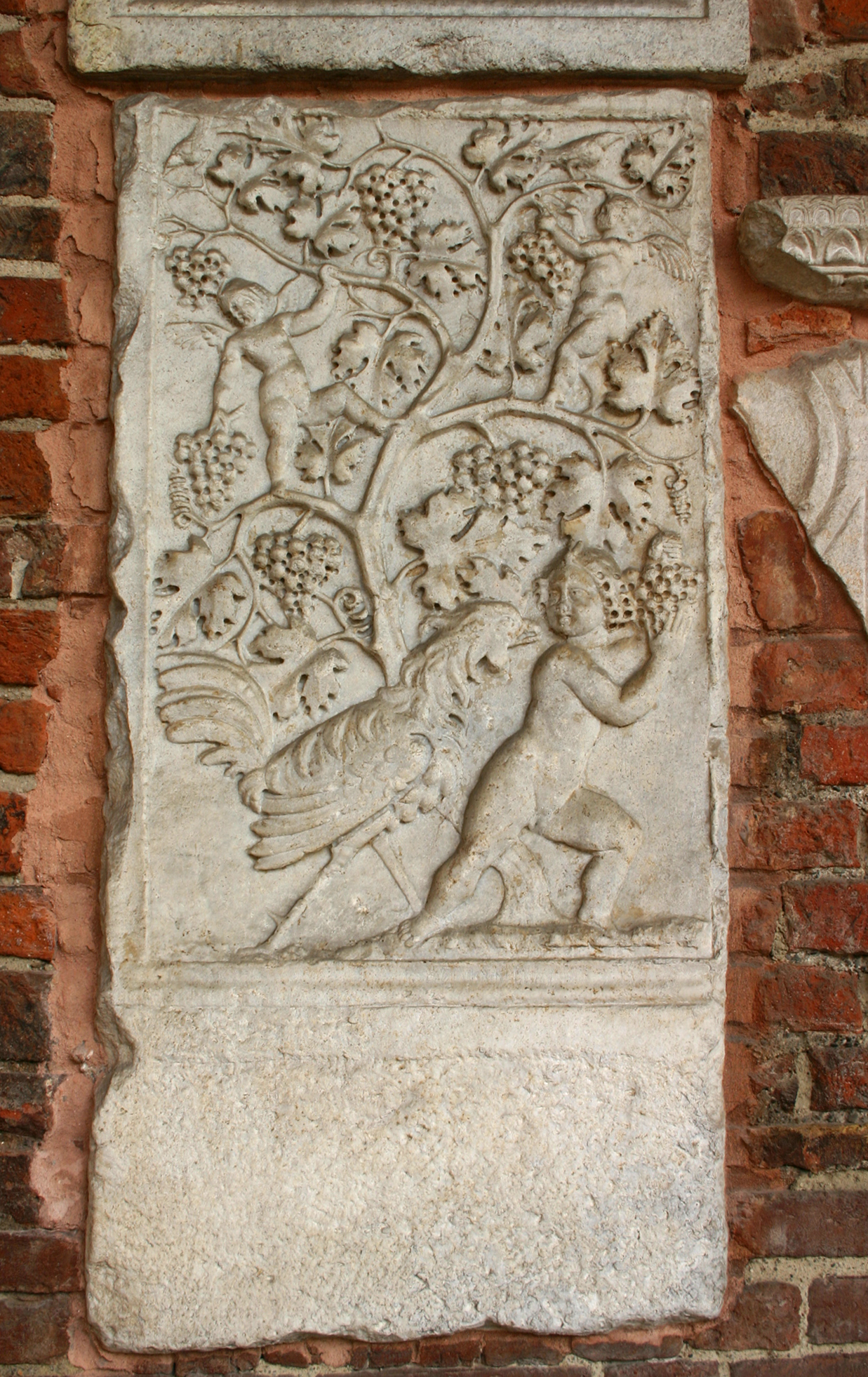
Saint-Ambroise à Milan.
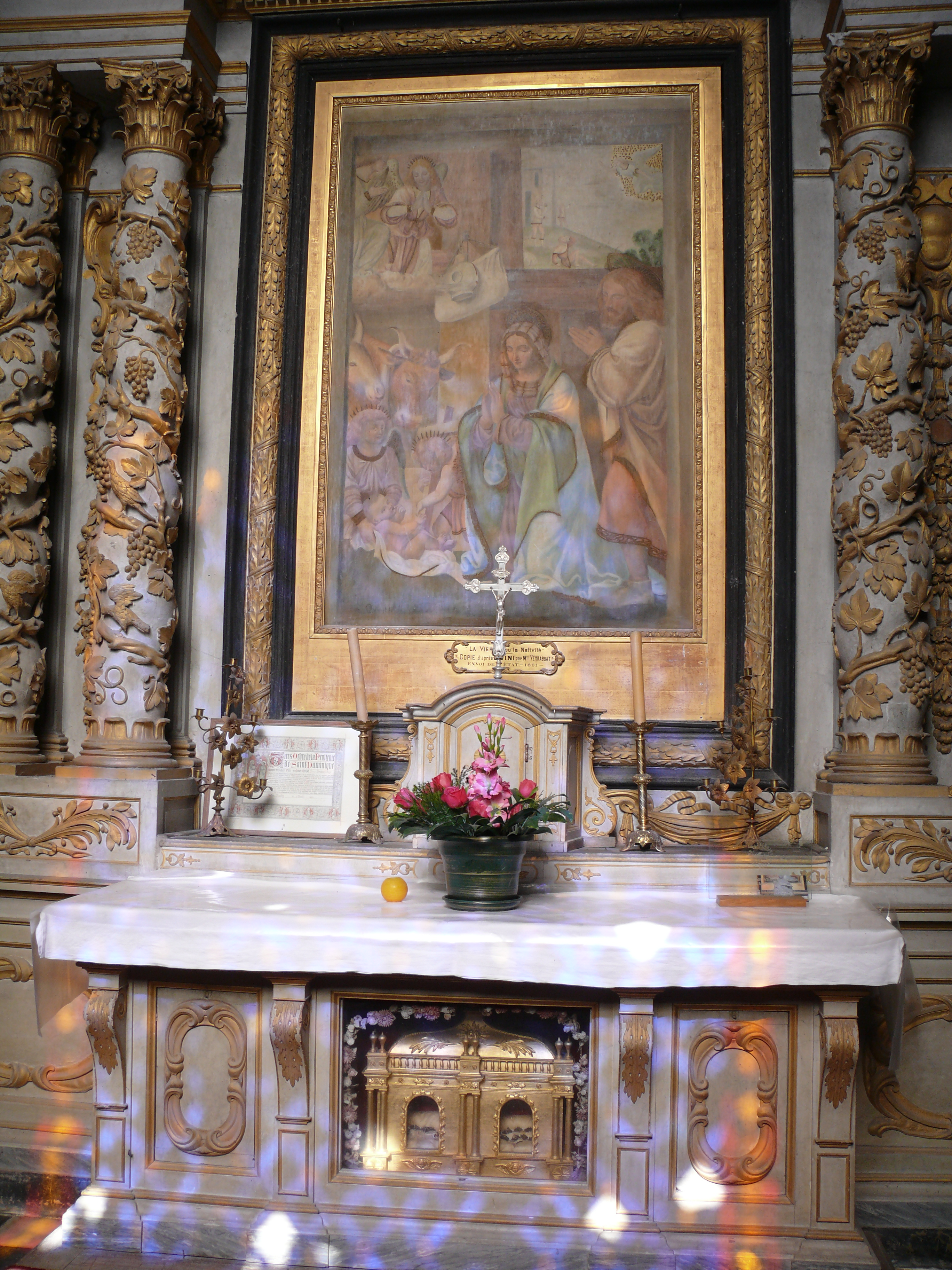
Colonnes torses de l'église Saint-Martin à Pont-sur-Seine.
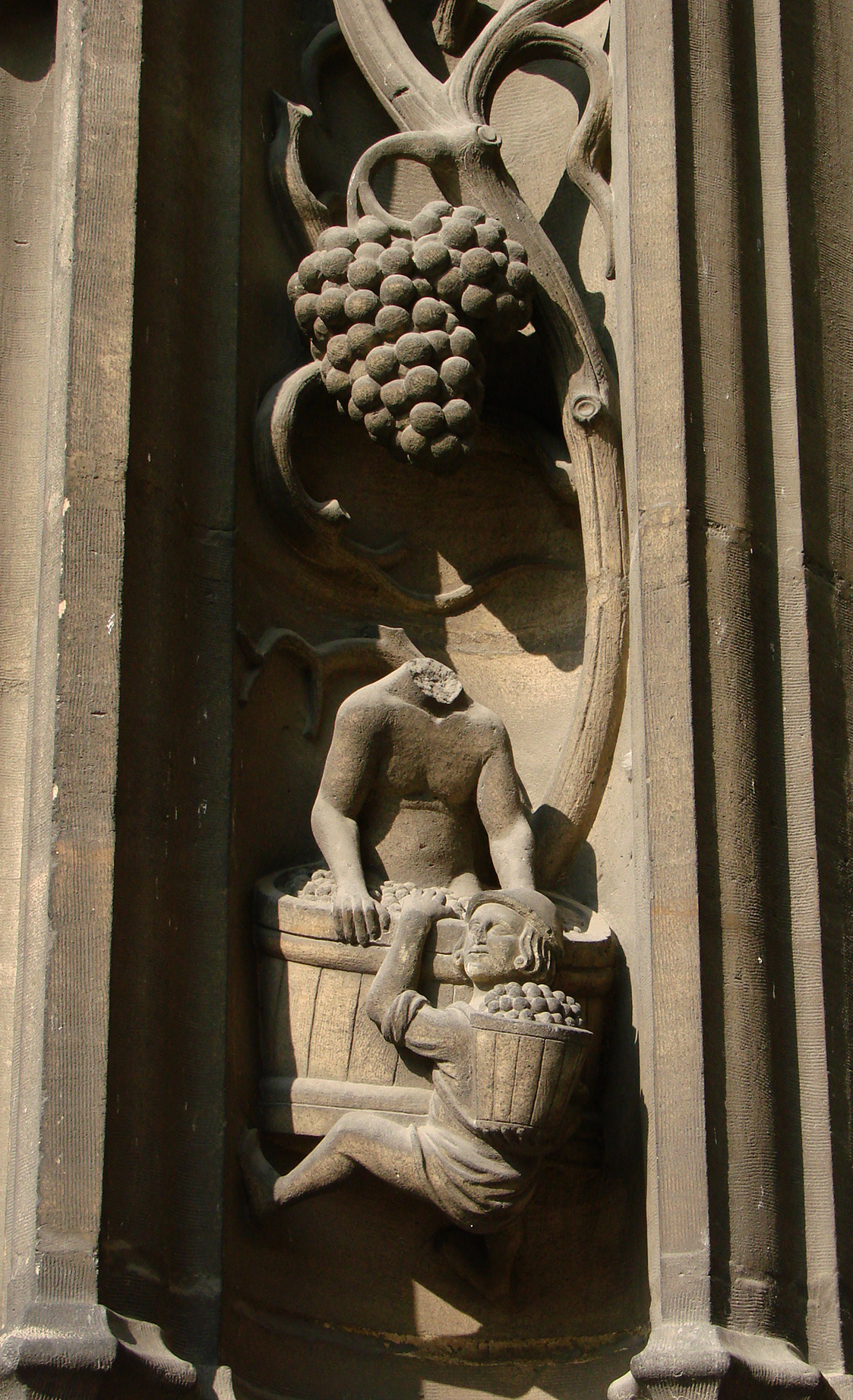
Hautain sur le portail de la cathédrale de Troyes.
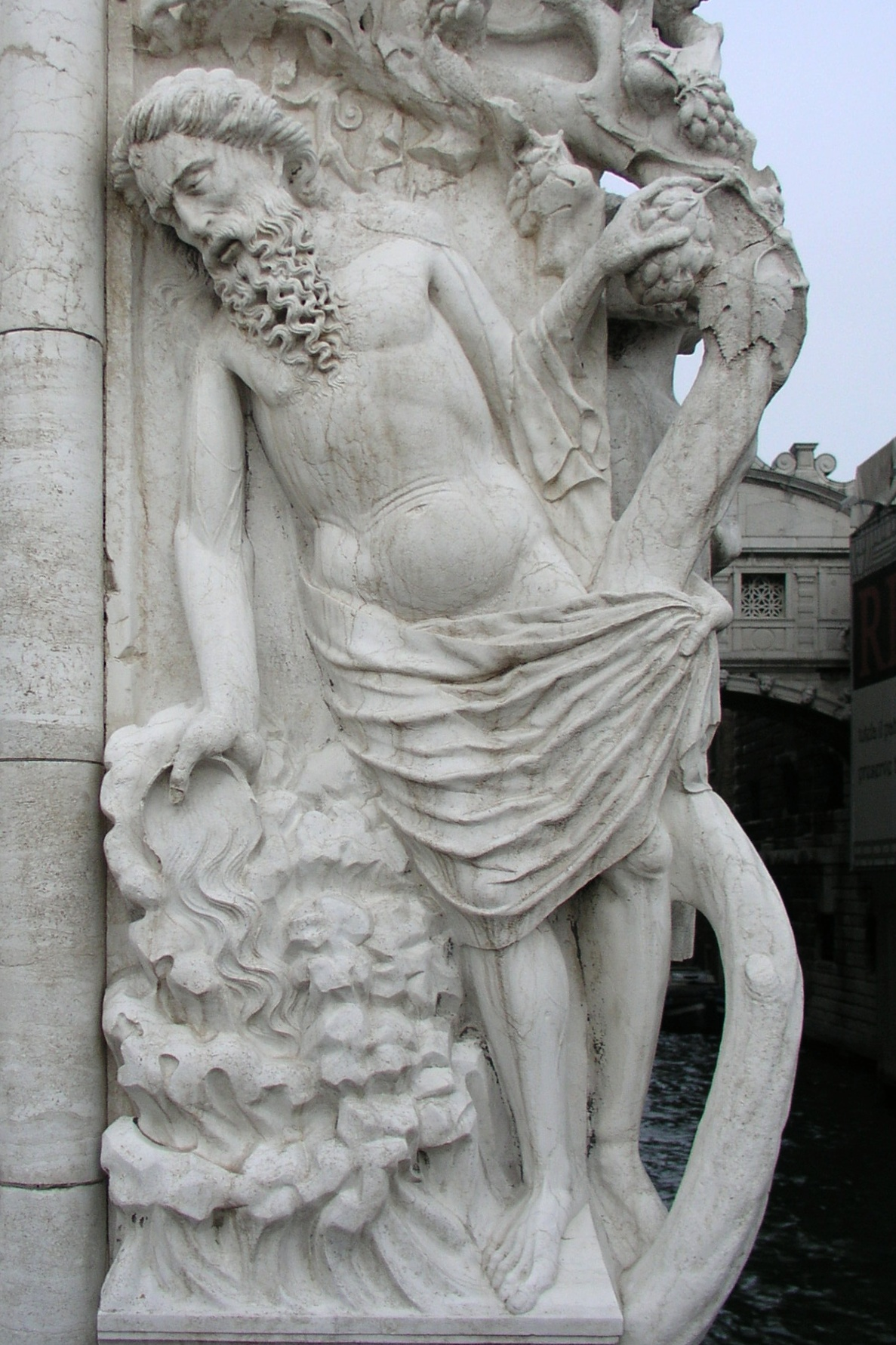
Noé ivre, palais des Doges, Venise.

### Peinture

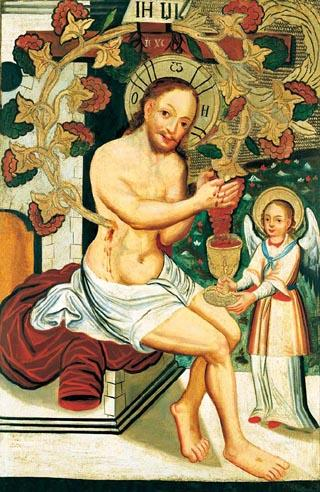
Icône ukrainienne (XVIIIe).
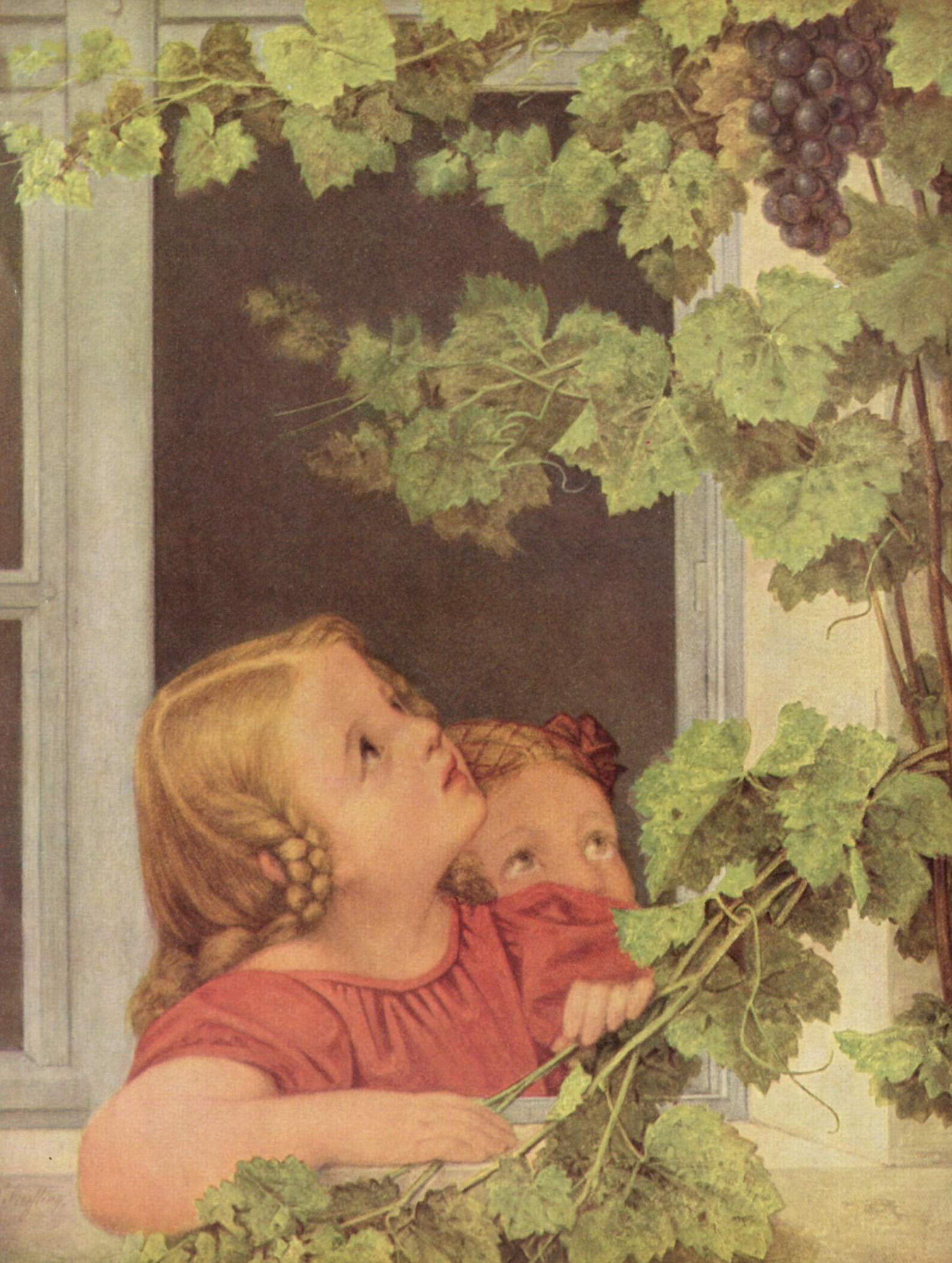
Treille, par Friedrich Kersting (1815).
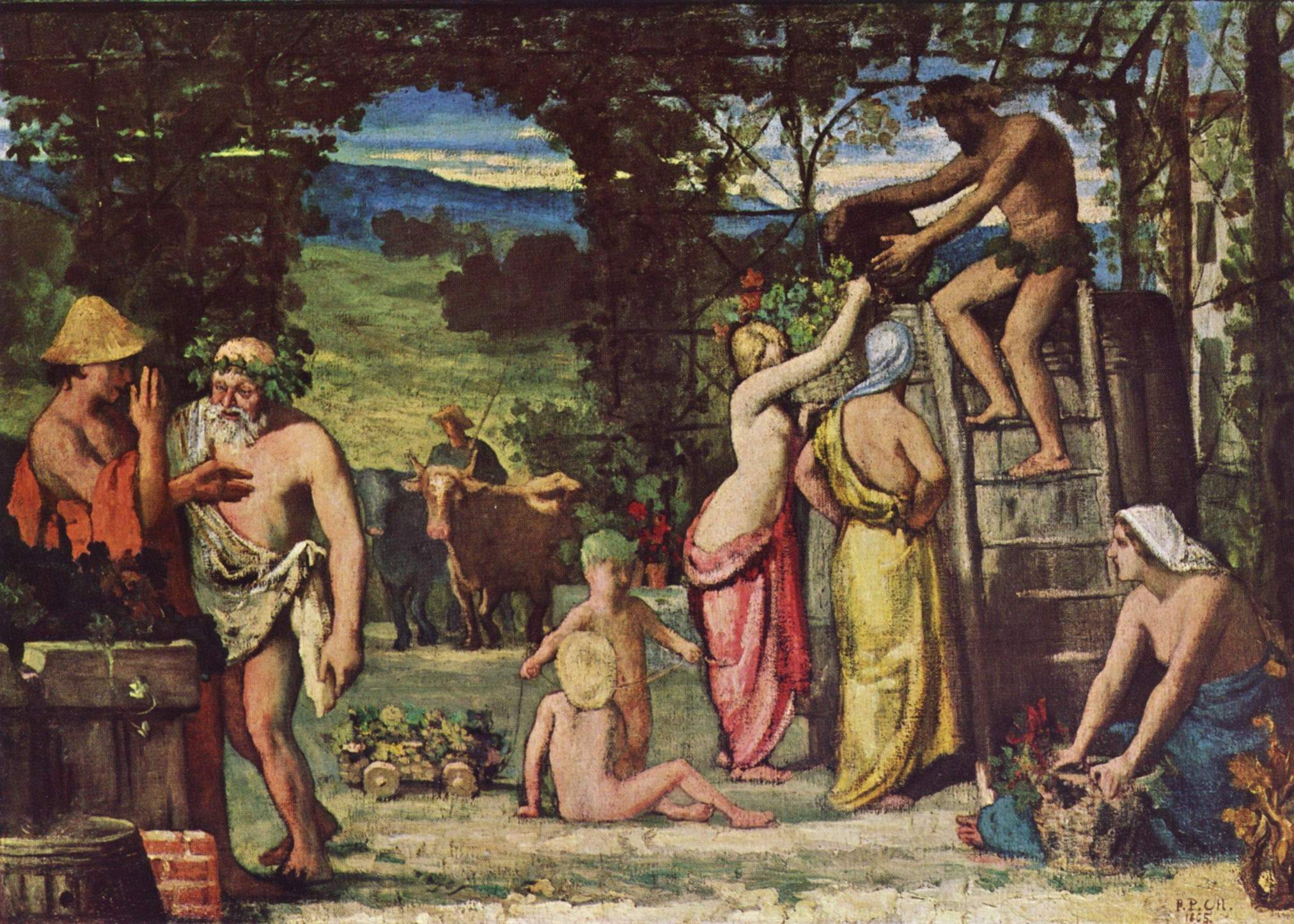
Vendanges par Pierre Puvis de Chavannes (1865).
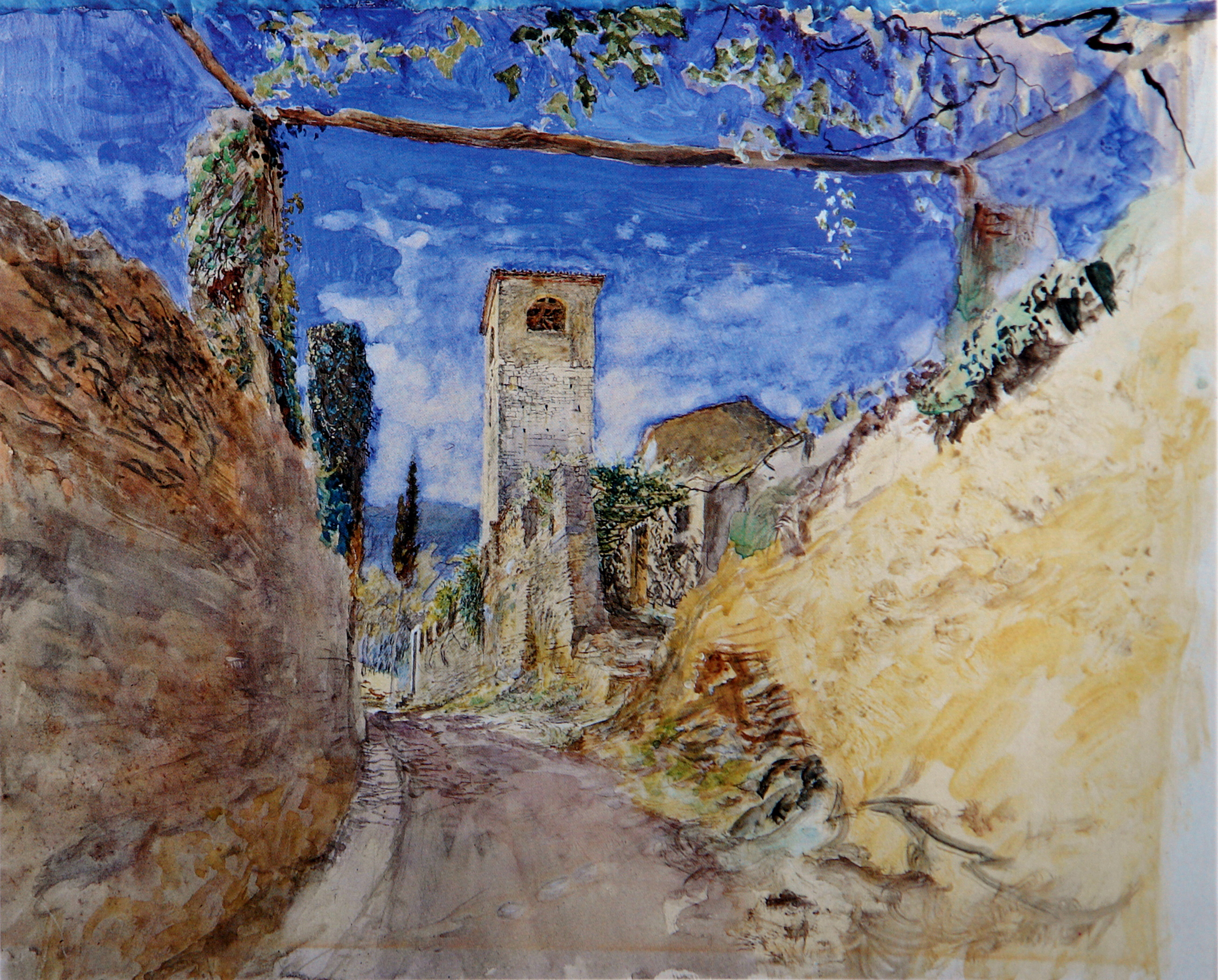
John Ruskin A vineyard wolk, Lucca, (1874).
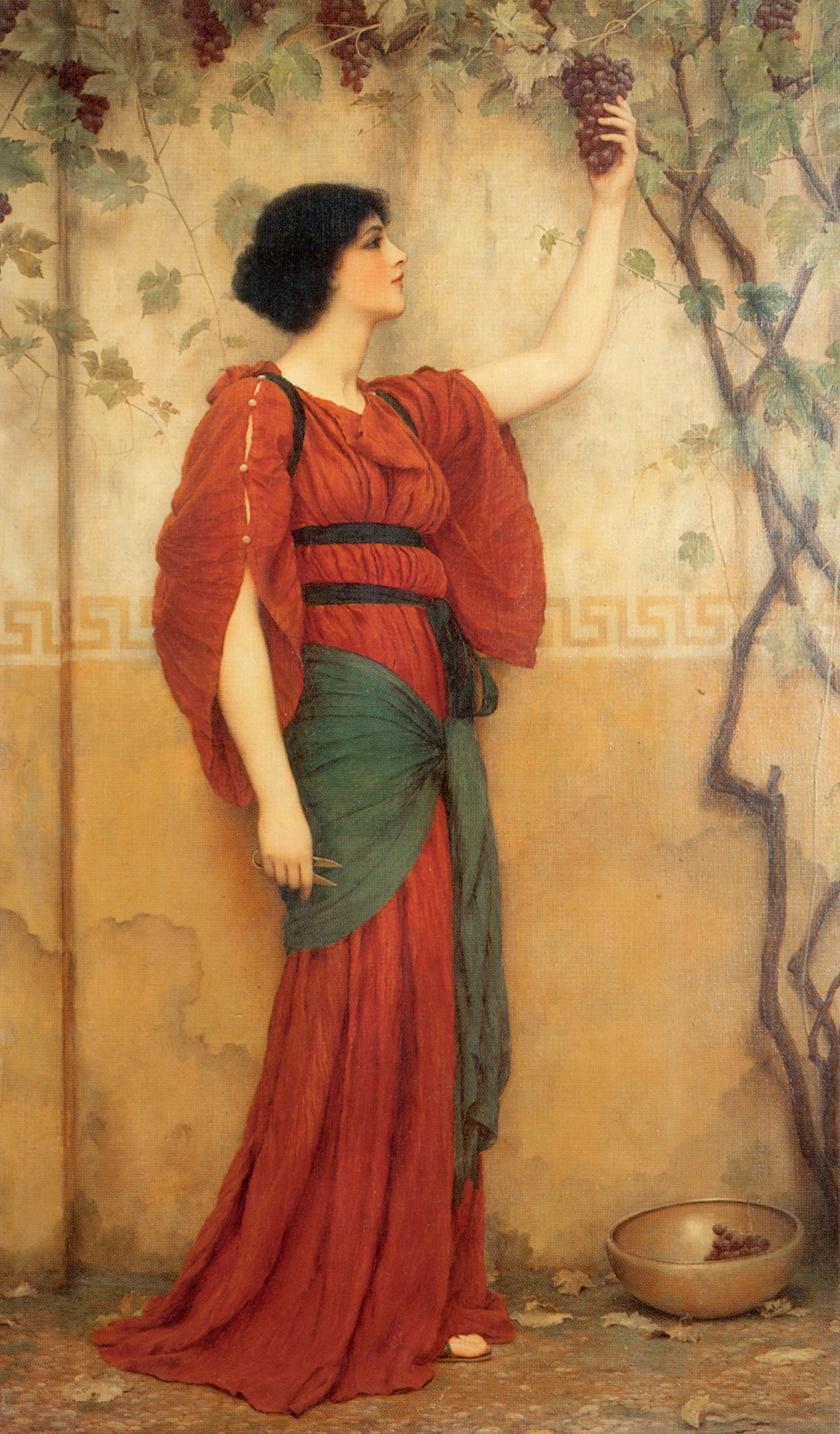
Automne John William Godward (1900).

### Dessins

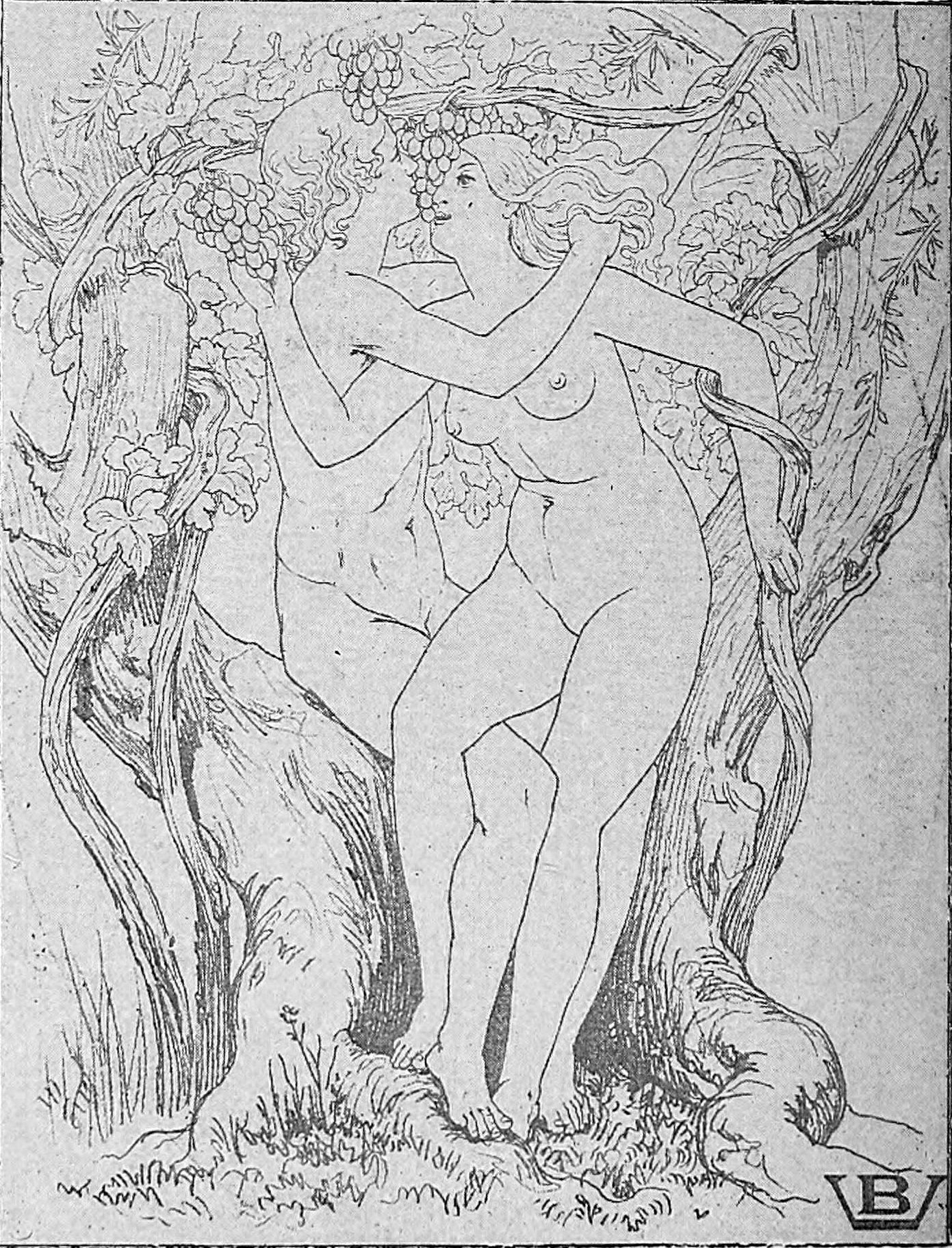
La vigne de Valère Bernard catalogue illustré de 1897.
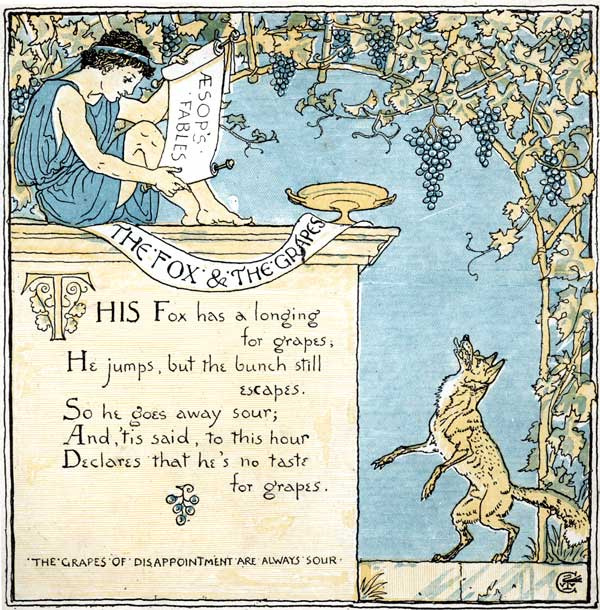
Le renard et les raisins, début XXe siècle.
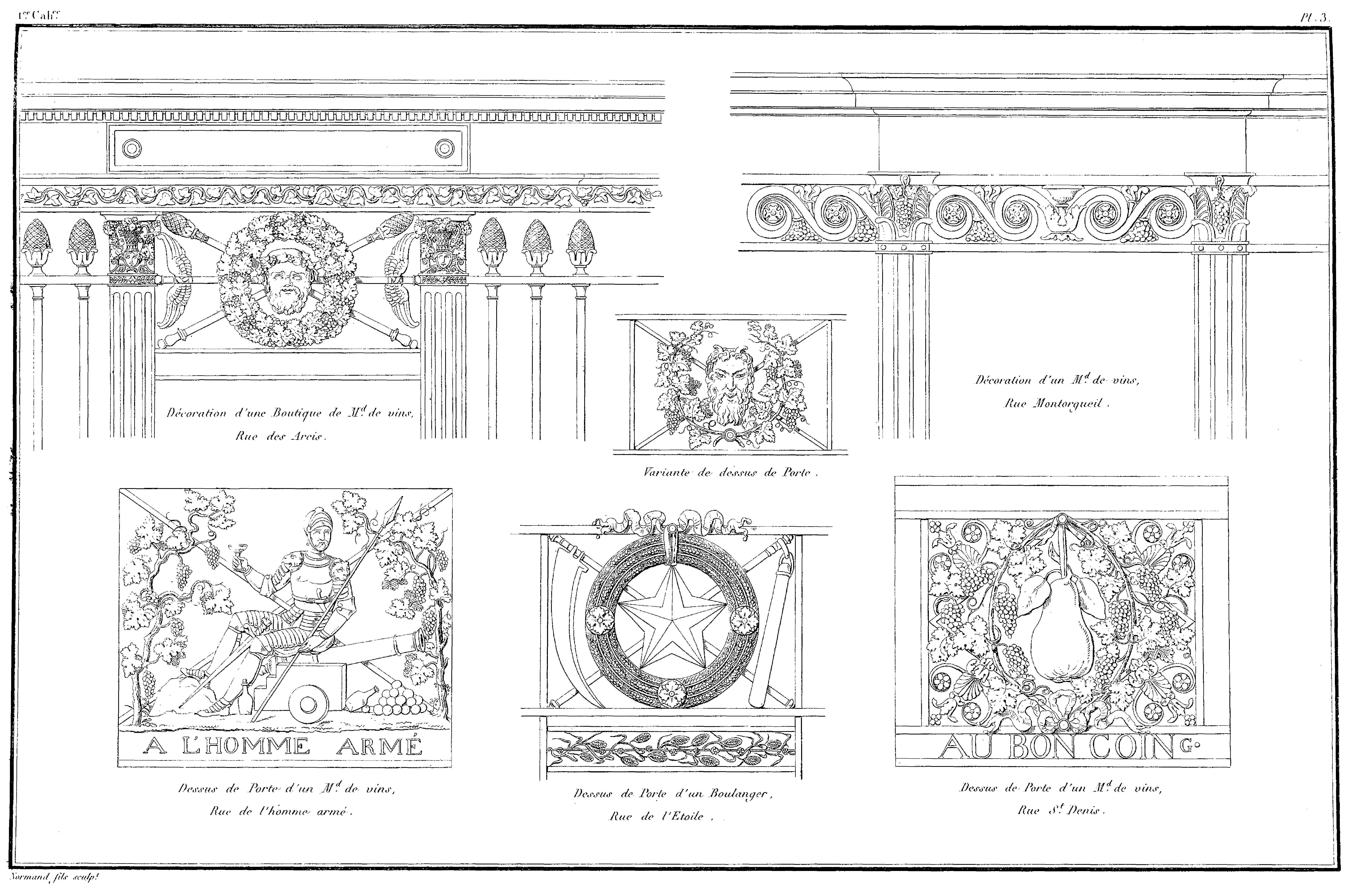
Devantures de marchands de vins par Jean-Baptiste Bury 1826.
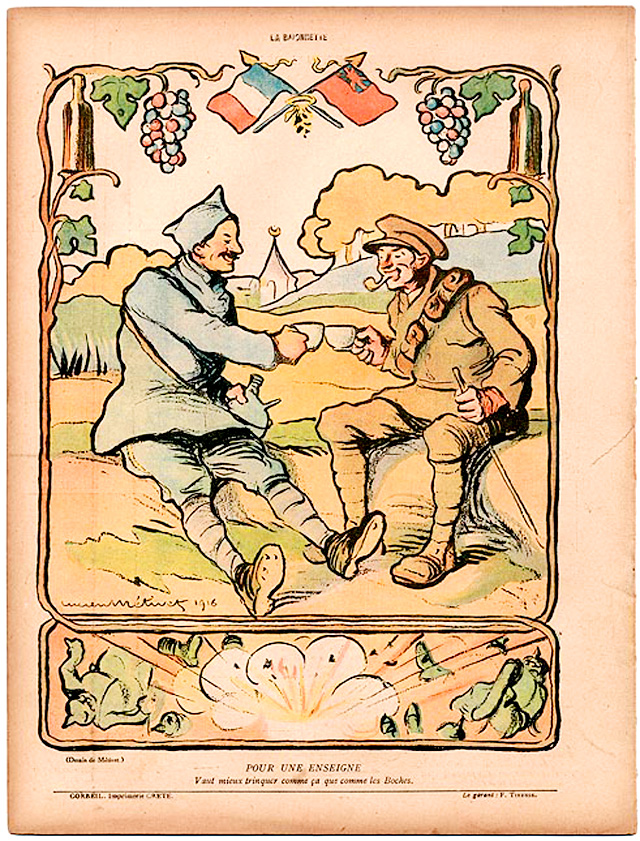
Fraternisation sous une treille.
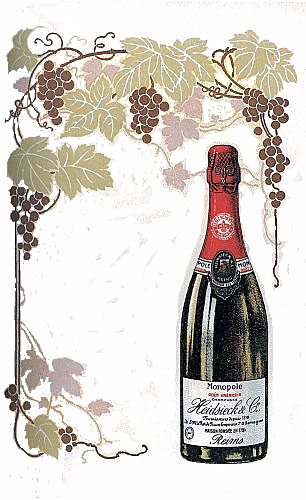
Affiche Champagne Heidsieck, 1900.